# Isle-Aumont
Pour les articles homonymes, voir Isle et Aumont.
Isle-Aumont (prononcé /il omɔ̃/) est une commune française, située dans le département de l'Aube en région Grand Est. La commune, distante d'une dizaine de kilomètres du chef-lieu de l'Aube, est localisée au sein de l'agglomération « Troyes Champagne Métropole ».
Des traces de présence humaine sont attestées sur le territoire communal dès la période du Paléolithique. Cette occupation territoriale s'amplifie à partir de l'ère néolithique. Ultérieurement, au cours de la période protohistorique (Âge du fer), Isle-Aumont est notamment marqué par l'élévation d'un sanctuaire de tradition celte, mais également par la fondation d'une nécropole. Le territoire communal présente, au cours de l'époque gallo-romaine, une continuité d'utilisation. Sous la période mérovingienne, le site de « La butte d'Isle-Aumont » est occupé par une abbaye associée à une vaste nécropole de fidèles désireux de se faire inhumer auprès des reliques d'un saint. Cette abbaye est ainsi l'un des premiers établissements monastiques de la Gaule. À la fin du XIe siècle, une forteresse, le château de Saint-Phal, est élevée sur le site de la butte d'Isle. Devenu le cœur politique d'une châtellenie vers le milieu du XIIe siècle, la seigneurie d'Isle-Aumont est érigé en marquisat au cours du XVIe siècle, puis, sous l'impulsion de Louis XIV, transformée en duché-pairie dans la seconde moitié du XVIIe siècle. La révolution française, vers la fin du XVIIIe siècle, marque la transformation de la paroisse d'Isle-Aumont en commune.
Des travaux de fouille systématique de la butte ont été réalisés par l'archéologue Jean Scapula de 1943 à 1961. Près de 1 450 sépultures ont été mises au jour dont 849 tombes mérovingiennes. Une partie du site archéologique, les nécropoles, et l'église Saint-Pierre, placée en leur centre, ont été classés au titre de monuments historiques en 1967.
La population municipale, régulièrement inférieure à 300 habitants depuis la fin du XVIIIe siècle jusqu'au terme des années 1960, est marquée d'une forte augmentation au début des années 1970 et atteint, en 2014, 496 habitants.
Le territoire communal, qui se développe sur une superficie totale de 348 ha, se manifeste en grande partie sous la forme d'un vaste plateau délimité par les vallées de l'Hozain et de la Mogne, deux cours d'eau affluents de la Seine. Les paysages naturels d'Isle-Aumont, fortement marqués par les lits de ces deux rivières, se composent notamment d'une zone humide, de petits massifs forestiers et d'un espace de plaine.
La commune champenoise, proche du chef-lieu de l'Aube, se révèle, de par son économie, son histoire et son système administratif, fortement liée à la ville de Troyes. Disposant d'un tissu économique constitué d'un total de 27 structures privées et publiques confondues, Isle-Aumont possède un secteur tertiaire dont l'importance est proportionnellement inférieure à la moyenne nationale, a contrario de la part que représente le domaine de la construction et du bâtiment. En 2010, le territoire communal est doté d'une seule exploitation agricole encore en activité.

## Géographie

### Localisation
Isle-Aumont est une localité de Troyes Champagne Métropole située entre les communes de Moussey et de Saint-Thibault. À vol d'oiseau, la commune est située à 10,3 km de Troyes et à 21,6 km de Bar-sur-Seine.
La commune appartient au canton de Vendeuvre-sur-Barse, entité administrative qui fait partie de l'arrondissement de Troyes, dans le département de l'Aube, en région Grand Est.
La localité d'Isle-Aumont est en outre rattachée au bassin de vie et à la zone d'emploi de Troyes, ville se trouvant être également le siège préfectoral de l'Aube.

### Communes limitrophes
« À vol d'oiseau », les cinq communes les plus proches du territoire islois sont celles de Saint-Thibault, distante 1,4 km en direction du nord-est, est et sud-est ; de Moussey, située à  2,2 km, à l'ouest et nord-ouest ; de Les Bordes-Aumont, éloignée de 2,6 km en direction du sud ; de  Buchères, localisée à 2,6 km en axe nord ; de Villemereuil, ville distante de 2,8 km en direction du sud-ouest ; de Verrières, distante de 3 km en axe nord-ouest ; et enfin de Saint-Léger-près-Troyes, située à 4,3 km au nord-ouest d'Isle-Aumont,,.
| - OpenStreetMap Environnement géographique et délimitation territoriale d'Isle-Aumont. - Isle-Aumont et ses communes limitrophes |

| Saint-Léger-près-Troyes | Buchères          | Verrières      |
| Moussey                 | Isle-Aumont       |                |
| Villemereuil            | Les Bordes-Aumont | Saint-Thibault |

À l'exception de la commune de Troyes et de celle de Paris, la grande ville la plus proche d'Isle-Aumont hors Paris est Reims, sous-préfecture du département de la Marne et située à une distance de 116,6 km.

### Géologie et topographie
La superficie de la commune est de 348 hectares ; son altitude varie entre 112 et 136 mètres.
Le territoire communal se développe essentiellement sur un plateau encadré par deux dépressions géographiques. Ces deux cuvettes topographiques sont chacune formées par la présence d'une vallée : celle de la Mogne pour l'une et celle de l'Ilozain pour l'autre. La Mogne et l'Ilozain, deux rivières qui, notamment au niveau des « Montains » et des « Allets », irriguent la région de l'Isle-Aumont, se présentent toutes deux comme des affluents de la Seine.
Le sol de cet espace de type « ondulé » est principalement constitué d'un important dépôt sédimentaire formé au début du Quaternaire. Cette strate se compose d'éléments à caractère limoneux, issus d'anciens débordements de lits mineurs, mais également de particules sablonneuses et de graviers attribués à la période du Jurassique. Les alluvions quaternaires comporteraient des silex datant du Moustérien liés à des restes fossilisés de Prosbocidæ. Ces anciens dépôts alluviaux, dont l'épaisseur atteint plusieurs mètres, recouvrent un étage stratigraphique formée au Crétacé, constitué d'un genre de tuf ou d'argile de couleur grise et qui présente une grande densité granulométrique.
Le ruissellement des eaux pluviales, phénomène propice à l'érosion des sols, a modelé et segmenté le côté oriental du plateau, créant par cet effet de nombreux promontoires. Sur l'ensemble de ces petits reliefs situés dans la partie est du territoire communal, l'église Saint-Pierre a été construite sur celui qui présente l'altitude la plus élevée.
La topographie de la localité auboise, d'un caractère globalement régulier, se développe sur un dénivelé total de 21 mètres, soit une altitude comprise entre un minimum de 118 m, point situé à l'extrémité septentrionale du territoire (au niveau de la vallée de l'Hozain), et un maximum de 139 m, point culminant localisé au sud-ouest dans les marges sud-ouest de la commune.

### Hydrographie et hydrologie

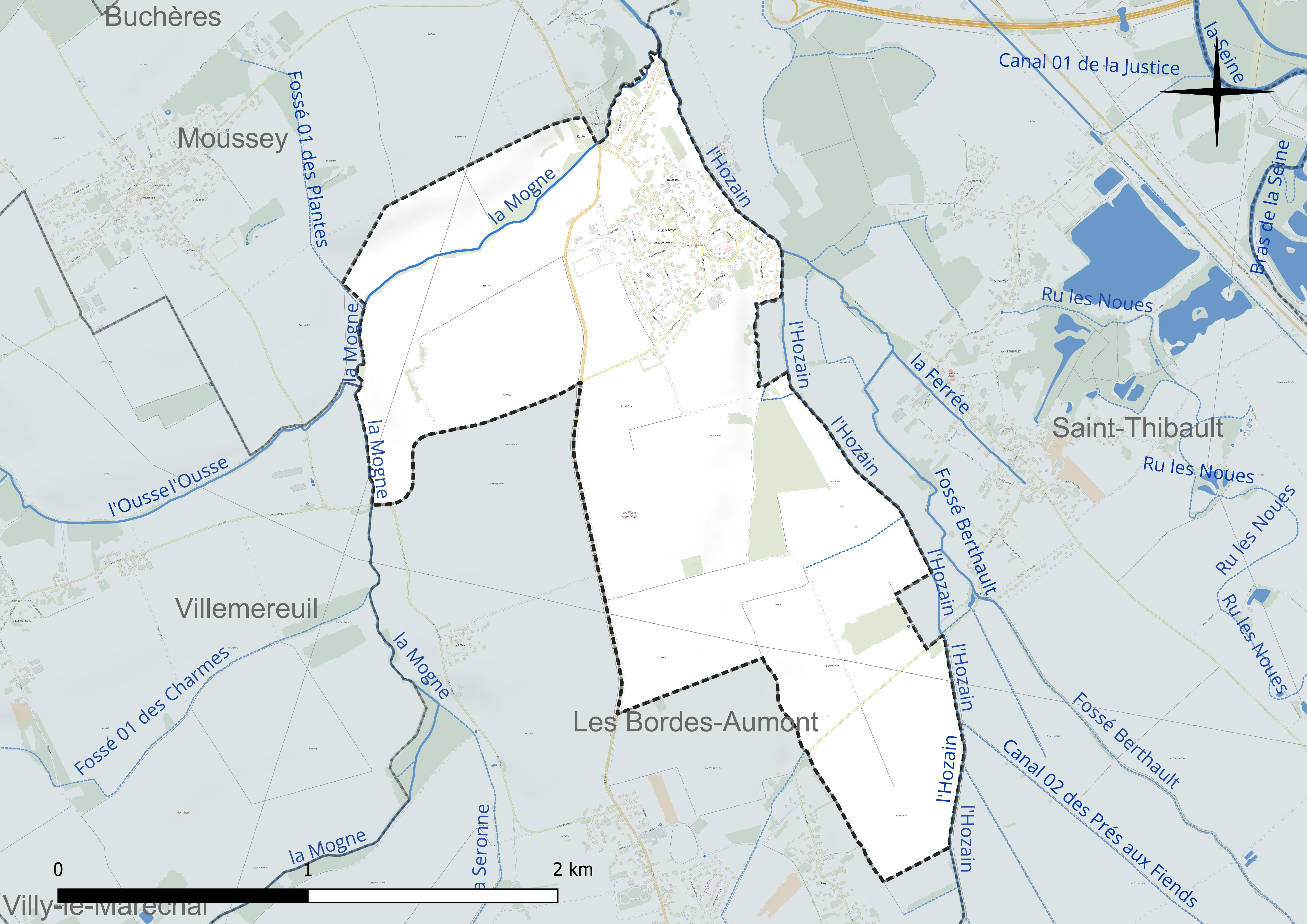
Réseau hydrographique d'Isle-Aumont.

La commune est traversée par l'Hozain, affluent direct de la Seine en rive gauche, et par la Mogne. La Mogne rejoint l'Hozain à l'extrémité nord de la commune, sur la limite des finages de Moussey et de Saint-Thibault. À partir de ce point de confluence des eaux, les terres d'Isle-Aumont, dont le plateau centrale est encadré par les deux rivières, se déploient selon un axe sud-ouest et un second en direction du sud-est.
Le régime de l'Hozain, principal cours d'eau qui alimente le territoire communal, est relevé au niveau de la station de Buchères/Courgerennes, structure d'observation hydrologique la plus proche d'Isle-Aumont,. Le bassin versant de cette rivière, autrement dit son étendue de drainage et celles de ses affluents, se développe sur une superficie totale de 249 km2. Sur une période d'étude de 48 ans (de 1970 à 2017), le débit moyen mensuel de l'Hozain varie entre un minimum de 0,208 m3/s relevé au mois de septembre, jusqu'à un maximum de 3,180 m3/s, donnée observée au mois de février. En outre, son module hydrologique, c'est-à-dire son bilan d'écoulement moyen inter-annuel, fluctuant entre 0,850 m3/s, valeur calculée en période « quinquennale sèche », et 2,0 m3/s en période « quinquennale humide », se révèle être de l'ordre de 1,440 m3/s.

Réseau hydrographique irriguant le territoire d'Isle-Aumont
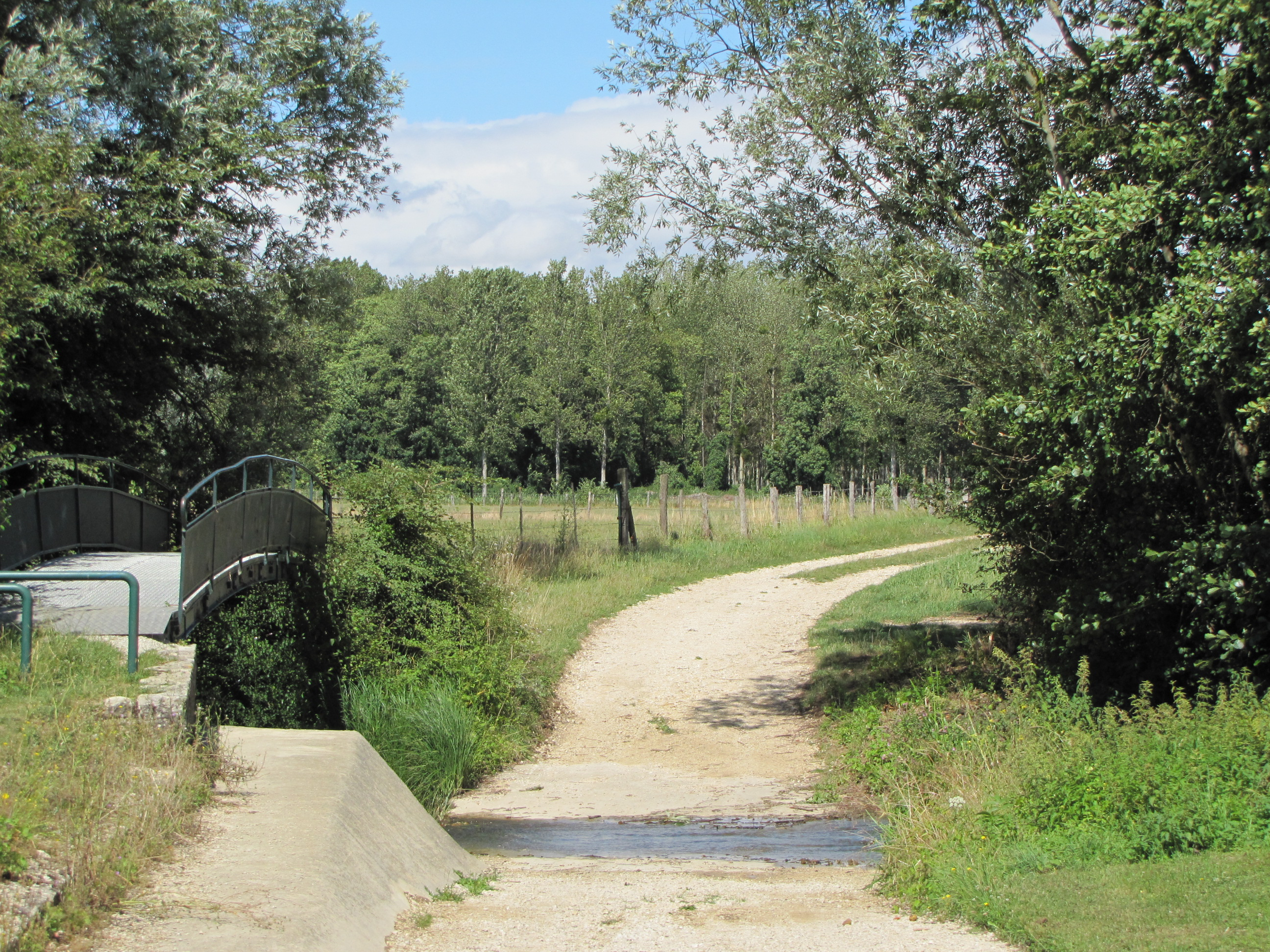
Pont enjambant l'Hozain, ici à Isle-Aumont.
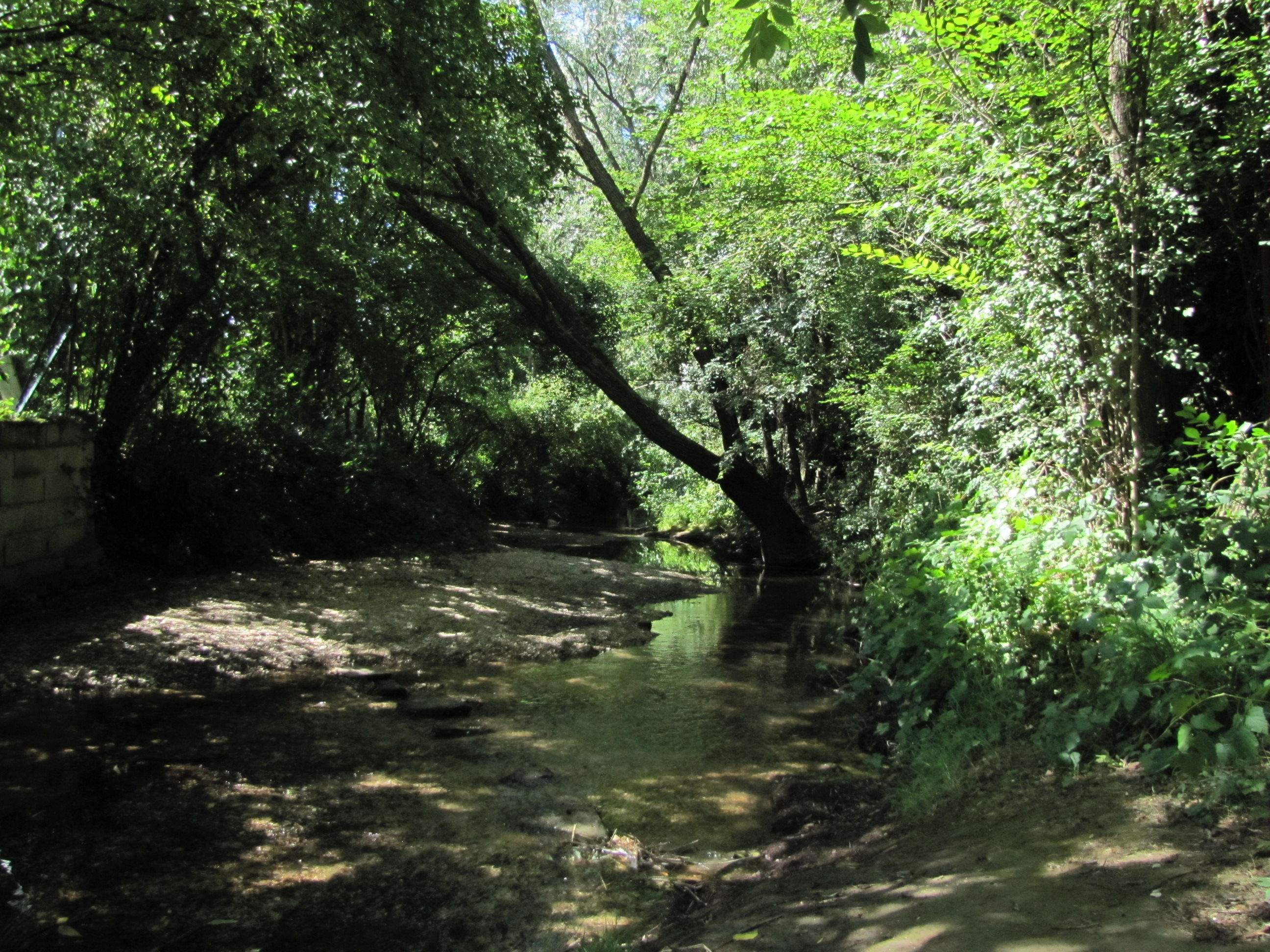
Une rive de l'Hozain, ici à Isle-Aumont.
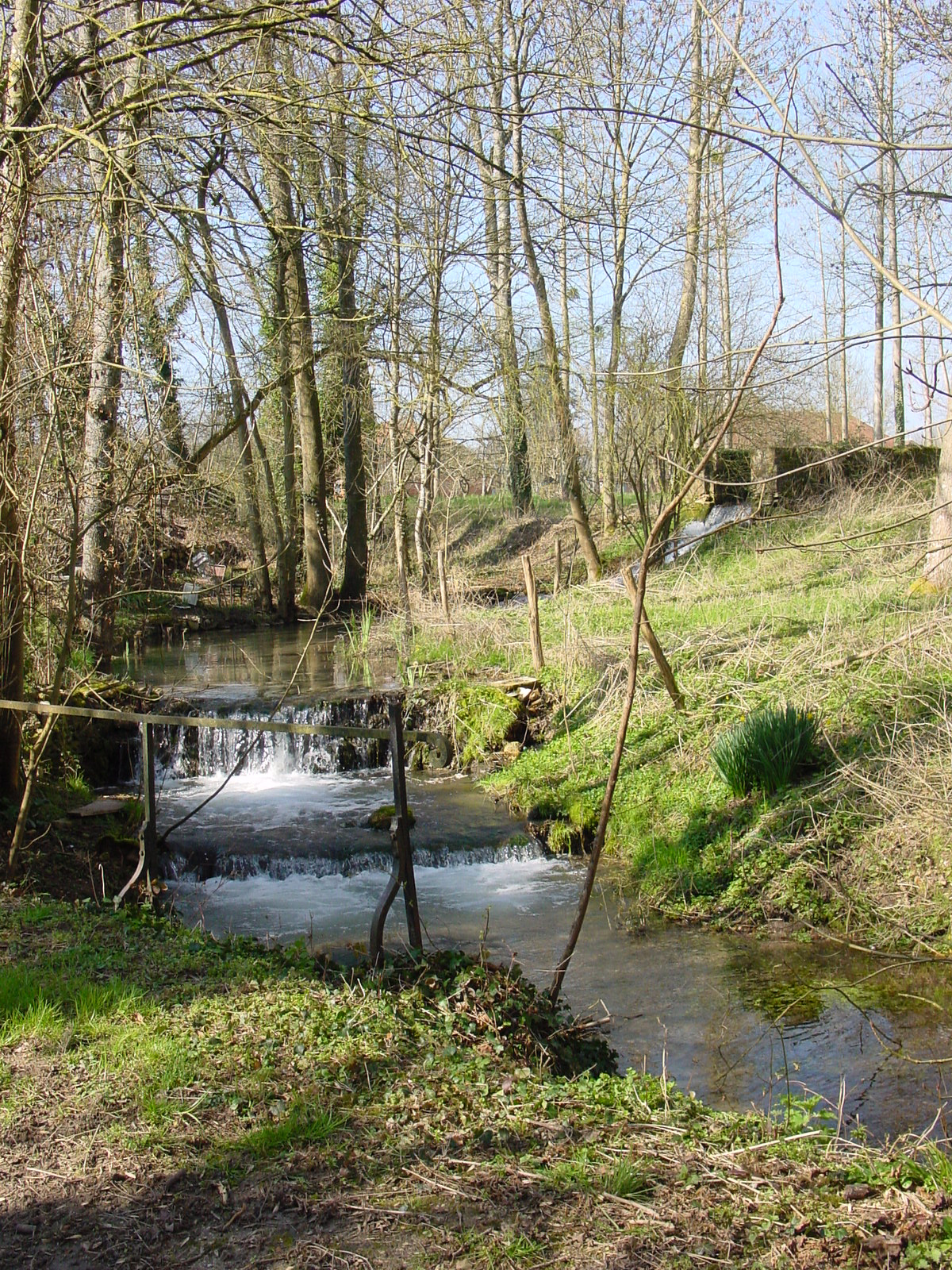
La Mogne, prenant ici sa source à Crésantignes.
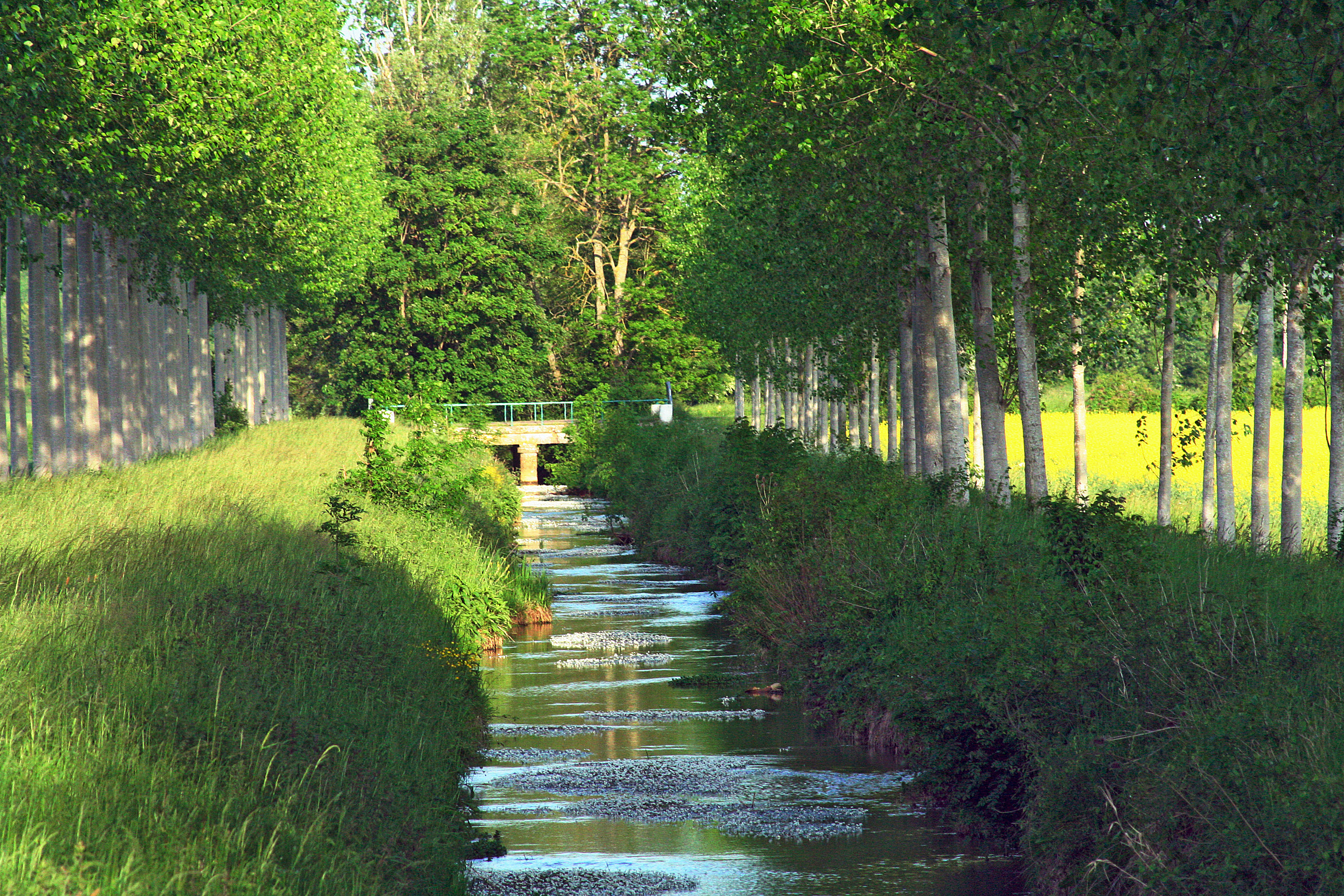
La rivière de l'Hozain, ici à Montceaux-lès-Vaudes.
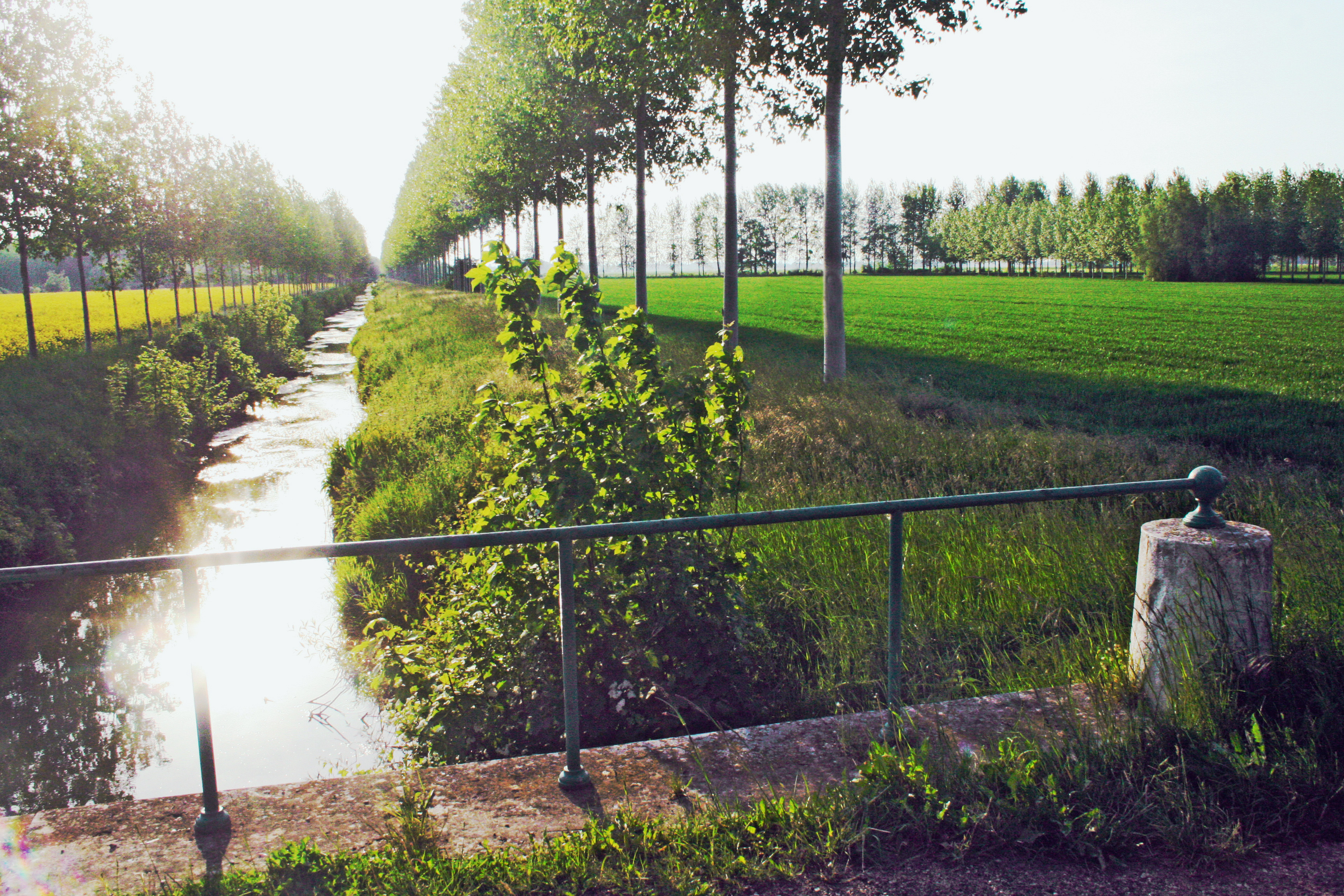
L'Hozain, ici à Vaudes.

### Paysages naturels
L'ensemble du territoire communal ne dispose d'aucune zone soumise à une protection environnementale. Néanmoins, les terres appartenant à la « zone humide » — espace dont l'écosystème est fortement influencé par la présence de l'eau —, autrement dit celles comprises les rives de l'Hozain et de la Mogne (ou à leurs abords) et couvrant une bonne partie méridionale d'Isle-Aumont, bénéficient du titre de zone d'intérêt général pour l'exploitation agricole et ce, en application de la loi d'orientation agraire adoptée le 6 janvier 2006.

### Climat
Pour des articles plus généraux, voir Climat du Grand Est et Climat de l'Aube.
En 2010, le climat de la commune est de type climat océanique dégradé des plaines du Centre et du Nord, selon une étude du Centre national de la recherche scientifique s'appuyant sur une série de données couvrant la période 1971-2000. En 2020, Météo-France publie une typologie des climats de la France métropolitaine dans laquelle la commune est exposée à un climat océanique altéré et est dans la région climatique Lorraine, plateau de Langres, Morvan, caractérisée par un hiver rude (1,5 °C), des vents modérés et des brouillards fréquents en automne et hiver.
Pour la période 1971-2000, la température annuelle moyenne est de 10,6 °C, avec une amplitude thermique annuelle de 15,9 °C. Le cumul annuel moyen de précipitations est de 713 mm, avec 11,7 jours de précipitations en janvier et 7,9 jours en juillet. Pour la période 1991-2020, la température moyenne annuelle observée sur la station météorologique de Météo-France la plus proche, « Saint-Pouange », sur la commune de Saint-Pouange à 6 km à vol d'oiseau, est de 11,5 °C et le cumul annuel moyen de précipitations est de 707,5 mm. 
La température maximale relevée sur cette station est de 42,2 °C, atteinte le 24 juillet 2019 ; la température minimale est de −21 °C, atteinte le 9 janvier 1985,,.
Les paramètres climatiques de la commune ont été estimés pour le milieu du siècle (2041-2070) selon différents scénarios d'émission de gaz à effet de serre à partir des nouvelles projections climatiques de référence DRIAS-2020. Ils sont consultables sur un site dédié publié par Météo-France en novembre 2022.

### Voies de communication et transports

#### Les anciens chemins et voies
Venant de Troyes, le Chemin aux Charbonniers traverse le territoire via un axe nord-sud. Selon l'ouvrage de Laurent Denajar, elle pourrait être un chemin protohistorique. Par ailleurs, des indices matériels montrent que cet itinéraire a été utilisé à l'époque gallo-romaine.
La petite commune champenoise, située sur l'un des chemins de Compostelle, a également servie de halte pour les pèlerins portant dévotion au saint chrétien Jacques de Zébédée. Le 16 mai 2000, un événement culturel, intitulé « Isle étape de pèlerinage sur les chemins de Saint-Jacques de Compostelle » et destiné à informer et faire connaître cette ancien itinéraire sacré traversant le territoire communal, a fait l'objet d'une ouverture d'exposition dans l'enceinte de l'église.

#### Voies de communication contemporaines
Au nord, la commune est située à proximité du péage de Saint-Thibault permettant de rejoindre l'autoroute française A5. Lors de la venue de Nicolas Sarkozy en 2010, l'intersyndicale a organisé sur la sortie d'autoroute une opération péage gratuit.
Depuis le 6 janvier 2014, la commune est desservie par la ligne de bus « 2B » de la TCAT qui relie les communes d'Isle-Aumont et de Saint-Thibault au terminus de la ligne « 2 » au parc d'activités de Buchères. Ces deux lignes sont en correspondance et permettent de rejoindre Bréviandes et le centre ville de Troyes.
La commune est desservie par la ligne de bus no 06 « Troyes - Tonnerre » du réseau de bus Les Courriers de l'Aube.

## Urbanisme

### Typologie
Au 1er janvier 2024, Isle-Aumont est catégorisée commune rurale à habitat dispersé, selon la nouvelle grille communale de densité à 7 niveaux définie par l'Insee en 2022.
Elle est située hors unité urbaine. Par ailleurs la commune fait partie de l'aire d'attraction de Troyes, dont elle est une commune de la couronne,. Cette aire, qui regroupe 209 communes, est catégorisée dans les aires de 200 000 à moins de 700 000 habitants,.

### Morphologie urbaine

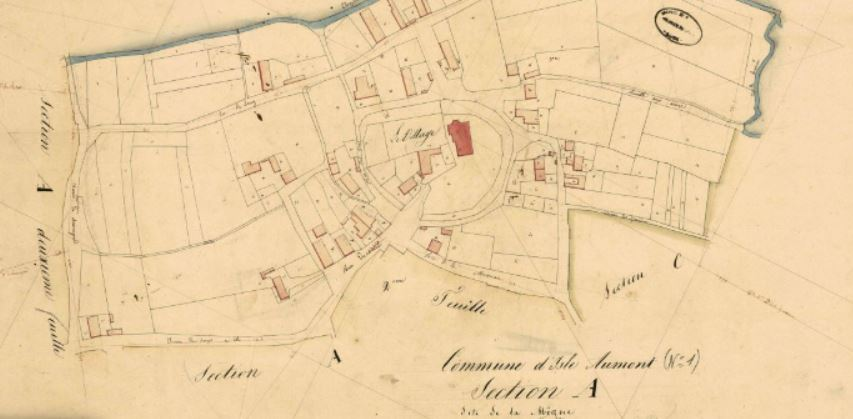
La section A du plan cadastral napoléonien d'Isle-Aumont, en 1829.

Le réseau urbain d'Isle-Aumont s'est, depuis la fondation de sa paroisse, structuré autour de son église, édifice dont l'emplacement est situé au cœur du centre-bourg. Ultérieurement, dès le début du XIXe siècle, alors que son plan cadastral napoléonien est établi, le bâti communal s'étend en direction de la Mogne. Simultanément, à la même période, le maillage d'habitat communal s'accroît en direction de l'est et du sud. Cependant, au cours de cette phase d'expansion, le réseau urbain demeure strictement borné par une frontière dont le tracé se manifeste actuellement sous la forme de la route départementale 444.
Le rapport du PLU d'Isle-Aumont, document d'aménagement révisé en 2013, permet d'appréhender cinq types de niveaux territoriaux distincts : un espace destiné aux grandes grandes exploitations, un espace où se déploient les petits massifs forestiers, un espace de plaine, situé dans la partie sud d'un terroir à caractère humide en raison de sa forte irrigation par l'Hozain et la Mogne, un second espace boisé, localisé dans la partie nord de ce même terroir et enfin un espace bâti, zone qui se place dans la partie nord-est de l'aire communale et comprenant le cœur de ville, les commerces, les structures publiques et privées, les parcs et jardins publics, ainsi que les différents quartiers d'habitation.

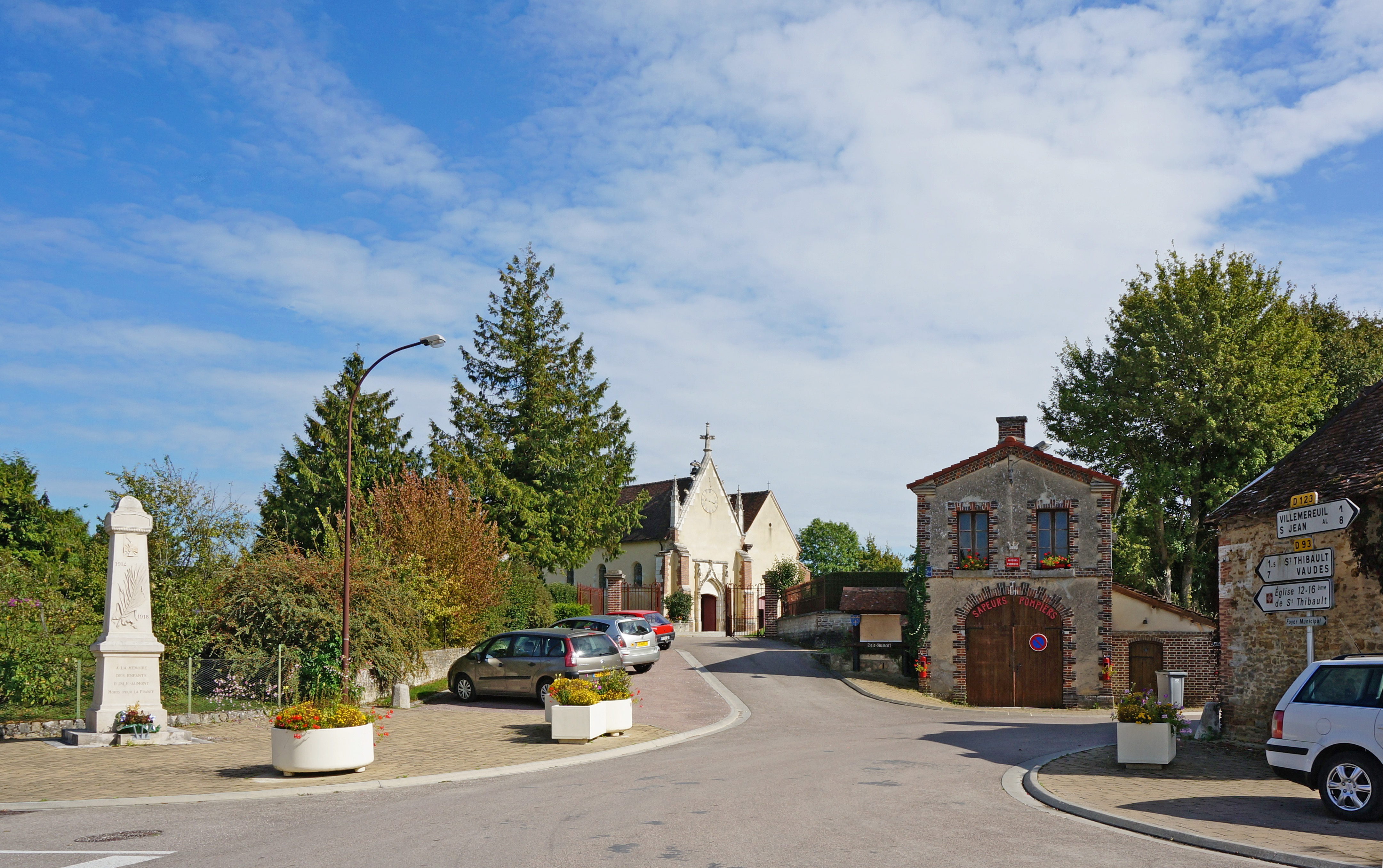
La place du centre-bourg.

Ce tissu urbain, correctement intégré au sein de son espace naturel puisqu'il se place au cœur d'une « ceinture verte », présente deux types de zones d'habitat. La première, essentiellement concentrée dans le centre-bourg et ceignant l'église paroissiale, affiche une architecture à dominante villageoise, telle que dans la rue des Chatels, alternée par des bâtiments anciens et les monuments ou structures historiques. La seconde, située en périphérie immédiate du cœur de ville, se manifeste par des constructions pavillonnaires principalement de type individuel et, dans une moindre mesure, collectives, tels que dans le quartier des Moulins ou la rue de la Croix.

### Logement

#### Les données du logement en 2009
En 2009, le nombre total de logements dans la commune était de 209, alors qu'il était de 188 en 1999.
Parmi ces logements, 95,6 % étaient des résidences principales, 2 % des résidences secondaires et 2,5 % des logements vacants. Ces logements étaient tous des maisons individuelles.
La proportion des résidences principales, propriétés de leurs occupants était de 88,5 %, en baisse par rapport à 1999 (91,3 %).

#### Les données du logement en 2013
Le tableau suivant a pour objectif de recenser les principaux indicateurs chiffrés et établis en 2013 afin de comparer l'état de ce domaine entre celui d'Isle-Aumont et l'ensemble du département de l'Aube, :
|                                                        | Isle-Aumont | Aube |
| ------------------------------------------------------ | ----------- | ---- |
| Part des résidences principales (en %)                 | 94,5        | 86,3 |
| Part des logements vacants (en %)                      | 9,0         | 9,4  |
| Part des ménages propriétaires de leur logement (en %) | 90,5        | 59,0 |

Par rapport au contexte global de l'Aube, la part, plus importante, des résidences principales et des logements vacants laisse moins de place aux résidences secondaires dont le taux s'élève à 3 % du parc d'habitations à Isle-Aumont contre 4,3 % au niveau départemental,. Par ailleurs, 90,5 % des occupants de ces résidences principales en sont propriétaires,.
Sur les 207 logements principaux (maisons et appartements confondus) recensées au sein du territoire communal, 178 d'entre eux ont été bâtis à Isle-Aumont depuis 1946 (dont 10 entre 2006 et 2010), ce qui représente un total d'environ 86 % du parc immobilier des résidences principales,. En 2013, 98,2 % de ce type de logement sont des maisons individuelles, contre 66,5 % pour le département de l'Aube,.

### Risques naturels
Bien que les marges nord-ouest de la localité champenoise — notamment sur les versants nord et sud de la Mogne —, soient soumises à des aléas « retraits-gonflements » argileux de niveau « élevé », le risque que se produise ce type de phénomène géologique demeure faible pour le reste de son territoire,. Cet aléa naturel, ayant pour origine une longue période de très faible pluviosité sur un sous-sol à caractère argilo-siliceux, peut soumettre les fondations d'habitat à une relative instabilité. Concernant les constructions effectuées sur le territoire communal, des mesures préventives sont régulièrement prises afin de limiter ces risques.
Par ailleurs, selon de récents rapports effectués par le Bureau de recherches géologiques et minières, le territoire islois est sujet à des risques d'effondrement et/ou de glissement de terrain en deux points. Le premier, se trouvant dans la partie méridionale, est lié à l'existence d'une cavité souterraine dont la construction est attribuable à l'Âge du fer,. Le deuxième point, également associé à un aménagement environnemental de type artificiel (ou anthropique), se place, quant à lui, au niveau du lieu-dit « la Croix-aux-Vignes », un site ayant auparavant fait l'objet d'une exploitation de gravier et qui dispose actuellement d'espaces d'habitations.
En raison des faibles risques qu'il soit touché par des débordements de nature hydrologique, le village champenois ne fait pas l'objet de mesures préventives anti-inondation, a contrario d'autres communes appartenant à l'agglomération de Troyes. Cependant, certaines parties de son territoire, en particulier celles situées en bordure du lit de la Mogne et celui de l'Hozain, pourraient être affectées par des résurgences de la nappe phréatique.

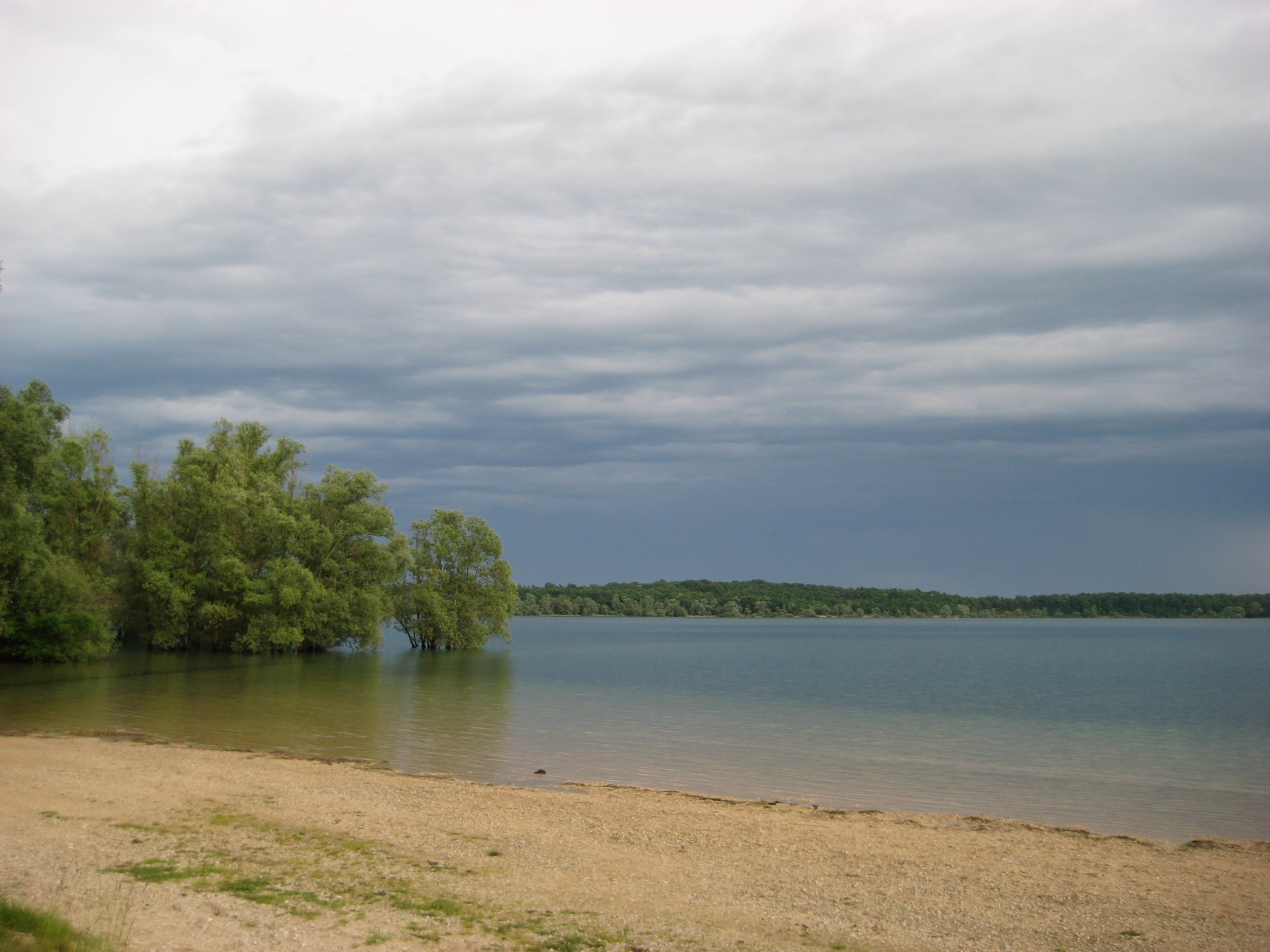
Vue panoramique du lac de barrage d'Orient, réservoir de la Seine.

Enfin, l'existence d'un barrage retenant la Seine, dont la rupture pourrait entraîner d'importants sinistres matériels, est régulièrement soumis à des analyses et observations afin d'évaluer son infrastructure. Cet ouvrage d'art, qui est constitué d'un réservoir — le lac artificiel d'Orient (ou « lac-réservoir Seine »), localisé à 12 km de la ville troyenne — de capacité de retenue est de l'ordre de 15 millions m3 situé en amont d'une digue d'environ 20 m de haut, s'il cédait, occasionner une submersion du territoire islois en l'espace de 12 à 24 heures après signalisation. À cet effet, pour prévenir ce type de sinistre, un plan communal de sauvegarde, soutenu par deux documents d'information (un DDRM et un DICRM) a été mis en place en partenariat avec les instances préfectorales de l'Aube en 2013. Toutefois, concernant Isle-Aumont, ce risque reste limité par rapport à d'autres localités voisines, puisqu'il ne toucherait que partiellement ses terres et que son niveau atteindrait, toujours en cas de rupture de barrage, un niveau estimé entre 0 et 1 mètre.

### Hameaux, écarts, lieux-dits

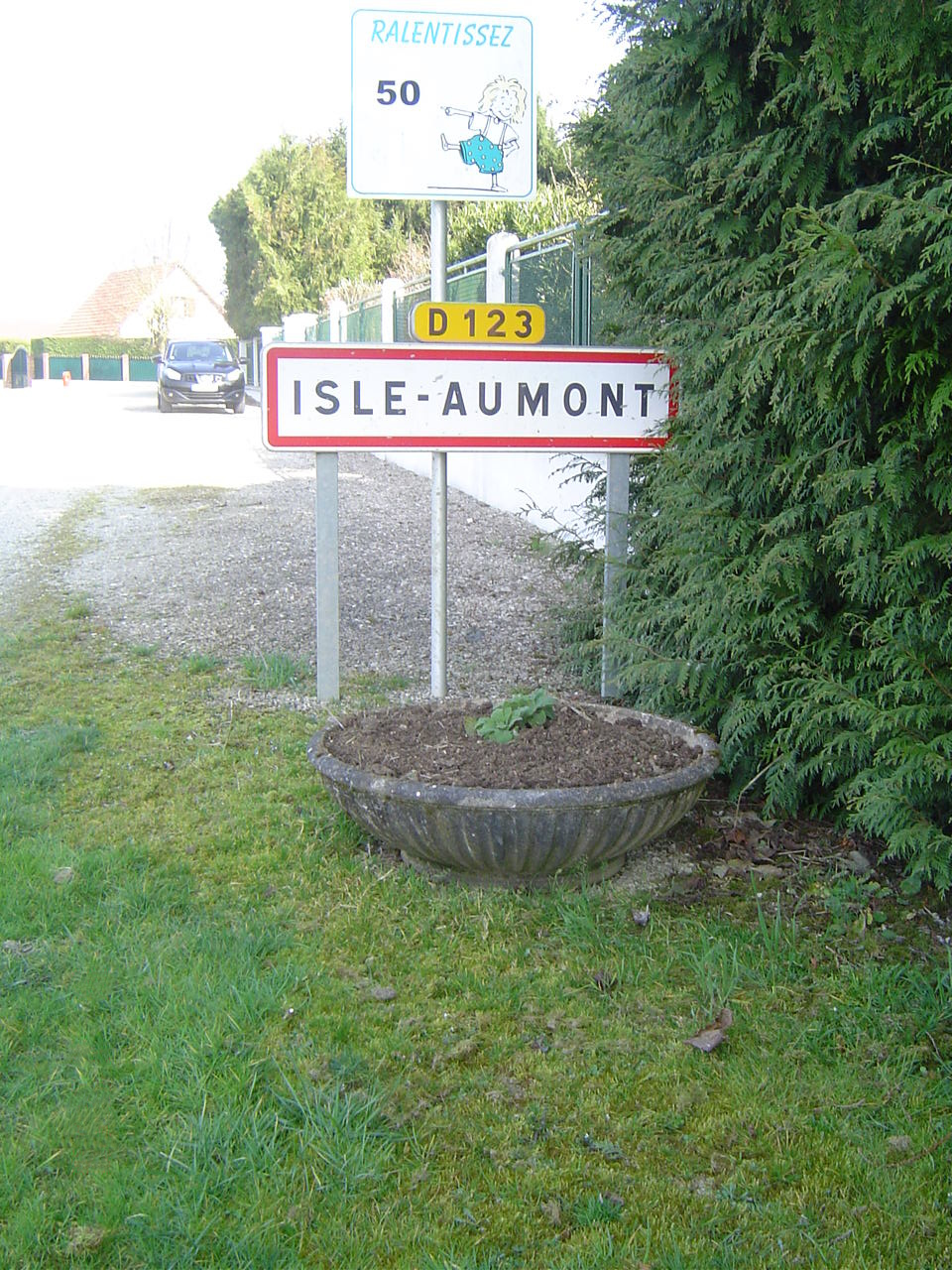
L'une des entrées de la commune.

Le rapport d'étude urbaine effectué en 1989 et révisé en 2013 met en évidence que la population, étant regroupée dans le centre-bourg du village, la commune, à l'exception de celui de « la Roche », écart séparé du reste du territoire d'Isle-Aumont par le ru de la Mogne, ne possède actuellement pas de hameaux rattachés ni de groupes d'habitations isolées,,,.
Néanmoins, document cadastral napoléonien d'Isle-Aumont, réalisé en 1829,, et ce, en application de la loi votée le 15 septembre 1807, mentionnait, au sein des limites de finage de son territoire : les Barges, la Bouverie, Conceau, ; Champ aux Cosaques, Courtil-Millery, Ervy-les-Isles, Feuillée, les Lames, Laval, la Môgne, la Roche, Saine-Reine et Saint-Pierre. De même, au cours du XIXe siècle, l'analyse de l'étendue territoriale d'Isle fait état de plusieurs autres hameaux, dont celui de « Bray », du « Cromot », « les Hautes-Ventes », du « Courtansou », « la Trinité-aux-Bois », les « Basses-Loges », « Palluavel », « Vannes », « Marguasse » ; « Bastilly » ; le « Buisson » ; « Vaudes » ; « Vendue-l'Evêque » ; « Vendue-Mignot » ; la « Vieille-Forêt » et celui de « Chantemerie »,.

#### Anciens hameaux
La Feuillé est ancien fief qui dépendait de la paroisse d'Isle dont le dernier seigneur était Louis-Marie, marquis de Mesgrigny et baron de Villebertin, en 1789.
Laval est ancien village, aujourd'hui détruit. Ce site, dont le statut est celui d'un fief, relève de la prévôté d'Isle. En 1328, Laval est absorbé par la châtellenie d'Isle-Aumont. Il est possible d'établir qu'il y ait eu des habitants après 1328, les seigneurs, relevant de Villebertin, étaient en 1290, : le seigneur de Nanteuil et Gaucher de Merré. En 1367, Gaucher de Landes aussi seigneur de Souleaux et Virloup, ses enfants Ainserie et Jean et, en 1775, Louis le Rouge, seigneur de Virloup.

#### Lieux-dits
Le territoire est ou a été pourvu de quelques lieux-dits, dont notamment ceux de « la Chêvre », des « Montains », des « Allets », de « la Grande Talle », du « Margolin » ainsi que celui de « Cortin-Roy ».
Liste récapitulative des lieux-dits faisant partie du territoire communal
- Allets (les)
- Chêvre (la)
- Cortin-Roy
- Croix-aux-Vignes (la)
- Montains (les)
- Margolin (le)
- Grande Talle (la)

## Toponymie
| Évolution chronologique des mentions du vicus, de la châtellenie, de la paroisse, puis de la commune, : - oppidum Insula : Antiquité - Haut Moyen Âge ; - Insula : 754, Charte de l'abbaye de Montier-la-Celle, ; - Insule : 985-993, Charte de Manassès, évêque de Troyes ; - Insulæ : 1097, Charte de l'abbaye de Molesmes ; - Ecclesia Inslensis : 1104, Charte de l'abbaye de Molesme ; - Sanctus Petrus Inslensis et Sanctus Petrus de Insulis : 1110, Charte de l'abbaye de Molesme ; - Hylles : 1204, Charte de l'abbaye de Clairvaux ; - Ille : 1287, Charte du couvent de la Trinité ; - Hile : fin du XIIIe siècle, bibliothèque de Troyes ; - Illes : 1319, Philippi V mansiones ; - Isles : 1482, Charte de l'abbaye de Montiémaray ; - Ysles : XVIe siècle, liste des paroisses du diocèse de Troyes ; - Isle, marquisat : seconde moitié du XVIe siècle (1564), Lettres patentes d'Henri II ; - Isle-Aumont : 1665, Lettres patentes de Louis XIV, fondation du duché-pairie islois par Antoine d'Aumont de Rochebaron ; - Aumont : 1705, rolle des jurées et des bourgeoisies ; - Altomontinius : XVIIIe siècle ; - Ille Aumont : seconde moitié du XVIIIe siècle, Carte de Cassini ; - Isle : 1793 (an II du calendrier républicain), transformation de la paroisse en commune ; - Ile-Aumont : 1801, Bulletin des lois de la République Française ; - Isle-Aumont : 1829, carte cadastrale napoléonienne,. |

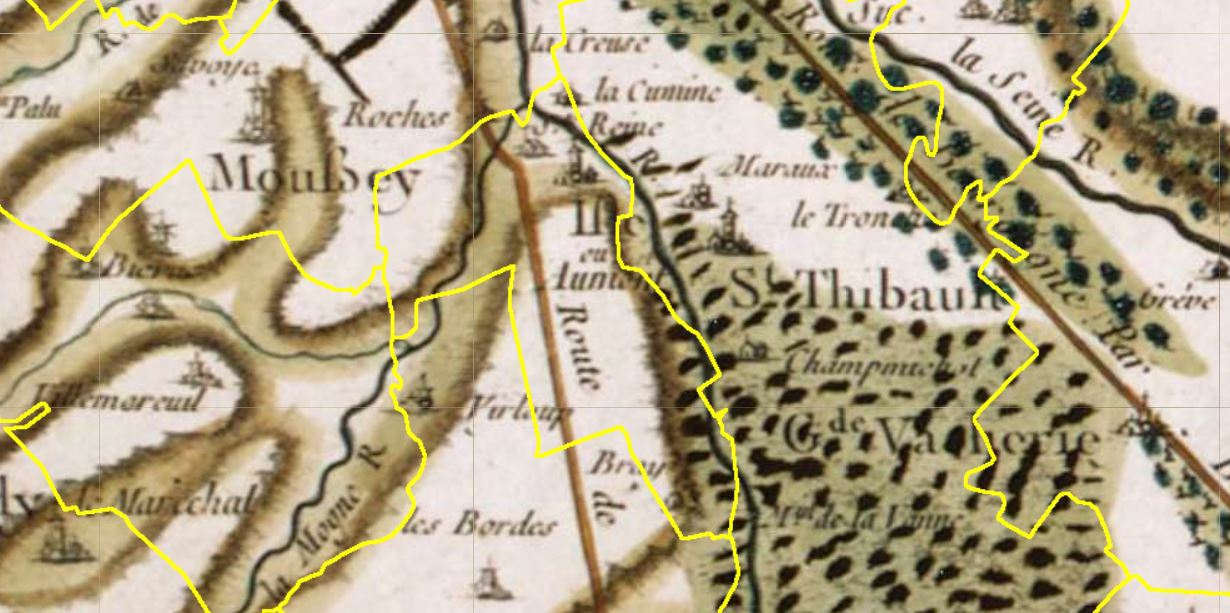
.Isle-Aumont sur un extrait de carte réalisée par César-François Cassini.

Insula est attesté en 754, Isle  fut le nom révolutionnaire, puis Isles en 1793 et Ile-Aumont en 1801.
En 1104, un cartulaire émis par l'abbaye de Molesme mentionne, au sein d'un passage qui en est issu, le nom d'Isle-Aumont sous l'une de ses formes latines :

« Ecclesia Islensis, castrum quod Isla dicitur, molendini. »

— Robert de Molesme, Charte de l'abbaye de Molême, 1104.
À l'instar d'autres sites répertoriés en France, tels que les communes de l'Isle-Adam, située dans le département des Yvelines ; L'Isle-d'Abeau, dans l'Isère ; ou encore les villes de L'Isle-de-Noé et de L'Isle-Jourdain, dans le Gers ; la première partie du toponyme d'Isle-Aumont se révèle associée à la notion d'« île fortifiée », sa seconde partie, « Aumont », étant liée au nom du seigneur ayant acquis les terres illoises,.
Selon l'archéologue Jean Scapula, à l'époque gallo-romaine, puis alte-moyenâgeuse, le nom de la localité auboise est attestée sous les termes Insula oppidum.
Le linguiste Ernest Nègre met en évidence que le toponyme de la commune trouve sa racine dans le terme insula, mot d'origine latine mentionné en 754 et se traduisant par « île ». Par ailleurs, le terme Insula, employé pour désigner la commune isloise au cours du VIIIe siècle, pourrait être relié à la topographie et l'hydrologie de son territoire, ce dernier se révélant ceint par deux cours d'eau.

## Histoire

### Préhistoire

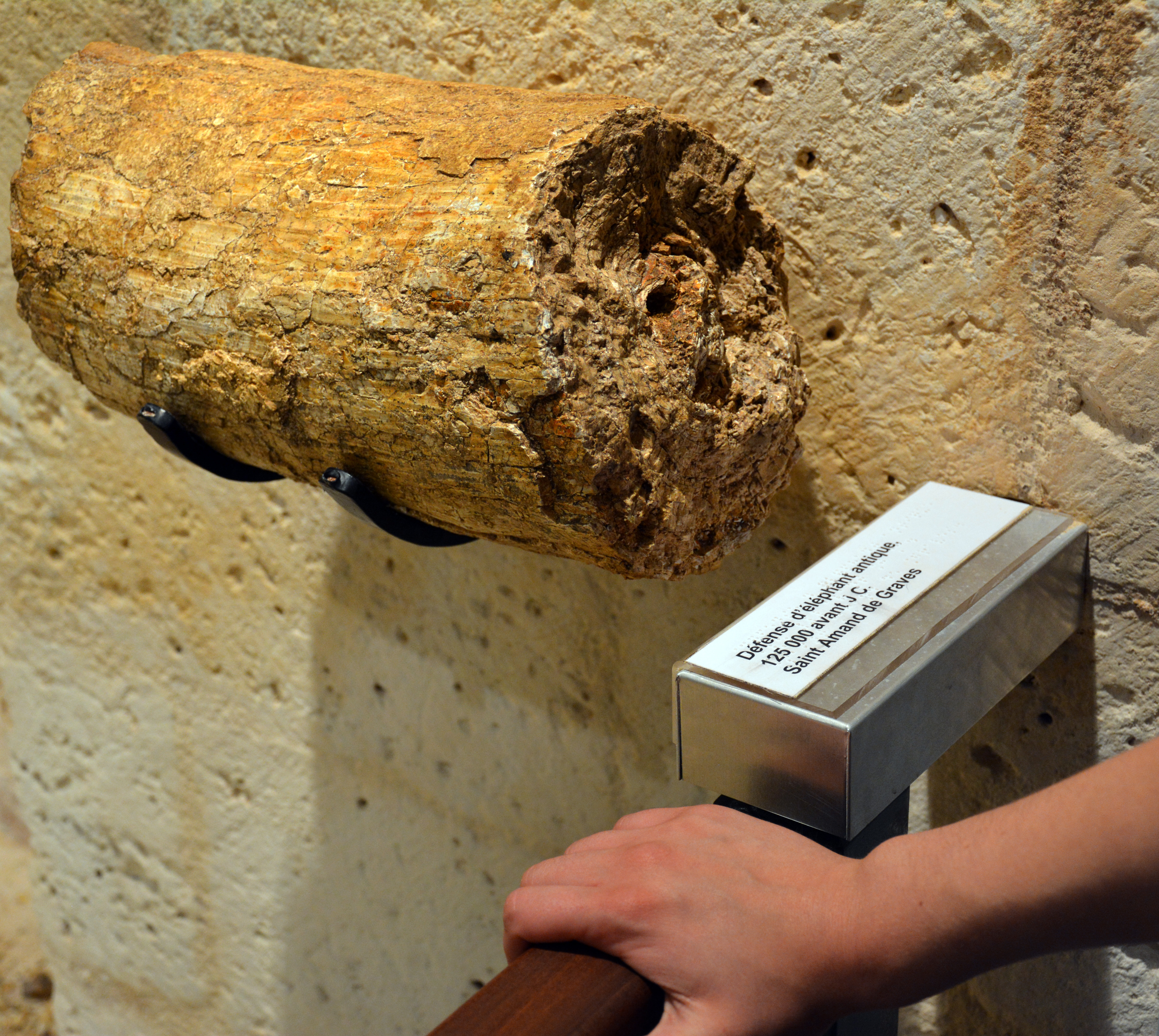
Fragment de défense d'un elephas antiquus comparable à celle retrouvée à Isle-Aumont

Le site des dits « les Allets », lieu-dit fouillé au cours des années 1940 et dont l'emplacement se trouve à l'extrémité du plateau d'Isle-Aumont, a fourni des restes fossilisés dont principalement des squelettes de mammouths. L'un de ces fossiles fauniques, mis en évidence parmi des roches tuffeuses et argileuses, a été identifié comme étant une défense appartenant à un individu de type elephas antiquus — une espèce éteinte proche, en termes phylogénétiques, de l'éléphant d'Asie et ayant existé à l'ère du Pléistocène —. Par ailleurs, lors de sa découverte, cette dent se révèle être la première occurrence inventoriée au sein du territoire départemental.

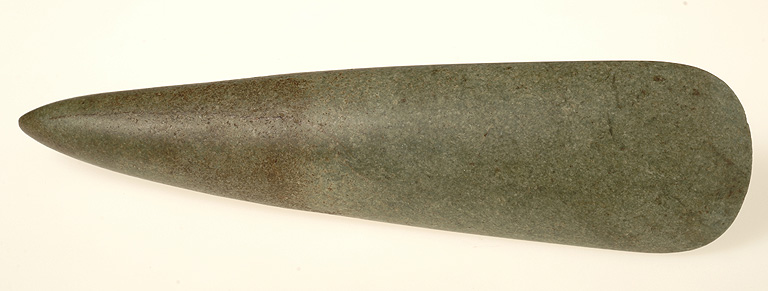
Hache polie en serpentine datant du néolithique et comparable à celle découverte à Isle-Aumont.

Des artefacts — tels qu'une hache polie fabriquée à partir de serpentine —, mis en évidence sur le site d'Isle-Aumont, révèlent que les lieux ont connu une occupation humaine sporadique remontant au paléolithique,,,, présence qui s'est développée et intensifiée à partir de l'ère néolithique,. Plusieurs structures, se présentant sous forme d'habitats et de sépultures, l'ensemble daté de la fin de la période néolithique et du début de l'âge du bronze — tournant du IIIe et du IIe millénaires av. J.-C. — et mis au jour à la carrière « Monet », indiquent une continuité d'utilisation du territoire islois.

### Protohistoire
Des traces d'usage montrent qu'il y aurait eu un lieu de culte, probablement associé à Mercure, ainsi qu'un enclos celte. À cet effet, des restes fossilisés de 15 cm pour 10 cm de large, affectant la morphologie d'une tortue — la présence de cette espèce est régulièrement liée au culte de Mercure —, pourrait corroborer la destination de ce lieu de culte. Par ailleurs, signalée à proximité du temple, la présence d'un itinéraire, utilisé époque protohistorique, suggère que sa destination, ou fonction, est celle d'un édifice voué au dieu mercurien. Ce sanctuaire, dont le chercheur Jean Scapula a retrouvé plusieurs éléments architecturaux, mais également des fragments maçonnés, a fait l'objet d'un emploi depuis la période laténienne jusqu'à la l'époque antique,.

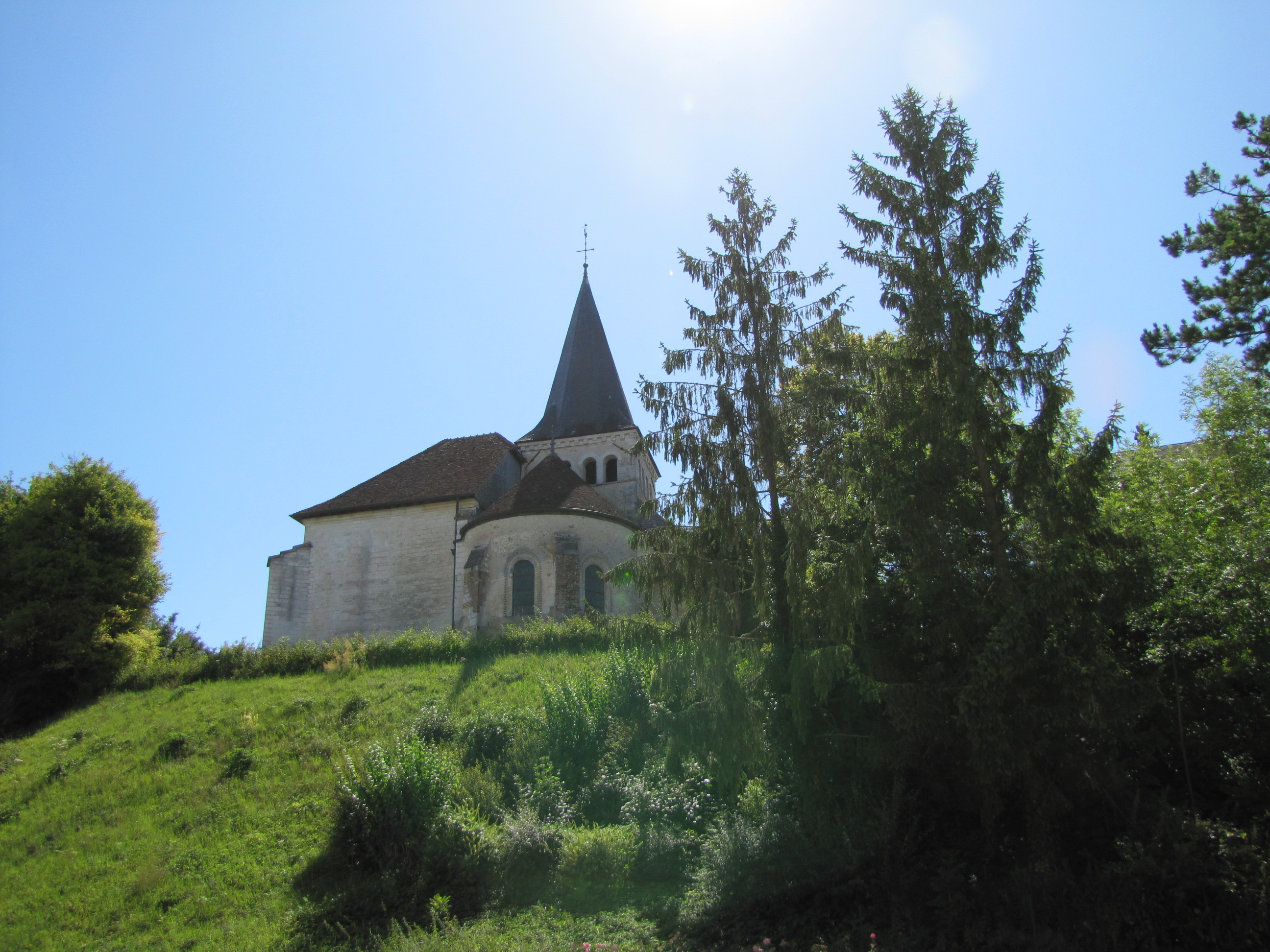
Vue du site dit la butte d'Isle.

D'autre part, un complexe funéraire, attribué à l'Âge du fer et qui a été mis en évidence à proximité de la Mogne, au hameau de « la Chêvre », vient confirmer la permanence d'occupation d'Isle-Aumont à cette époque.
De nombreux gisements d'artefacts, telles que des fibules fabriquées en bronze et attribuées à fin de l'époque laténienne (« la Tène récent » - Ier siècle av. J.-C.) ; mais également des fragments d'objets en terre cuite peints, pour la plupart de confection locale, assignés, pour les uns du Ier Âge du fer, et au 2e Âge du fer pour les autres, dont les motifs se composent de points et de bandelettes angulaires ; ont été mis au jour au-dessous d'un terrassement construit dans la partie la plus élevée de la butte d'Isle. L'analyse effectuée sur quelques tessons de poteries mis au jour, montre que celles-ci sont issues d'un atelier localisé au mont Lassois, un oppidum occupé dès l'époque hallstattienne (Ier Âge du fer) et distant d'environ 60 km d'Isle-Aumont en direction sud. Ces artefacts, caractéristiques du site de Vix, en Côte-d'Or, attestent, pour cette période, d'une très probable circulation de biens artisanaux entre les deux sites. Lors de leur découverte, l'ensemble de ces objets étaient incorporés dans une structure remplie d'un mélange de cailloutis et de terre riche à caractère limoneux et se présentant sous la forme de puits circulaire de 2,40 m de profondeur et dont les parois sont révélées constituées d'un assemblage de pierre. Ces structures possèdent une très probable destination funéraire.
Enfin, dégagés sur d'autres périmètres de prospection, appartenant également au lieu-dit de « la Chêvre », des pièces archéologiques, telles que des torques, des bracelets confectionnés en bronze ou encore des épées, viennent compléter l'inventaire des éléments matériels attribuables à la période protohistorique,,.
Selon de nombreux auteurs, tels que l'historien Henri-Paul Eydoux, la butte d'Isle-Aumont, compte tenu des éléments matériels qui y ont été découverts, mais également de son contexte topographique — le site, placé en hauteur, se révèle être en position de castramétation —, présente toutes les caractéristiques d'un centre religieux celte. À cette époque, son aire de rayonnement s'étend alors sur une zone correspondant aux actuels territoires forestiers de Chaource et d'Aumont.

### Antiquité

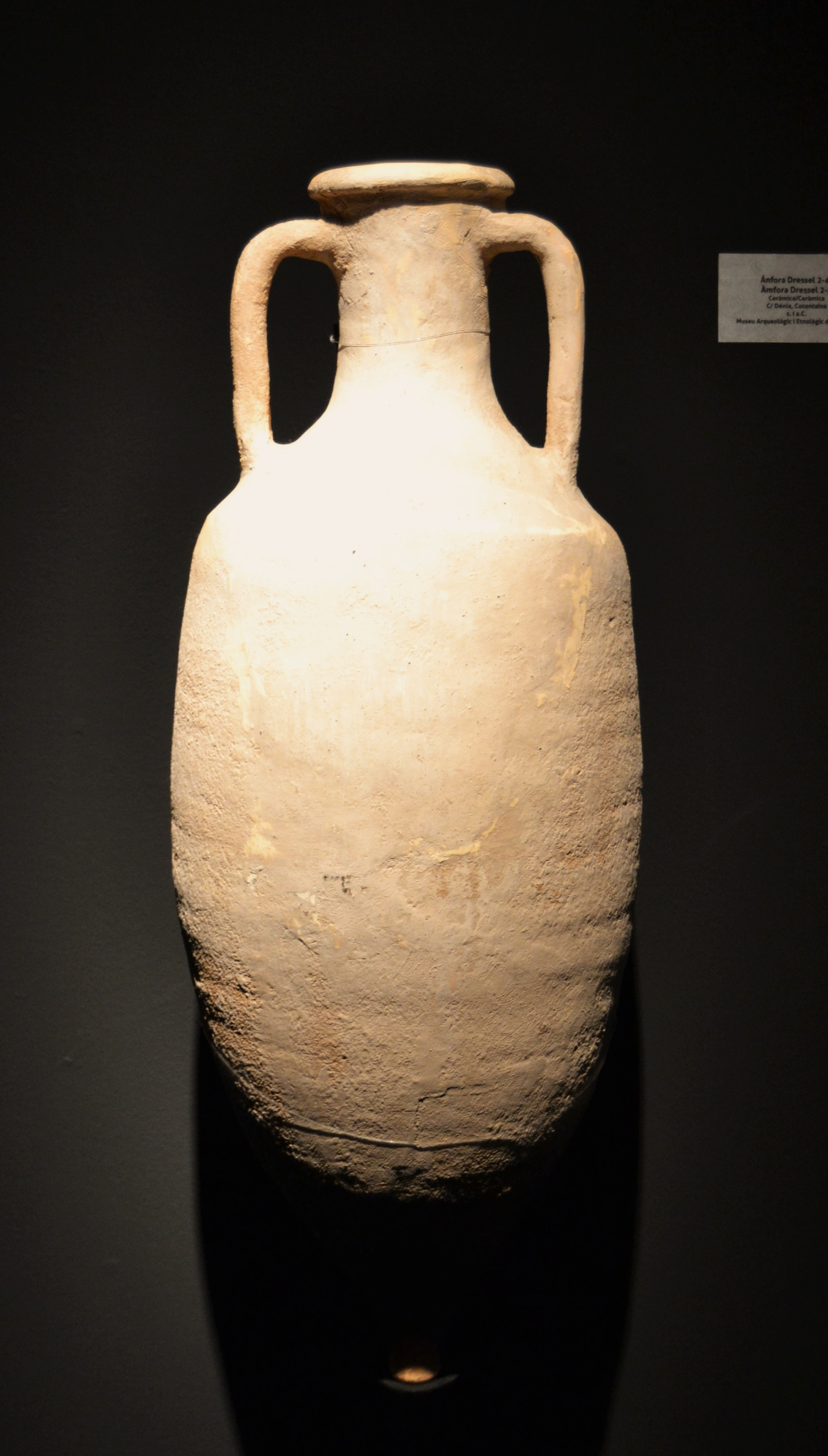
Amphore de type Dressel 2-4 comparable à celles retrouvées à l'Isle-Aumont.

Au début de l'Antiquité, au tournant du Ier siècle av. J.-C. et du Ier siècle apr. J.-C., Isle-Aumont fait alors partie intégrante de la civitas (l'équivalent d'un territoire ou d'une nation à l'époque gallo-romaine) des Tricasses, une zone géographique correspondant à l'actuel département de l'Aube et dont la capitale politique, refondée sous le règne de l'empereur Auguste Octave, devient alors Augustobona, autrement dit la ville Troyes sous sa forme antique,. À l'époque gallo-romaine, le site dit de la butte d'Isle, manifeste d'une continuité d'usage à vocation religieuse,,. Un itinéraire antique, longeant le ru de la Mogne, passe à quelques dizaines de mètres du monastère. Cette voie gallo-romaine, qui traverse la quasi-totalité du territoire communal, suit, sur première partie le tracé de l'actuelle RD 444. Ce tronçon, dénommé le « chemin du Cortin-Roy » — termes éponyme du lieu-dit qu'il traverse —, se trouve prolongé par le « chemin des Charbonniers », seconde partie de l'itinéraire gallo-romain qui épouse le tracé de la RD 123.
En outre, sur un autre site, au lieu-dit de « La Grande Talle », des prospections préventives, réalisées vers le milieu des années 1980 et faisant suite à une opération de drainage, ont permis de retrouver une épingle confectionnée en bronze. Cet objet d'apparat, d'une longueur totale de 29,2 cm, est pourvue d'une tète de forme biconique d'approximativement 18 millimètres de diamètre et qui présente des motifs géométriques composés de lignes circulaires et rectilignes. Les fouilles effectuées à « la Grande Talle », ainsi qu'au « Margolin », lieu-dit également soumis à des travaux de drainage des eaux, ont aussi permis de recueillir, alors incorporé à l'intérieur de trous anciennement occupé par des poteaux, un imposant instrumentum. Ce gisement se compose d'amphores à vins de provenance italique et de type « Dressel 2-4 » ; d'autres amphores de type dit « Pompéi » et pourvue d'anses bifides (ou fendues) constituées par l'assemblage de deux colombins ; des vases affichant une forme en « S » ; des objets de vaissellerie fabriqués à partir d'une terre de couleur brune ; des pièces de monnaie gauloises, certaines des potins, d'autres des bronzes lesquelles, en raison de leurs avers sont probablement issues d'un atelier Senones ; une monnaie romaine en bronze datant du règne de Dioclétien (IIIe siècle apr. J.-C.) ; et enfin des céramiques sigillée estampillées des caractères « L. TC. ». À l'exception des monnaies et des vases en « S », datés de La Tène récente (Ier siècle av. J.-C.), l'ensemble de ses objets est attribué au Haut-Empire (Ier siècle apr. J.-C.).

### Haut Moyen Âge

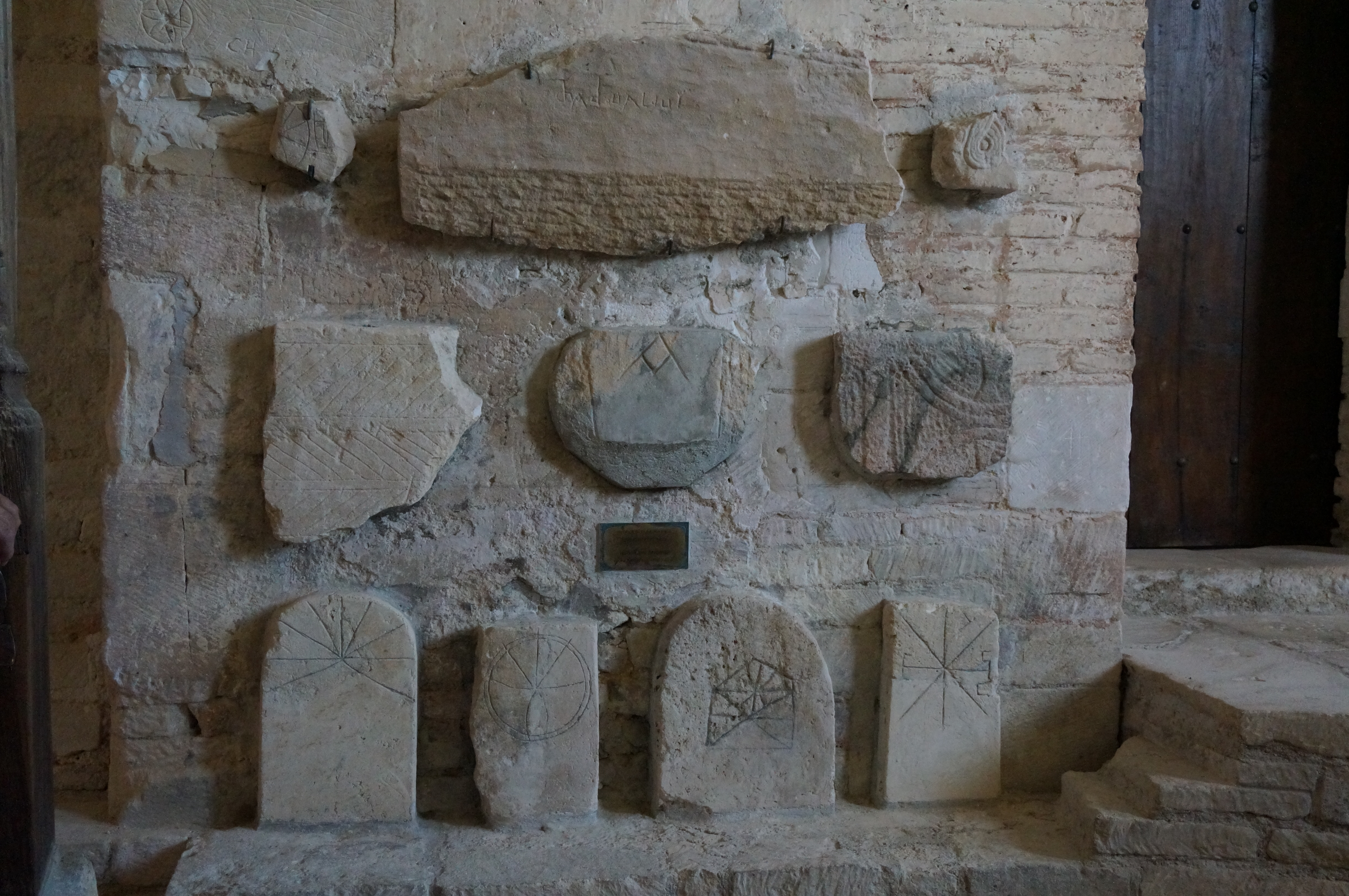
Fragments de sarcophages mérovingiens découverts sur la butte d'Isle.

Ultérieurement à l'occupation de la motte d'Isle par les Gaulois, puis les Gallo-romains, un monastère chrétien a été fondé sur la tombe d'Ursion. L'édifice religieux, qui est alors placé sous le vocable de Saint-Ursion, a été bâti au cours de la période franque,. En outre, mentionné dans un texte manuscrit par Grégoire de Tours (539-594), ce monument aurait été possiblement érigé sous l'impulsion d'un ermite, un ecclésiaste dénommé Aventin, qui, venu se retirer au sein des vestiges du sanctuaire gaulois, aurait constitué une communauté religieuse au début du VIe siècle apr. J.-C.. L'ermite religieux et ancien évêque de Troyes, ainsi entouré d'un convent, a probablement fait de saint Phal, jusqu'alors placé en captivité par Thierry II, le deuxième « abbas » du monastère islois. Un document hagiographique, rédigé sous la forme d'une vita, atteste et témoigne de l'existence et du parcours de l'abbé saint Phal. Des indices matériels mis en évidence au cours des investigations archéologiques menées au cours des années 1950, tel que le sarcophage no 260, viennent conforter cette hypothèse,. À cet effet, le cercueil, attribué pour la fin du VIe siècle, est demeuré inviolé et, hormis la dépouille du défunt (probablement celle d'Aventin), totalement exempte d'un quelconque viatique (ou mobilier funéraire),. Ce type d'inhumation est caractéristique du rite chrétien.

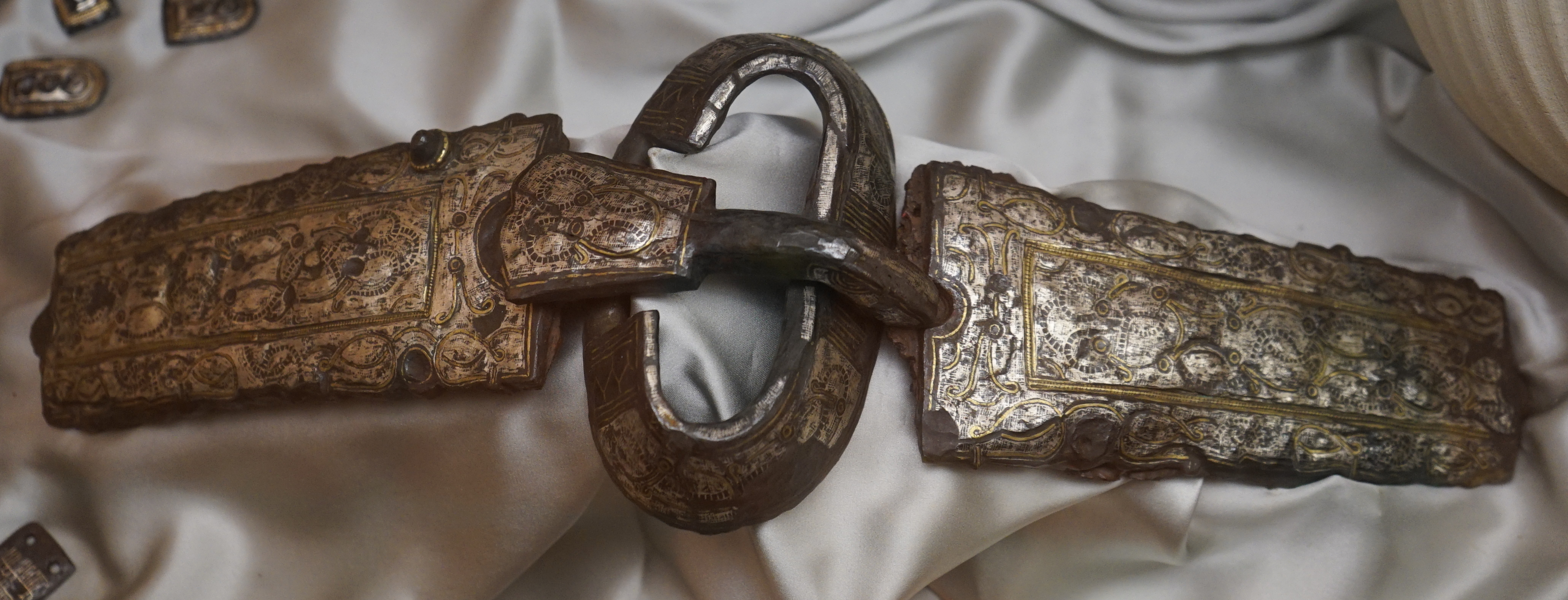
Plaque et boucle de ceinturon mérovingiennes.

Cette sépulture fait partie d'un vaste complexe funéraire dont l'emploi s'échelonne du Ve  jusqu'au  VIIe siècle apr. J.-C.. À contrario du tombeau no 260, la plupart des autres sarcophages, de constructions plus récentes, ont livré un viatique. L'une de ces sépultures halte-moyenâgeuse, la tombe inventoriée no 590, possiblement attribuable au VIIe siècle et au sein de laquelle reposait une femme, a fourni un riche mobilier funéraire notamment composé d'une paire de boucles d'oreille confectionnées en argent ; une bague ouvragée en or laminé, sertie d'un chaton se présentant en saillie et munie d'un anneau en bronze ; mais également d’une pièce de ceinturon ventral constituée d'une plaque-boucle opposée à une « contre-plaque », le tout fabriqué à partir de fer orné de motifs en argent et damasquiné d’orichalque.
Au voisinage de ce cimetière mérovingien, plusieurs fosses circulaires, apparaissant sous forme de puits ont été également signalées. Ces genres de silos ont été retrouvés, lors de leur mise au jour, remplis d'artefacts provenant des sépultures mérovingiennes, telles des plaques à décors damasquinés, ou encore des tessons de vase confectionnés en verre. Ces puits, attribués aux environs du Xe siècle, pourraient indiquer une continuité d'usage de l'éminence topographique d'Isle à l'époque carolingienne,. À ces structures mortuaires, est associée une sorte de « crypte »  et dont l'emplacement se situe sur flanc sud-est de la butte. Cette construction souterraine, aménagée grâce à une technique de terrassement et maçonnée au moyen de tuf, de gravier et de terre, a délivré des céramiques de couleur blanche à bandelettes rouges, des clous à ferrer datant du Xe siècle, ainsi que des restes humains attribués, quant à eux, à l'époque mérovingienne. Néanmoins, au sein de cette cavité, aucun indice attestant la présence de tombeaux, que soit sous forme complète ou fragmentée, n'ont été recueillis.
Postérieurement, au cours du IXe siècle, le monastère haut-moyenâgeux, dont l'emplacement correspond à l'endroit précis où avait été élevé l'ancien temple celte, a fait l'objet d'une destruction par incendie lors des invasions vikings,,,. Ces derniers recyclèrent le lieu de culte, ainsi que la butte sur laquelle il avait été auparavant bâti, en forge.

### Moyen Âge et Moyen Âge tardif

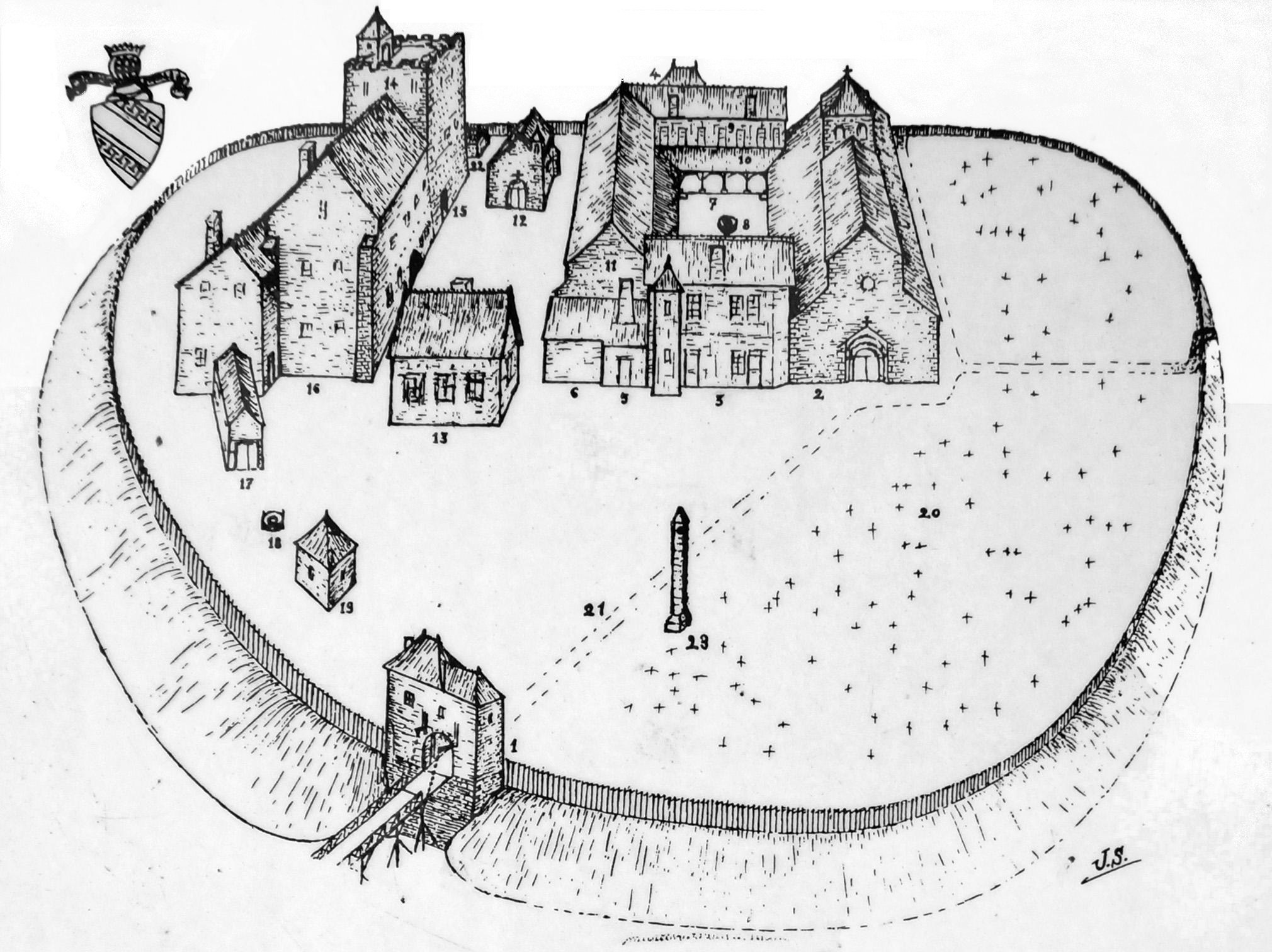
Occupation et fortification de la butte d'Isle-Aumont au Moyen Âge. Ici : le château du Comte Hugues de Champagne et l'église.

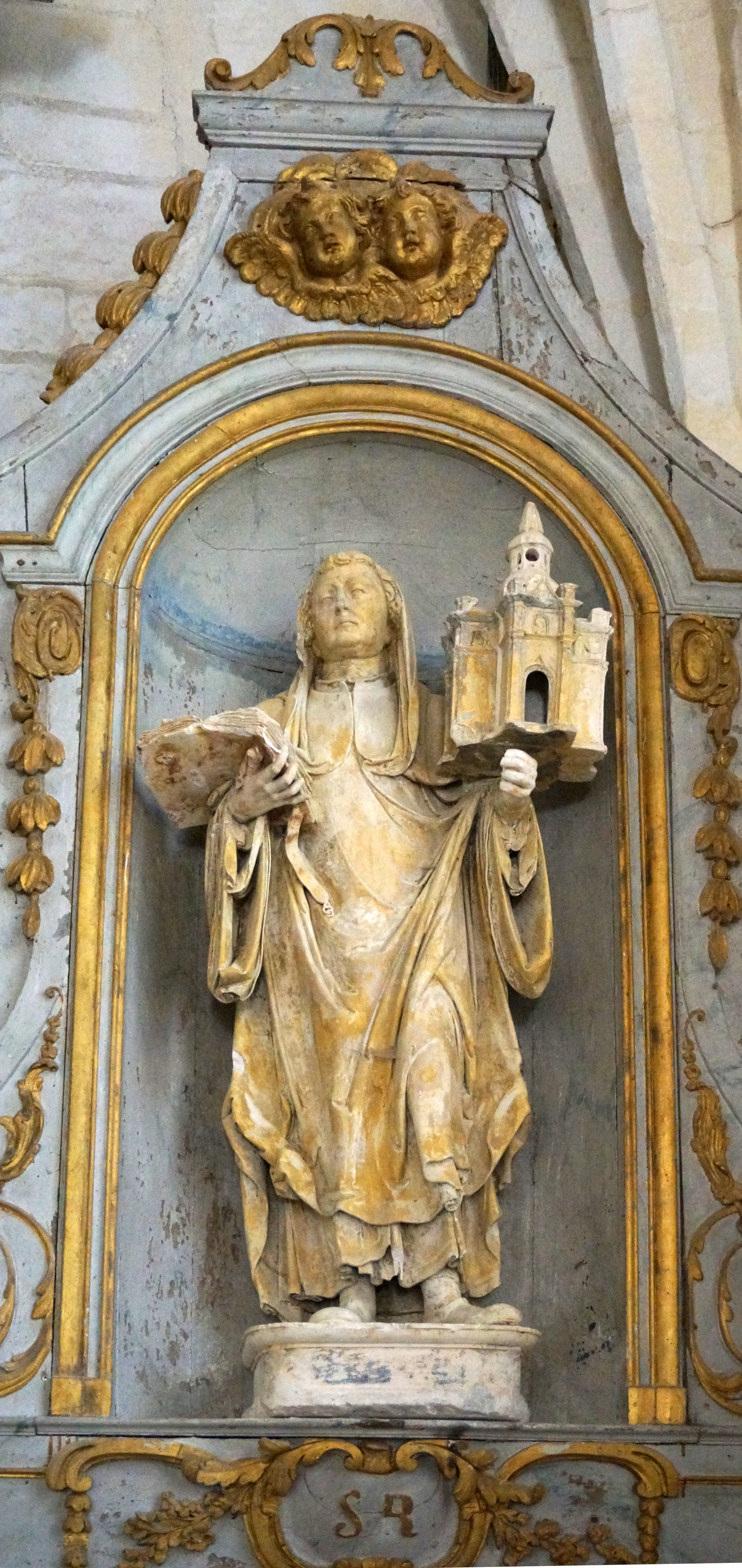
Robert de Molesme (1029-1111).

En 1097, par une donation d'Hugues Ier de Champagne, Robert de Molesme fonde à Isle-Aumont un prieuré bénédictin avant de faire construire, l'année suivante à Cîteaux, l'ordre cistercien, branche réformée du monachisme bénédictin,. Le lieu de culte islois, étroitement associé à l'ancien monastère mérovingien, est alors construit sur le même site que la forteresse de Saint-Phal.
Dans la seconde moitié du XIIe siècle, le site d'Isle, pourvu de cette résidence seigneuriale, devient alors, à l'instar du fief de Payns, le centre politique d'une châtellenie champenoise et le cœur administratif d'une prévôté.
Vers le début du XIIIe siècle, en 1224, alors que la paroisse d'Isle relève de la seigneurie de Macheret, un second monastère, le lieu de culte des grandsmonlains, communauté religieuse également connu sous le nom de « Les Bons Hommes », est dès lors édifié au sein des terres isloises. À l'instar de Bar-sur-Aube, les privilèges dits « communaux » de la localité isloise, qui avaient été antérieurement annulés quelques années auparavant, se voient restaurés en 1235 par application d'une charte provenant du comte de Champagne Thibaut IV.
Sous Blanche de Navarre, régente et mère de Thibaut IV le Chansonnier, comte de Champagne et roi de Navarre, la butte devient un point de passage pour les pèlerins en route vers Saint-Jacques-de-Compostelle, comme en témoigne encore la coquille Saint-Jacques sculptée sur le mur méridional du chœur du XIIe siècle.
Aumont était de toutes les juridictions de Troyes. La justice était plus anciennement une simple châtellenie dont relevait le château du Comte Hugues de Champagne ; ce fut depuis un bailliage ducal dont relevaient 72 villages et hameaux.
Les seigneuries, châtellenies ou prévôtés d'Isles, Chaource, Villemaur, Maraye, Payns, ont constitué dans le comté de Troyes un puissant ensemble féodal, possédé par le comte de Champagne, et souvent désigné par le nom générique de « Seigneurie d'Isles ». Cette seigneurie passe à la Couronne quand la comtesse de Champagne Jeanne épouse Philippe IV le Bel. Au début du XIVe siècle, en 1308, le 11e monarque capétien, afin d'appuyer sa lutte contre les templiers, dont la présence se révèle encore manifeste en Champagne, fait réunir à Tours les seigneurs d'Isle-Aumont, de Chaource, de Saint-Phal et d'Ervy-le-Châtel. Jacques Garlande, alors responsable de la prévôté isloise, répond à l'appel de Philippe le Bel par une lettre assignée du 29 avril.
En 1328, alors que la lignée des Capétiens directs viennent de s'éteindre en la personne de Charles IV le Bel, un traité, obtenu sous la forme d'une « assiette de rente », passé entre le duc Eudes IV de Bourgogne et le premier roi de la nouvelle dynastie de Valois, Philippe VI, donne la « seigneurie d'Isles » à Jeanne de France — la femme d'Eudes, fille du roi Philippe V le Long et donc petite-fille de Philippe IV et de la comtesse Jeanne de Champagne-Navarre —, en guise de dot et pour abandon de ses droits à la Champagne,.
Vers le milieu du XIVe siècle, le 19 octobre 1344, le duc de Bourgogne Eudes, lors d'un important voyage ayant pour objectif d'effectuer des visites à caractère politique, fait escale à Isle-Aumont.

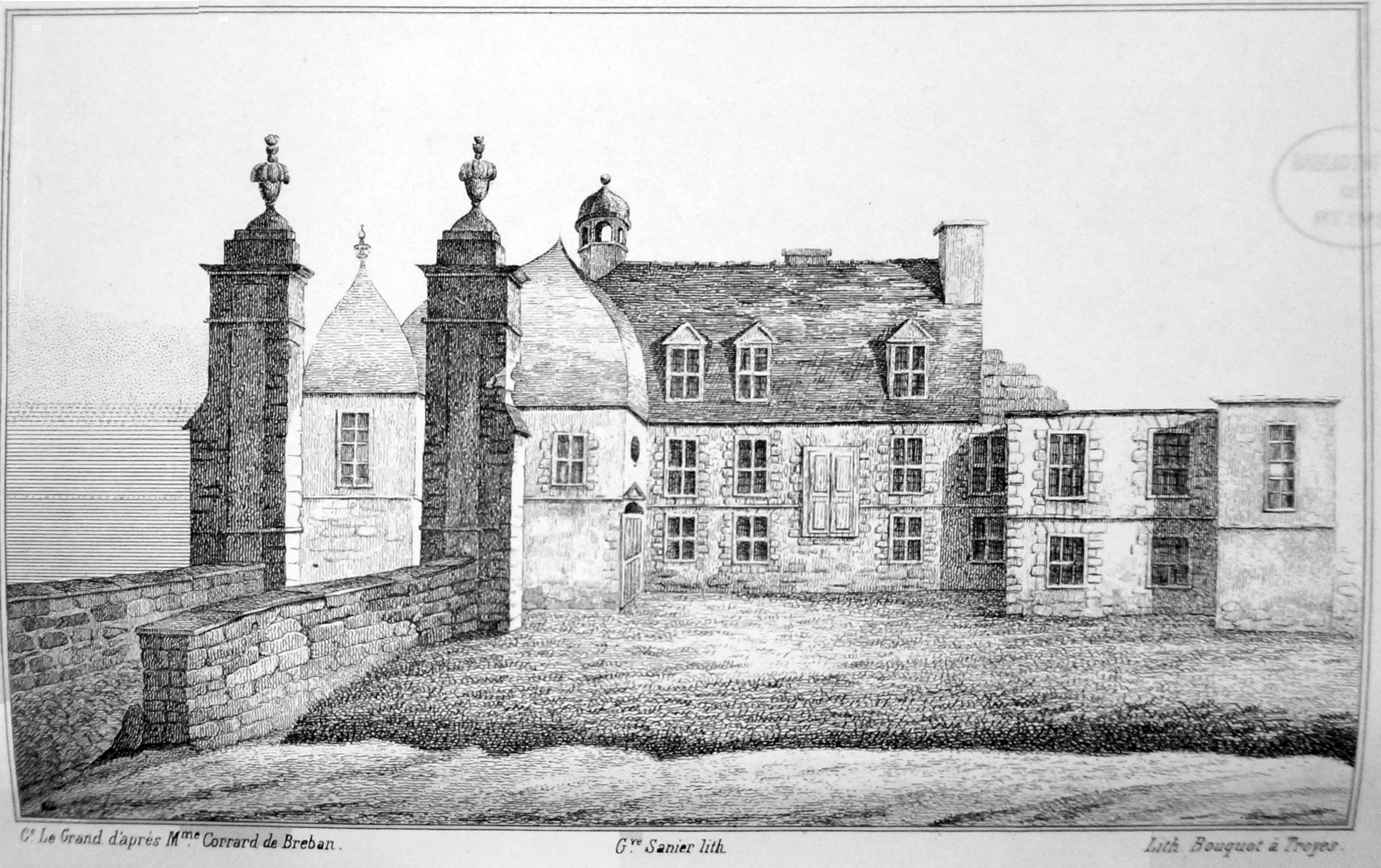
Le plan du château.

Désormais, les ducs de Bourgogne vont disposer d'un puissant moyen d'action en Champagne, renforcé plus tard par la possession du comté de Bar-sur-Seine en 1435 lors du traité d'Arras, par l'achat de Jaucourt en 1367 à Jeanne de Jaucourt héritière de cette seigneurie, par la possession de Beaufort en 1382-1404, et par les spoliations ou achats contraints effectués pendant la guerre de Cent Ans au profit des fidèles du duc alliés aux Anglais – donc aux dépens des partisans des rois Valois – tels que le chancelier Rolin, vidame de Châlons, seigneur de Gyé et Ricey-le-Bas,. La Seigneurie d'Isles passe au fils de Jeanne et Eudes, Philippe Monsieur, puis à son propre fils, le duc Philippe Ier de Rouvre(s), et elle est donnée en douaire à sa femme la duchesse de Bourgogne Marguerite de Flandre-Dampierre, deux fois duchesse de Bourgogne par ses mariages avec Philippe de Rouvre et Philippe le Hardi. À la mort du jeune Philippe de Rouvres en 1361 la première dynastie capétienne des ducs de Bourgogne s'éteint et le duché fait retour à la Couronne : sa veuve Marguerite de Flandre, alors âgée de 11 ans, ne peut conserver la Seigneurie, dont hérite alors une autre Marguerite : Marguerite de France, sœur de Jeanne de France, grand-tante et héritière de Philippe de Rouvre, et grand-mère... de Marguerite de Flandre. À la mort de Marguerite de France en 1382, la Seigneurie est héritée par sa petite-fille Marguerite de Flandre (qui donc possède la Seigneurie une deuxième fois, mais maintenant en propre, non en douaire), et à son deuxième mari le duc Philippe le Hardi, dernier fils de Jean le Bon, épousé en 1369. Ce deuxième Philippe est le premier des ducs Valois de Bourgogne. L'année 1390 marque un tournant, puisque le duc de Bourgogne, après avoir obtenu notamment l'Artois, la Flandre, le Rethel, le Charollais en apanage, acquiert le fief islois. La Seigneurie d'Isles va se transmettre aux descendants de Marguerite et Philippe issus de leur fils cadet Philippe de Nevers : les comtes ou ducs de Nevers et de Rethel des Maisons de Bourgogne-Valois, d'Albret d'Orval, de Clèves et de Gonzague, (voir les articles Jean, Jean et François pour le schéma généalogique).

### Époque moderne
Dans la seconde moitié du XVIe siècle, le statut d'Isle est transformé en marquisat par Henri II pour Jacques de Clèves duc de Nevers, comte de Beaufort et sire de Jaucourt, fils du duc François,,. Les quatre châtellenies d'Isle, dont le comte de Beaufort est alors propriétaire (Isles — Villemaur, Maraye et Chaource —), reviennent à sa sœur Marie princesse de Condé et première épouse du prince Henri Ier,,. Dans les années 1590, ces biens domaniaux sont successivement acquis par Gabrielle d'Estrées (favorite d'Henri IV), puis passent à une autre sœur du duc Jacques, Henriette de Clèves, duchesse de Nevers, princesse de Mantoue, veuve de Ludovic de Gonzague, duc de Nevers et gouverneur de Champagne. Elle aliéna la terre de Chaource au profit de Charles de Choiseul, marquis de Praslin, par contrat du 3 février 1601, et la terre de Villemaur à Jacques de Villemaur. Après la mort d'Henriette, son fils Charles Ier de Gonzague, duc de Nevers et Rethelois, fut marquis d'Isles et seigneur de Maraye en 1628, et vendit cette dernière terre à M. de Bullion, surintendant des finances, avec la réserve de la mouvance à Isles.

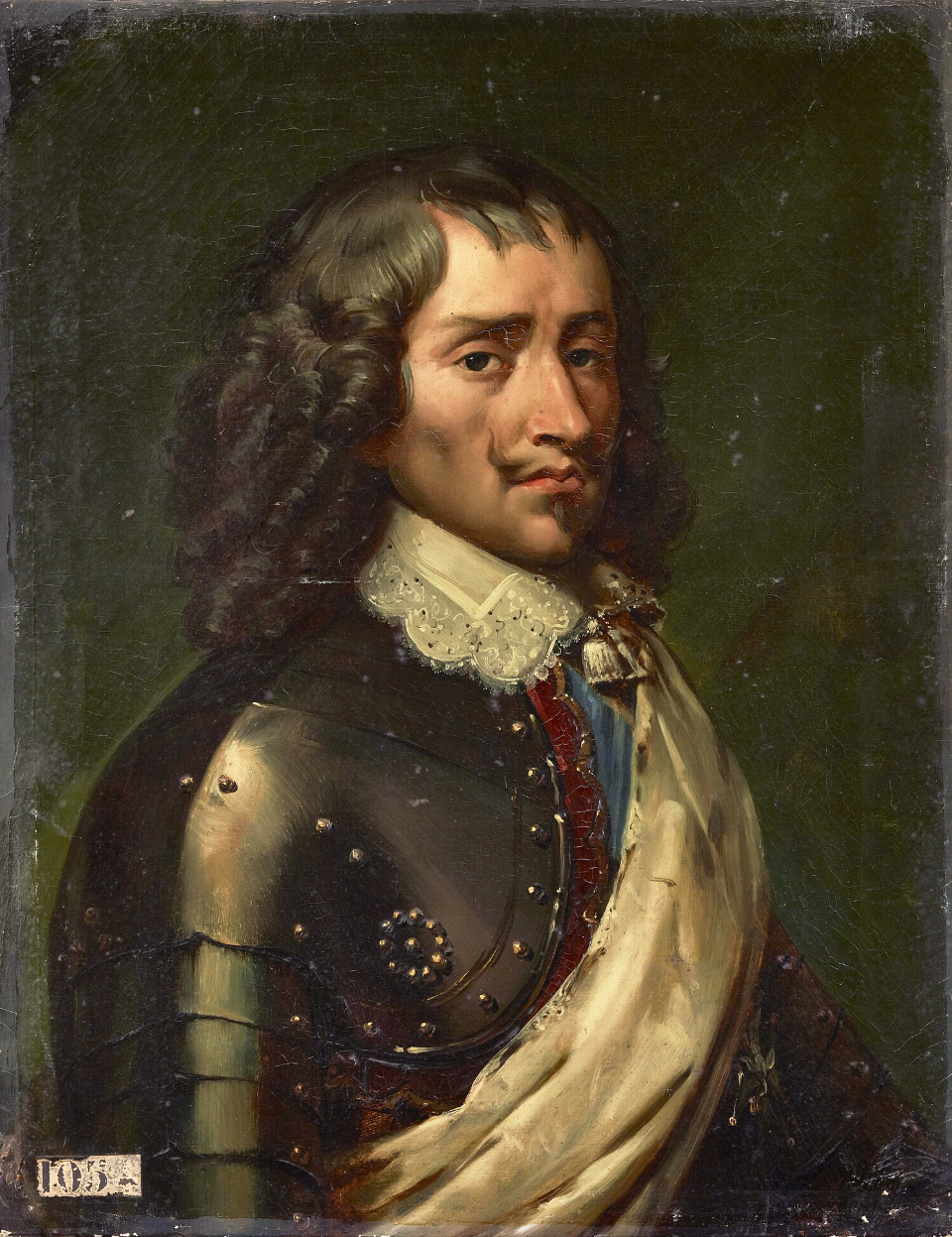
Antoine d'Aumont de Rochebaron.

Le duc de Nevers laissa, par son testament, la terre d'Isles à sa fille la princesse Louise-Marie de Gonzague, mariée au roi de Pologne Ladislas IV Vasa. Ultérieurement, le marquisat retourna à Charles II de Gonzague, petit-fils de Charles Ier, aussi duc de Nevers ; mais ce seigneur passa bientôt au duché de Mantoue, et « vendit Isles » à Antoine d'Aumont de Rochebaron, par contrat du 12 mai 1648, ; celui-ci fut maréchal de France en 1651, gouverneur de Paris en 1662. Le roi Louis XIV, pour le récompenser de ses services, érigea son marquisat d'Isles en duché-pairie, par lettres-patentes de novembre 1665, sous le nom de duché d'Aumont, dont Isles devint le chef-lieu et prit le nom, qu'il porte encore aujourd'hui : ainsi, la réunion de ces deux termes donna « Isle-Aumont ».
En mars 1789, pendant que se tiennent les États généraux, la commune, dont les habitants et leurs représentants viennent d'émettre leurs cahiers de doléances, est alors rattachée à l'intendance, à l'élection et à la généralité de Châlons. L'année suivante, en application du décret voté par l'Assemblée constituante et daté du 15 janvier 1790, le statut de la localité auboise est élevé au rang de chef-lieu d'un bailliage — équivalent d'un canton pour cette époque — relevant du district de Troyes.

### Époque contemporaine

#### XIXesiècle
Les premières années du XIXe siècle (l'an IX du calendrier républicain) sont marquées par la suppression du canton, créé une décennie auparavant, et ayant jusqu'alors pour chef-lieu la commune isloise.
Au cours de l'année 1814, alors que l'empereur mène la campagne de France, expédition militaire ayant pour objectifs de reconquérir son trône et d'enrayer l'invasion du territoire français, la localité isloise est marquée par des affrontements opposant les troupes de la 6e coalition — dont celles du Liechtenstein — avec deux unités napoléoniennes (la « division Michel » et les « dragons de Briche »).
En 1829, en application de loi promulguée le 15 septembre 1807 sous le règne de Napoléon 1er, le territoire d'Isle-Aumont fait l'objet d'un plan de remaniement cadastral, réalisé par technique d'arpentage et visant à établir une nouvelle imposition foncière pour sa population.
Dans la seconde moitié du XIXe siècle, alors que le domaine de l'archéologie commence à prendre son essor sous l'impulsion de Napoléon III, les toutes premières investigations sont entreprises sur la « butte d'Isle ». Postérieurement à leurs découvertes, la plupart des objets issus des nécropoles protohistorique, antique et mérovingienne, sont acheminés, puis étudiés, et enfin conservés au musée des beaux-arts et de l'archéologie de Saint-Loup, à Troyes.

#### XXesiècle: le temps des guerres, des fouilles et des découvertes

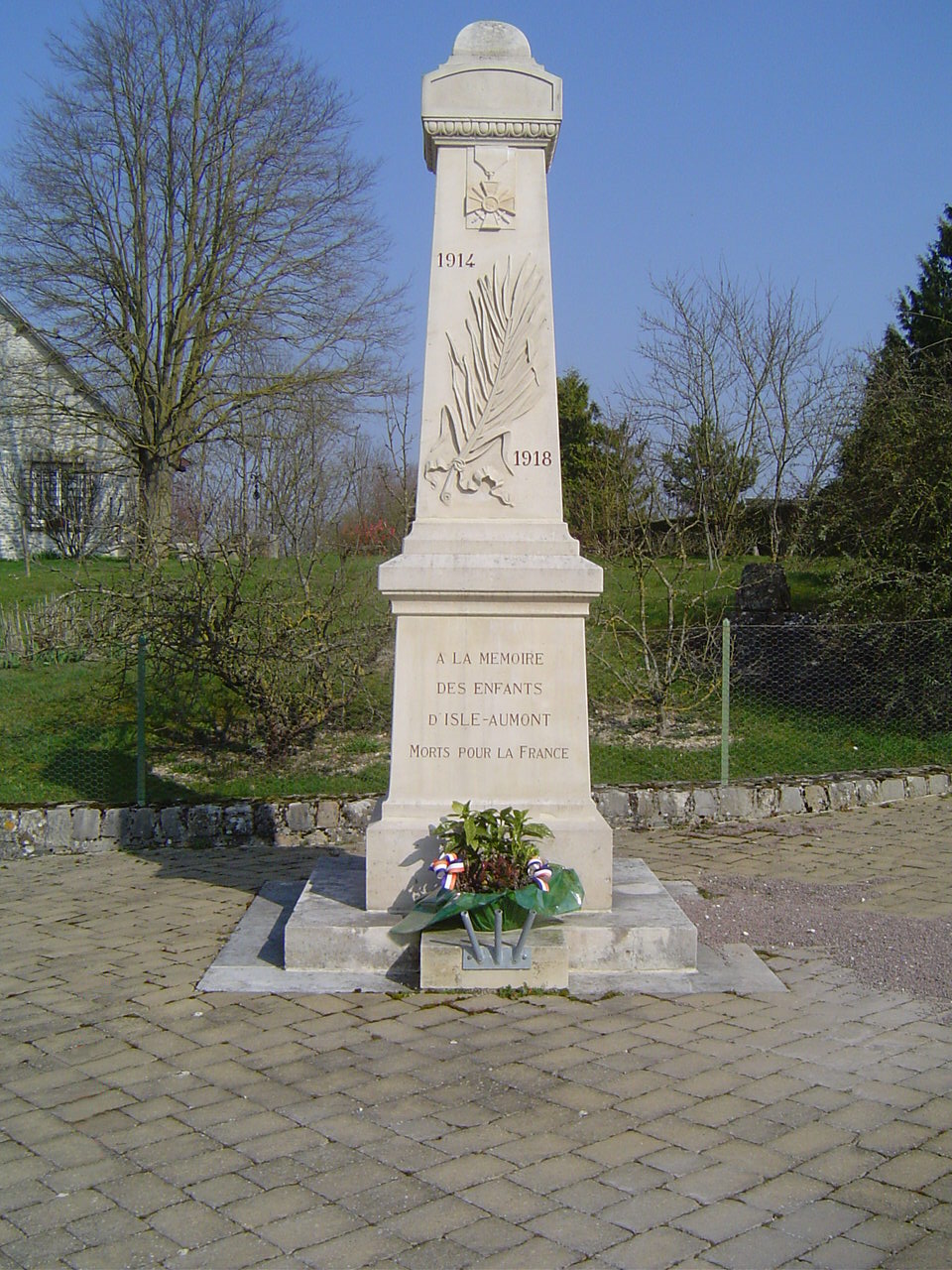
Le monument aux morts d'Isle-Aumont.

La Guerre mondiale de 14-18 a causé la mort de 9 soldats engagés natifs d'Isle-Aumont. Le second conflit mondial de 39-45 a fait, quant à lui, 2 victimes parmi la population masculine de la commune.
Sur l’ancienne motte féodale, connue sous le nom de « la butte d’Isle », l’archéologue Jean Scapula (1911-1991) a mis au jour des nécropoles mérovingiennes et carolingiennes,. Cet archéologue a prospecté, dégagé et mis en évidence plus de 5 000 ans d’histoire sur une période d'environ 50 ans,. L'ensemble du matériel archéologique mis au jour est composé d'environ 1 450 sépultures dont 860 d'époque mérovingienne et 589 d'époque carolingienne ; plus de 600 sarcophages confectionnés à partir de pierre ou de bois ; mais également les restes de 4 000 individus et approximativement un millier de pièces de fouilles ont été découverts,,. En raison de son étendue et de la richesse des éléments archéologiques recueillis, la seule nécropole mérovingienne d'Isle-Aumont, probablement mise en place dans la seconde moitié du VIe siècle, constitue, selon le médiéviste Jean Heuclin, le complexe funéraire le plus imposant répertorié sur le territoire champenois. Enfin, le rapport d'activités de l'Inrap publié en 2016 montre que la localité auboise appartient à un groupe de 2 026 communes françaises ayant fait l'objet, pour l'exercice 2015, de prospections archéologiques préventives par cet établissement administratif de recherche.

Artefacts découverts au cours des fouilles du site d'Isle-Aumont
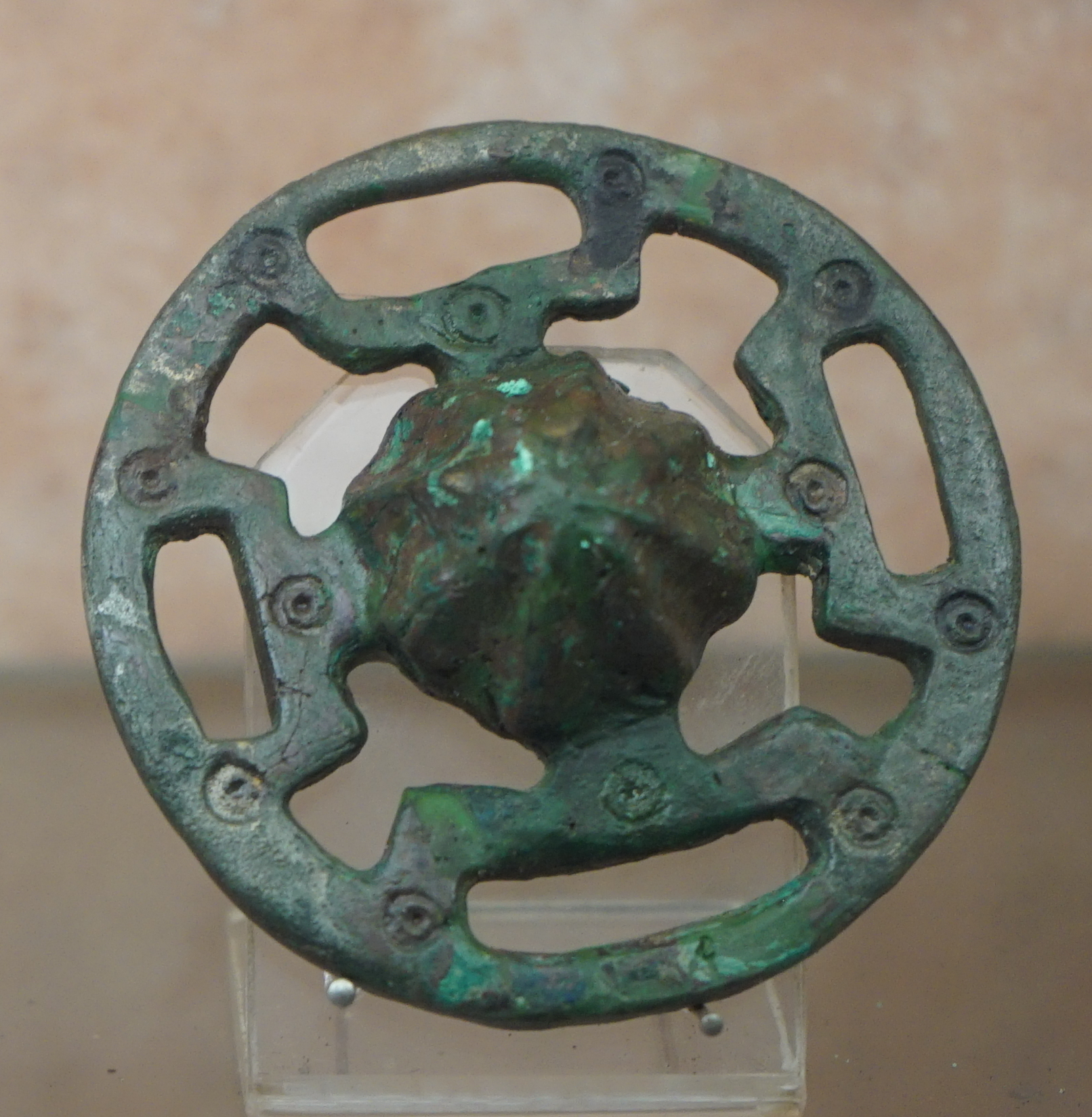
Rouelle en bronze [Note 15].
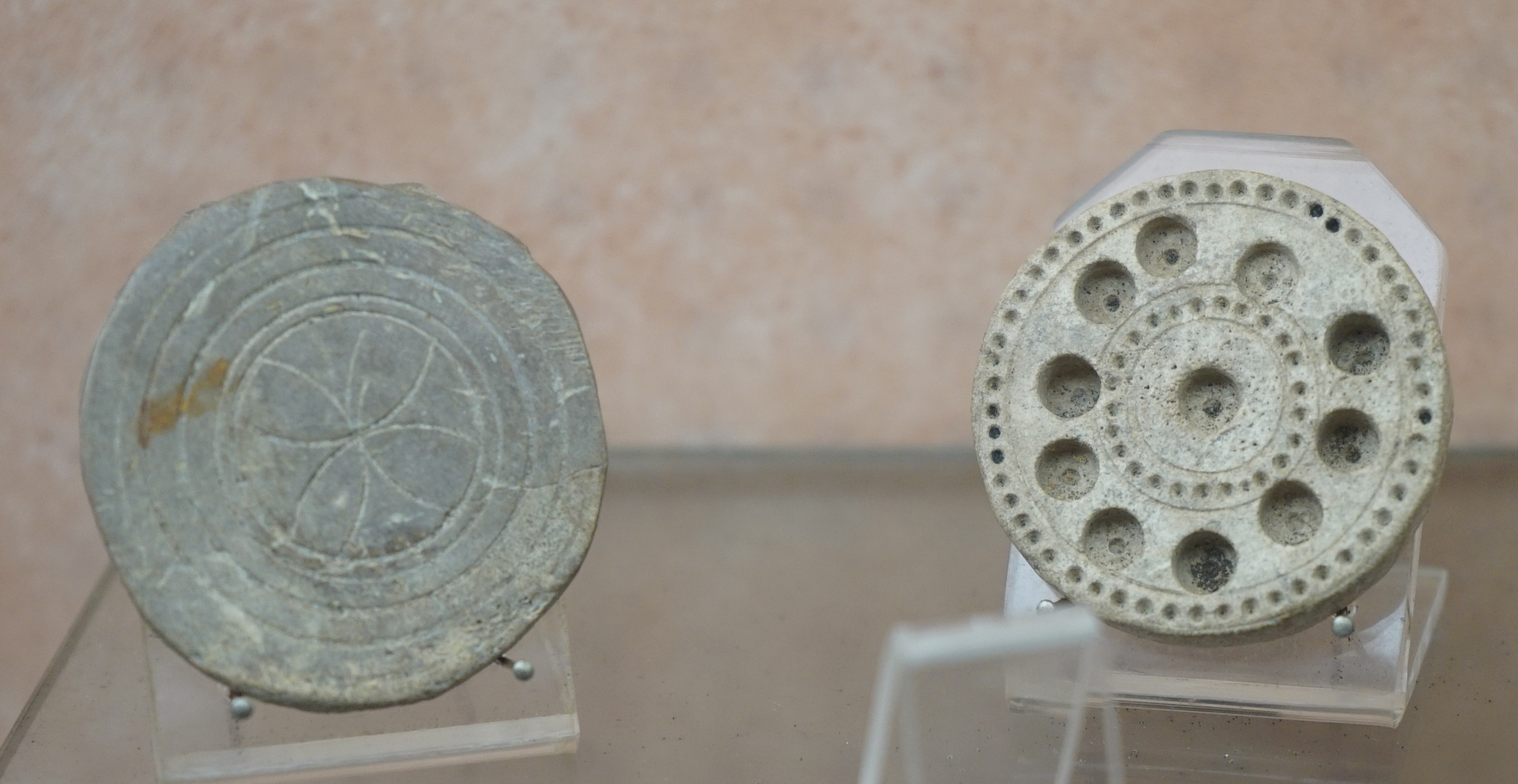
Rouelles.
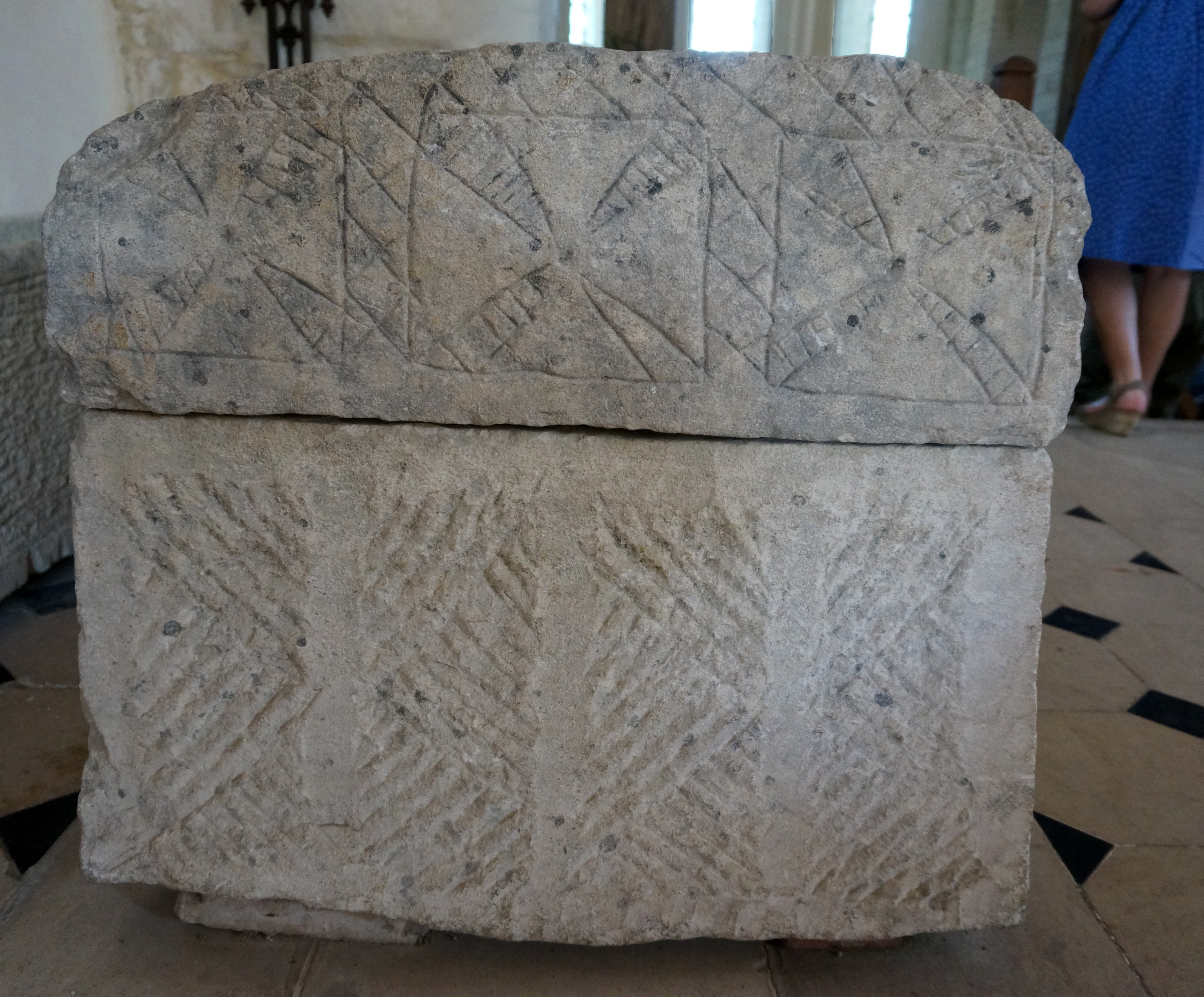
Sarcophage fait de pierre.
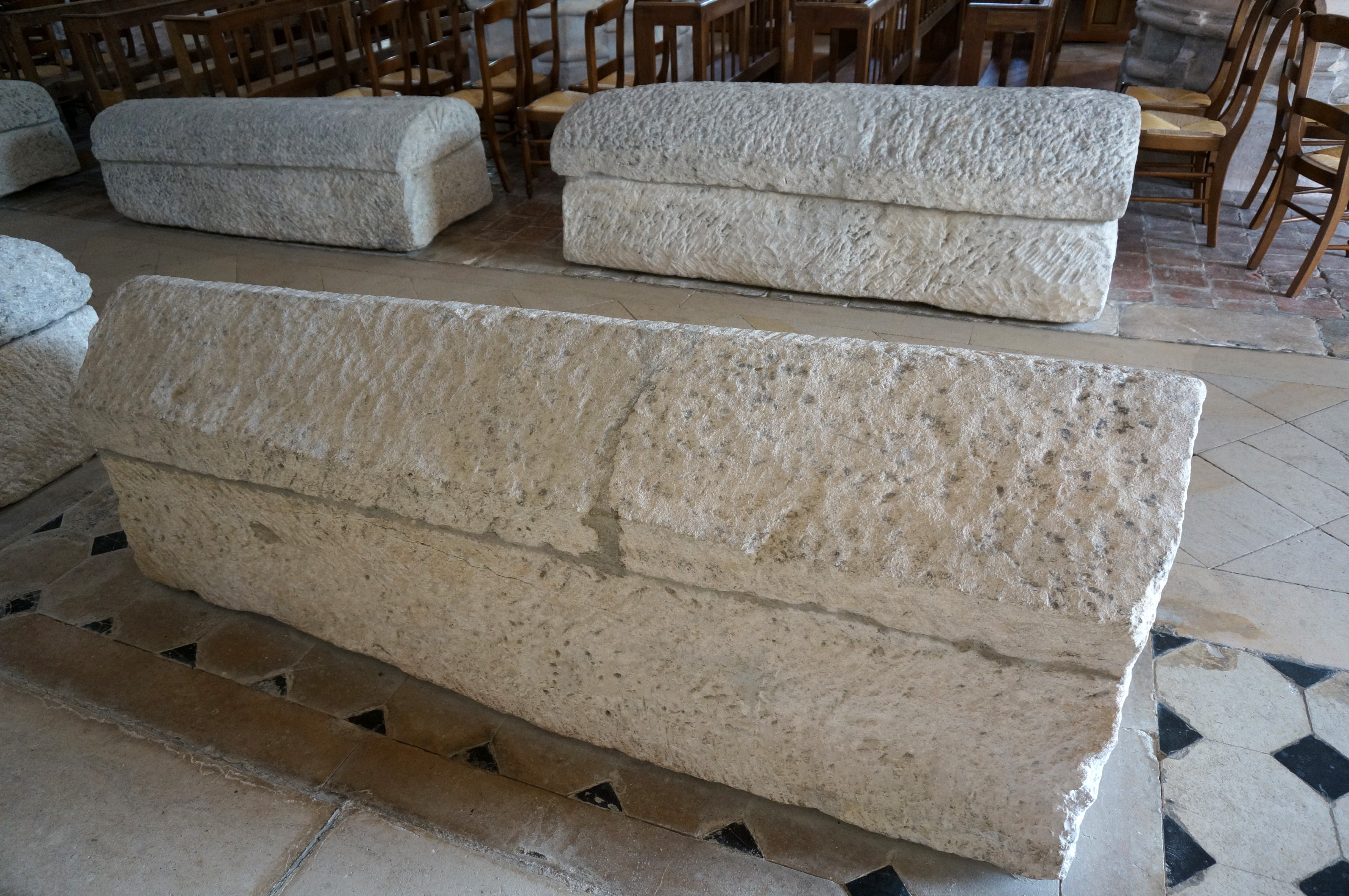
Sarcophages en pierre calcaire d'époque mérovingienne.

## Politique et administration

### Tendances politiques et résultats
Au second tour de l'élection présidentielle de 2007, 67,07 % des suffrages se sont exprimés pour Nicolas Sarkozy (UMP), 32,93 % pour Ségolène Royal (PS), avec un taux de participation de 88,37 %.
Au second tour de l'élection présidentielle de 2012, 58,39 % des suffrages se sont exprimés pour Nicolas Sarkozy (UMP), 41,61 % pour François Hollande (PS), avec un taux de participation de 89,41 %.
En 2017, lors du deuxième tour des élections présidentielles, Emmanuel Macron (En marche !), élu, a recueilli 56,64 % des voix et Marine Le Pen (FN), 43,36 %. Le taux de participation, pour cette élection, s'est élevé à 83,67 % sur l'ensemble des 392 habitants d'Isle-Aumont inscrits.

### Administration municipale
Le nombre d'habitants de la commune étant compris entre 500 et 1 499, le nombre de membres du conseil municipal est de 15.

### Intercommunalité
Deux arrêtés en date du 19 décembre 2013 prononcent son retrait de la communauté de communes Bouilly-Mogne-Aumont et son rattachement à la communauté d'agglomération du Grand Troyes, à compter du 1er janvier 2014.
Elle est rattachée à Troyes Champagne Métropole, à sa création le 1er janvier 2017, qui se substitue à la structure existante.

### Liste des maires

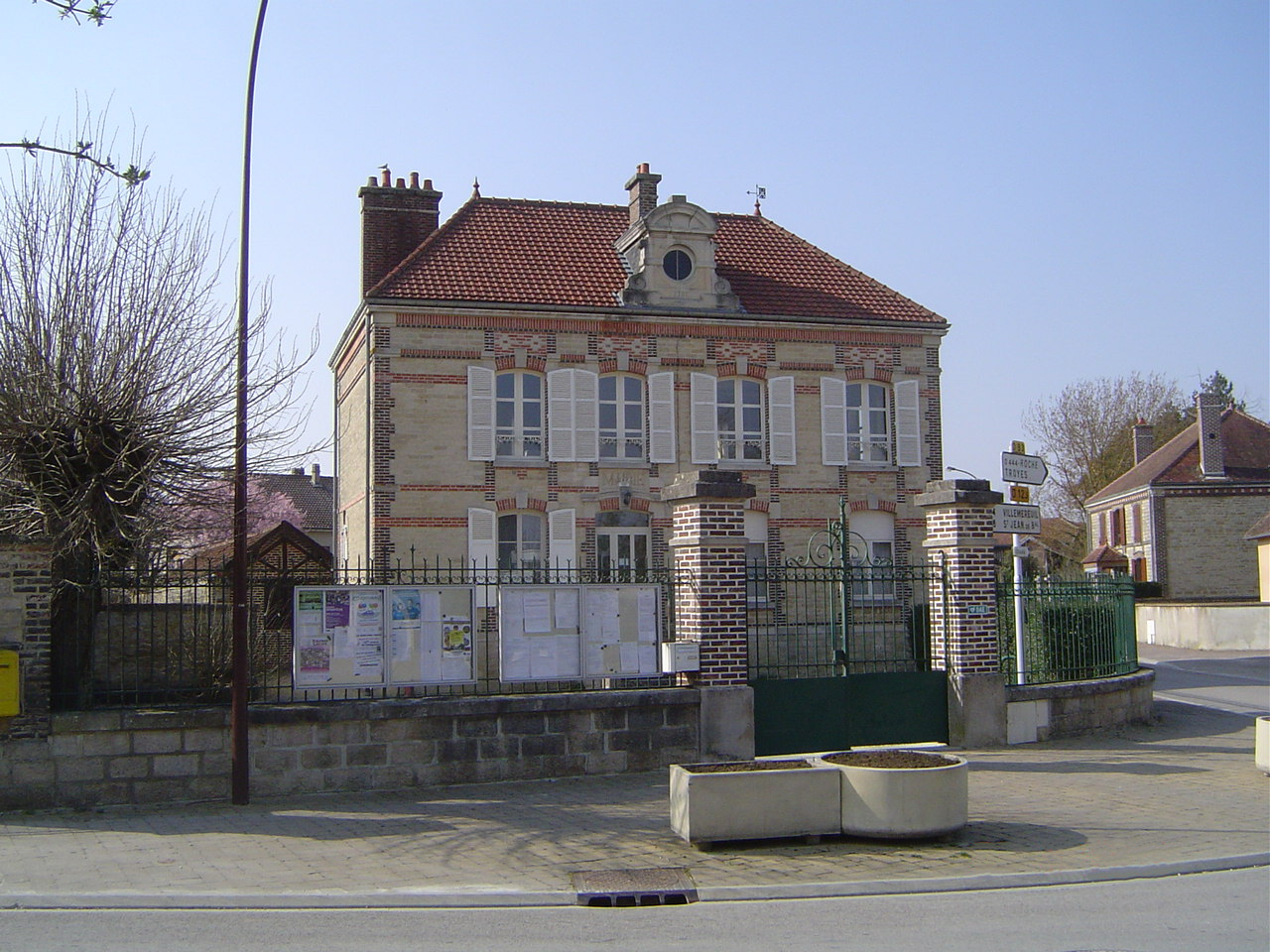
La mairie.

| Période                                  | Période       | Identité                                               | Étiquette | Qualité                                                                      |
| ---------------------------------------- | ------------- | ------------------------------------------------------ | --------- | ---------------------------------------------------------------------------- |
| Les données manquantes sont à compléter. |               |                                                        |           |                                                                              |
| 1857                                     | non renseigné | Jouvenet                                               |           |                                                                              |
| 1887                                     | non renseigné | Richard                                                |           |                                                                              |
| non renseigné                            | 1936          | Fernand Gentin                                         | Rad.      | Imprimeur, député (1932-1940) et vice-président du conseil général de l'Aube |
| 1936                                     | non renseigné | Fernand Gentin                                         |           | Id.                                                                          |
| mars 2001                                | 2008          | Maurice Carre                                          | DVD       |                                                                              |
| mars 2008                                | En cours      | Jean-François Reslinski Réélu pour le mandat 2020-2026 | DVD       | Cadre                                                                        |

### Instances judiciaires et administratives
Isle-Aumont relève du tribunal d'instance de Troyes, du tribunal de grande instance de Troyes, de la cour d'appel de Reims, du tribunal pour enfants de Troyes, du conseil de prud'hommes de Troyes, du tribunal de commerce de Troyes, du tribunal administratif de Châlons-en-Champagne et de la cour administrative d'appel de Nancy.

### Politique environnementale
La gestion des déchets est assurée par Troyes Champagne Métropole, communauté d'agglomération dont fait partie Isle-Aumont. Cette communauté met à la disposition des habitants quatre déchetteries dont celle de Saint-Julien-les-Villas au nord de la commune.

### Finances locales
De 2008 à 2013, à part l'année 2011, la capacité d'autofinancement nette du remboursement en capital des emprunts a conservé un montant très inférieur à celui des communes de même type :
| Année | Dans la commune | Moyenne de la strate |
| ----- | --------------- | -------------------- |
| 2008  | 10 €            | 143 €                |
| 2009  | - 123 €         | 161 €                |
| 2010  | 21 €            | 180 €                |
| 2011  | 299 €           | 127 €                |
| 2012  | 35 €            | 128 €                |

Le tableau ci-dessous a pour objectif de détailler l'évolution de la capacité d'autofinancement (CAF), un des indicateurs des finances locales d'Isle-Aumont, sur une période de onze ans :
|                      | 2005 | 2006 | 2007 | 2008 | 2009 | 2010 | 2011 | 2012 | 2013 | 2014 | 2015 |
| -------------------- | ---- | ---- | ---- | ---- | ---- | ---- | ---- | ---- | ---- | ---- | ---- |
| Isle-Aumont          | 147  | 126  | 151  | 74   | 81   | 66   | 333  | 83   | 90   | -63  | 131  |
| Moyenne de la strate | 219  | 238  | 227  | 240  | 247  | 262  | 294  | 194  | 187  | 149  | 149  |

| ■ CAF d'Isle-Aumont ■ CAF moyenne de la strate Ordonnées du graphique : valeurs de la CAF exprimées en €/habitant. |

Pour la période considérée, de 2005 à 2015, la capacité d'autofinancement de la commune demeure, à l'exception de l'exercice comptable de 2011, régulièrement inférieure à la valeur moyenne de la strate et se révèle même sensiblement négative en 2014. En outre, le « résultat comptable », très fluctuant au cours de ces 10 années, apparaît globalement inférieur à celui de la strate, hormis pour l'exercice fiscal de 2012. D'autre part, le fonds de roulement, toujours positif, varie significativement autour de la moyenne de la strate,.

### Jumelages
Au 10 mars 2014, Isle-Aumont n'est jumelée avec aucune commune.

## Population et société

### Gentilé
Les habitants de la commune d'Isle-Aumont sont dénommés Islois et Isloises.

### Évolution démographie
L'évolution du nombre d'habitants est connue à travers les recensements de la population effectués dans la commune depuis 1793. Pour les communes de moins de 10 000 habitants, une enquête de recensement portant sur toute la population est réalisée tous les cinq ans, les populations de référence des années intermédiaires étant quant à elles estimées par interpolation ou extrapolation. Pour la commune, le premier recensement exhaustif entrant dans le cadre du nouveau dispositif a été réalisé en 2007.

En 2022, la commune comptait 490 habitants, en évolution de +2,08 % par rapport à 2016 (Aube : +0,7 %, France hors Mayotte : +2,11 %).
| 1793 | 1800 | 1806 | 1821 | 1831 | 1836 | 1841 | 1846 | 1851 |
| ---- | ---- | ---- | ---- | ---- | ---- | ---- | ---- | ---- |
| 243  | 175  | 160  | 150  | 165  | 170  | 277  | 106  | 165  |

| 1856 | 1861 | 1866 | 1872 | 1876 | 1881 | 1886 | 1891 | 1896 |
| ---- | ---- | ---- | ---- | ---- | ---- | ---- | ---- | ---- |
| 170  | 187  | 177  | 158  | 164  | 142  | 145  | 154  | 158  |

| 1901 | 1906 | 1911 | 1921 | 1926 | 1931 | 1936 | 1946 | 1954 |
| ---- | ---- | ---- | ---- | ---- | ---- | ---- | ---- | ---- |
| 149  | 143  | 118  | 119  | 117  | 136  | 136  | 146  | 135  |

| 1962 | 1968 | 1975 | 1982 | 1990 | 1999 | 2006 | 2007 | 2012 |
| ---- | ---- | ---- | ---- | ---- | ---- | ---- | ---- | ---- |
| 133  | 165  | 351  | 367  | 558  | 543  | 519  | 516  | 508  |

| 2017 | 2022 | - | - | - | - | - | - | - |
| ---- | ---- | - | - | - | - | - | - | - |
| 472  | 490  | - | - | - | - | - | - | - |

|                                           | 1968 - 1975 | 1975 - 1982 | 1982 - 1990 | 1990 - 1999 | 1999 - 2008 | 2008 - 2013 |
| ----------------------------------------- | ----------- | ----------- | ----------- | ----------- | ----------- | ----------- |
| Taux de variation annuel de la population | + 11,4 %    | + 0,6 %     | + 5,4 %     | - 0,3 %     | - 0,7 %     | - 0,3 %     |
| Solde naturel                             | + 0,9 %     | + 0,0 %     | + 0,8 %     | + 0,3 %     | + 0,3 %     | + 0,5 %     |
| Solde migratoire                          | + 10,5 %    | + 0,6 %     | + 4,6 %     | - 0,6 %     | - 1,0 %     | - 0,8 %     |

Au dernier recensement statistique arrêté au 1er janvier 2016 du la population municipale de l'Isle-Aumont était de 496 habitants, la classant ainsi parmi les communes de moins de 500 habitants. Sur une période de 22 ans, de 1968 à 1990, le taux de variation annuel de la population communale, essentiellement dû à son solde migratoire, n'a cessé de s'accroître. Toutefois, ce taux marque un sensible fléchissement à partir du début des années 1990, baisse qui se confirme jusqu'en 2008-2013. Sur une période d'observation de 35 ans (de 1968 à 2013), le solde naturel demeure, quant à lui, régulièrement positif.

### Pyramide des âges
En 2021, le taux de personnes d'un âge inférieur à 30 ans s'élève à 26,1 %, soit en dessous de la moyenne départementale (35,0 %). À l'inverse, le taux de personnes d'âge supérieur à 60 ans est de 38,6 % la même année, alors qu'il est de 28,2 % au niveau départemental.
En 2021, la commune comptait 234 hommes pour 241 femmes, soit un taux de 50,74 % de femmes, légèrement inférieur au taux départemental (51,30 %).
Les pyramides des âges de la commune et du département s'établissent comme suit :
| Hommes | Classe d’âge | Femmes |
| ------ | ------------ | ------ |
| 0,4    | 90 ou +      | 0,9    |
| 9,9    | 75-89 ans    | 13,4   |
| 26,8   | 60-74 ans    | 25,9   |
| 17,9   | 45-59 ans    | 19,6   |
| 17,0   | 30-44 ans    | 16,0   |
| 12,8   | 15-29 ans    | 10,7   |
| 15,3   | 0-14 ans     | 13,5   |

| Hommes | Classe d’âge | Femmes |
| ------ | ------------ | ------ |
| 0,8    | 90 ou +      | 2,1    |
| 7,4    | 75-89 ans    | 10,2   |
| 17,4   | 60-74 ans    | 18,4   |
| 19,4   | 45-59 ans    | 19     |
| 17,8   | 30-44 ans    | 17,3   |
| 18,3   | 15-29 ans    | 15,9   |
| 19     | 0-14 ans     | 17,1   |

Au dernier recensement effectué par l'Insee en 2018, les tendances observées quelques années plus tôt, présentant quasiment les mêmes caractéristiques démographiques, confirment l'évolution de la pyramide des âges de l'Isle-Aumont, ainsi que celle de son département, qui ont été publiées 2016 :
| Hommes | Classe d’âge | Femmes |
| ------ | ------------ | ------ |
| 0,8    | 90 ans ou +  | 0,4    |
| 6,0    | 75 à 89 ans  | 5,8    |
| 18,4   | 60 à 74 ans  | 19,0   |
| 26,0   | 45 à 59 ans  | 26,7   |
| 18,8   | 30 à 44 ans  | 19,8   |
| 11,2   | 15 à 29 ans  | 14,0   |
| 18,8   | 0 à 14 ans   | 14,3   |

| Hommes | Classe d’âge | Femmes |
| ------ | ------------ | ------ |
| 0,6    | 90 ans ou +  | 1,6    |
| 7,0    | 75 à 89 ans  | 10,7   |
| 20,2   | 60 à 74 ans  | 19,6   |
| 15,8   | 45 à 59 ans  | 16,2   |
| 18,9   | 30 à 44 ans  | 18,0   |
| 18,2   | 15 à 29 ans  | 16,2   |
| 19,2   | 0 à 14 ans   | 17,6   |

### Enseignement
Isle-Aumont est située dans l'académie de Reims.
La commune administre une école élémentaire qui comptait 45 élèves en 2012-2013 au sein du regroupement pédagogique intercommunal (RPI) avec les communes de Saint-Thibault, Les Bordes-Aumont et Cormost,
 dont les parents ont manifesté mi-2013 pour éviter la suppression d'une classe de maternelle,

### Santé et services d'urgences

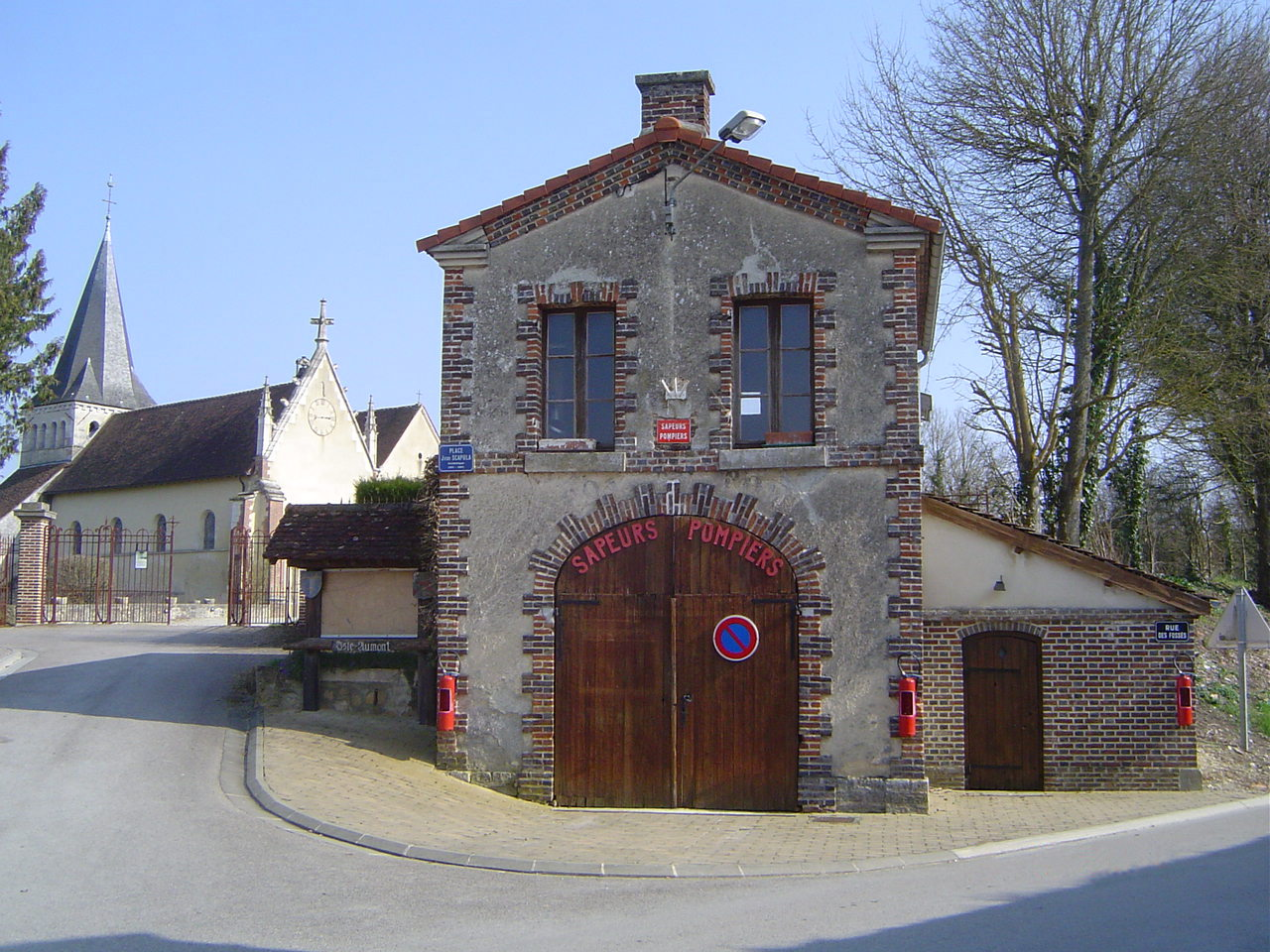
Le bâtiment des pompiers.

La commune ne dispose pas de structure hospitalière. Les deux établissements hospitaliers les plus proches pouvant prendre en charge les habitants d'Isle sont implantées dans les villes de Troyes, et de Bar-sur-Seine, ce second centre étant distant d'un peu plus de 20 km « à vol d'oiseau »,.
Une antenne de sapeurs-pompiers est implantée sur le territoire communal. Les locaux de centre de secours sont installés dans un bâtiment ayant été construit au début du XXe siècle.

### Sécurité
Aucun service de sécurité n'est implanté sur le territoire communal. Les établissements publics (brigade et commissariat de police) les plus proches pouvant assurer la sécurité à Isle-Aumont sont localisés sur les communes de Bréviandes, de Bouilly, de Troyes, de Lusigny-sur-Barse et de Barberey-Saint-Sulpice.

### Tissu associatif
En 2016, treize associations « loi 1901 » sont recensées sur le territoire communal dont trois ont fait l'objet d'une dissolution. Ces établissements à but non lucratif interviennent dans des domaines d'activité variés, tels que l'entraide sociale, la culture, les animations, la défense des droits civiques, la protection de l'environnement ou encore le sport.

### Manifestations culturelles et festivités
La commune n'abrite actuellement aucun marché régulier.
Depuis 2003, l'association « Amitié, Loisirs, Détente » organise manifestations et festivités pour les aînés,.

### Cultes

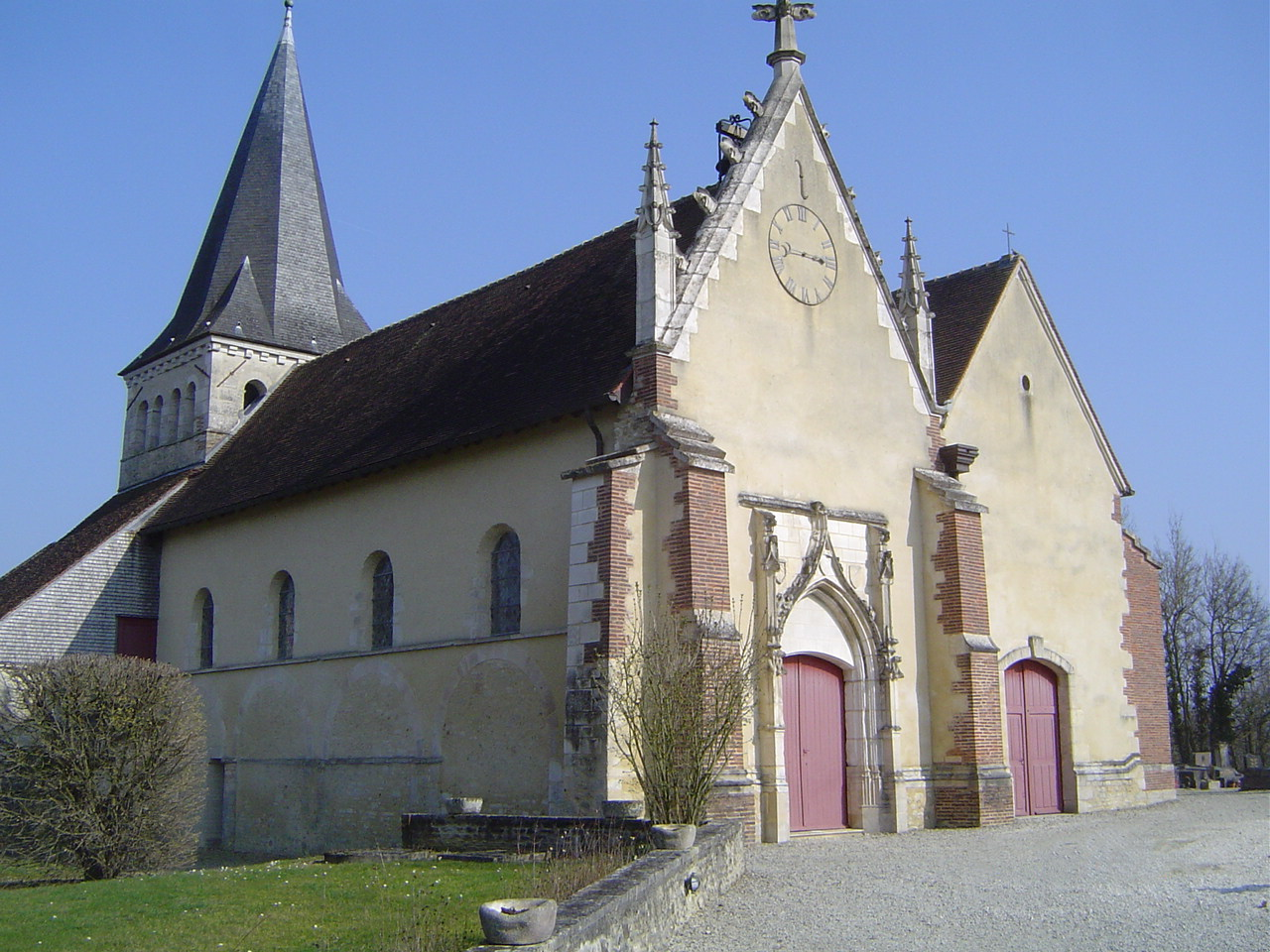
Vue d'ensemble de l'église paroissiale.

Seul le culte catholique est célébré à Isle-Aumont. La commune est l'une des vingt-six communes regroupées dans la paroisse « de Bouilly Moussey », l'une des six paroisses de l'espace pastoral « Forêts d’Othe et d’Armance » au sein du diocèse de Troyes, le lieu de culte est l'église paroissiale Saint-Pierre.

### Sports
Les randonneurs et coureurs se retrouvent au sein de « la Gymnastique volontaire de la Butte » qui est la plus ancienne association de la commune. La commune dispose d'un club de football au sein de l'association sportive des Aumont et du stade « Christian-Maillou ».

### Médias
Les quotidiens régionaux L'Est-Éclair et Libération Champagne publient des informations locales concernant la commune.
La commune ne dispose pas de nœud de raccordement ADSL installé dans cette commune, ni de connexion à un réseau de fibre optique. Les lignes téléphoniques sont raccordées à des équipements situés à Buchères.

## Économie

### Revenus de la population et fiscalité
En 2011, le revenu fiscal médian par ménage était de 37 383 €, ce qui plaçait Isle-Aumont au 5 200e rang parmi les 31 886 communes de plus de 49 ménages en métropole.
En 2009, 29,1 % des foyers fiscaux n'étaient pas imposables.

### Emploi
En 2009, la population âgée de 15 à 64 ans s'élevait à 352 personnes, parmi lesquelles on comptait 72,2 % d'actifs dont 65,1 % ayant un emploi et 7,1 % de chômeurs.
On comptait 48 emplois dans la zone d'emploi, contre 37 en 1999. Le nombre d'actifs ayant un emploi résidant dans la zone d'emploi étant de 232, l'indicateur de concentration d'emploi est de 20,7 %, ce qui signifie que la zone d'emploi n'offre qu'en emploi pour cinq habitants actifs.
Structure et évolution de l'emploi à Isle-Aumont entre 2008 et 2013
Les deux tableaux suivants révèlent les chiffres-clés de l'emploi à Isle-Aumont et leur évolution de 2008 à 2013, :
|                               | Isle-Aumont 2008 | Isle-Aumont 2013 | Évolution |
| ----------------------------- | ---------------- | ---------------- | --------- |
| Population de 15 à 64 ans     | 348              | 331              | - 4,88 %  |
| Actifs (en %)                 | 72,2             | 76,9             | + 4,5 %   |
| dont :                        |                  |                  |           |
| Actifs ayant un emploi (en %) | 65,1             | 73,7             | + 8,6 %   |
| Chômeurs (en %)               | 7,1              | 3,3              | - 3,8 %   |

|                                      | Isle-Aumont 2008 | Isle-Aumont 2013 | Évolution |
| ------------------------------------ | ---------------- | ---------------- | --------- |
| Nombre d'emplois dans la zone        | 44               | 63               | + 69,84 % |
| Indicateur de concentration d'emploi | 19,0             | 25,6             | + 6,6 %   |

Rattachement sectoriel
Isle-Aumont n'étant pas pourvue d'établissement public et administratif destiné à la recherche d'emploi, la gestion des demandeurs de travail de la commune est directement assurée par la structure pôle emploi de Troyes.

### Tissu économique

#### Statistiques du tissu économique en 2010
Au 31 décembre 2010, Isle-Aumont comptait 27 établissements : deux dans l’agriculture-sylviculture-pêche, deux dans l'industrie, neuf dans la construction, onze dans le commerce-transports-services divers et trois étaient relatifs au secteur administratif.
En 2011, deux entreprises ont été créées à Isle-Aumont.

#### Statistiques et évolution du tissu économique en 2014-2015
Le tableau qui suit récapitule le nombre d'entreprises implantées en 2014 à Isle-Aumont selon leur secteur d'activité et le nombre de leurs salariés :
|                                                              | Total | %    | 0 salarié | 1 à 9 salariés | 10 à 19 salariés | 20 à 49 salariés | 50 salariés ou plus |
| ------------------------------------------------------------ | ----- | ---- | --------- | -------------- | ---------------- | ---------------- | ------------------- |
| Ensemble                                                     | 33    | 100  | 24        | 8              | 1                | 0                | 0                   |
| Agriculture, sylviculture et pêche                           | 2     | 6,1  | 2         | 0              | 0                | 0                | 0                   |
| Industrie                                                    | 1     | 3,0  | 0         | 1              | 0                | 0                | 0                   |
| Construction                                                 | 9     | 27,3 | 6         | 2              | 1                | 0                | 0                   |
| Commerce, transports, services divers                        | 15    | 45,5 | 12        | 3              | 0                | 0                | 0                   |
| dont commerce et réparation automobile                       | 3     | 9,1  | 97        | 2              | 1                | 0                | 0                   |
| Administration publique, enseignement, santé, action sociale | 6     | 18,2 | 4         | 2              | 0                | 0                | 0                   |
| Champ : ensemble des activités.                              |       |      |           |                |                  |                  |                     |

En 2015, sur l'ensemble des structures recensées et hors activité agricole, 2 nouvelles entreprises ont été fondées, dont 50 % dans le secteur industriel et ce, à parts égales avec celui de la construction, soit 50 %. En outre, pour ce qui est de l'exercice 2015, un total de 3 établissements ont été créés, dont 66,6 % le seul domaine marchand et complété par 33,3 % dans la branche des services aux entreprises.

#### Secteur tertiaire
La commune dispose de quatre structures destinées au service aux entreprises. Par ailleurs, 3 entreprises dont le siège est installé sur le territoire communal sont spécialisées dans les branches d'activité des transports et de la logistique.

#### Industrie et bâtiment
10 établissements appartenant au secteur de la construction et du bâtiment sont implantées sur la commune. Ces entreprises, de petites tailles, se révèlent pour la plupart de type artisanal. La sphère industrielle est, quant à elle, très peu représentée,.

#### Agriculture
Le tableau ci-dessous a pour objectif de présenter, en données chiffrées et répertoriées sur une période de 22 ans, une synthèse statistique concernant les principales caractéristiques des exploitations agricoles d'Isle-Aumont :
|                                            | 1988          | 2000          | 2010          |
| ------------------------------------------ | ------------- | ------------- | ------------- |
| Nombre d’exploitations                     | 3             | 2             | 1             |
| Équivalent Unité de travail annuel         | 3             | 1             | 1             |
| Surface agricole utile (SAU) (ha)          | 159           | 159           | 145           |
| Cheptel (nombre de têtes)                  | 79            | 62            | 58            |
| Terres labourables (ha)                    | 128           | non renseigné | non renseigné |
| Cultures permanentes (ha)                  | 0             | 0             | 0             |
| Surface toujours en herbe (ha)             | non renseigné | non renseigné | non renseigné |
| Superficie moyenne d’une exploitation (ha) | 53            | 79,5          | 145           |

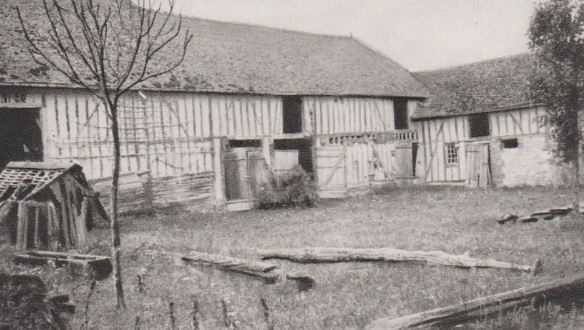
Une ancienne ferme à Isle-Aumont.

Les données observées sur la période étudiée montre que le nombre des exploitations agricoles d'Isle-Aumont, passant de 3 en 1988, à 1 en 2010, diminue de manière significative au profit d'un accroissement de leur surface moyenne.
Le cheptel, dont la proportion se réduit d'environ 26,6 %, suit une courbe d'évolution qui, sans être autant marquée, se révèle également à la baisse.
D'autre part, les dernières données observées par le Ministère de l'Agriculture, de l'Agroalimentaire et de la Forêt en 2010, montrent que le domaine agricole de la localité auboise se tourne vers une orientation technico-économique à dominante céréalière et oléo-protéagineuse.

## Culture locale et patrimoine

### Lieux et monuments

#### Monuments et objets protégés
L'église paroissiale dite « aux trois sanctuaires », seul monument de la commune classé à l'inventaire des monuments historiques, se trouve au sommet d'une butte historique et est entourée d'un cimetière mérovingien. L'église, dont le vaisseau se compose d'une double nef, abrite un les restes maçonnés chœur construit à l'époque carolingienne. L'ensemble de l'édifice religieux, élevé au cours du IXe siècle, et ayant fait l'objet de multiples remaniements et extensions depuis sa fondation, affiche une architecture générale de style simultanément roman et gothique. L'église, mais également les terrains comportant les nécropoles qui l'entourent, ont été classés au titre de monuments historiques, par arrêté daté du 25 avril 1967. L’église compte deux nefs, l’une datant du XIIe siècle et l’autre du XVe siècle.
Les sarcophages exposés dans la nef romane font du site d’Isle-Aumont un site historique et archéologique important classé monument historique en 1967.
Parmi les 41 objets répertoriés à l'inventaire des monuments historiques, cette église en contient 39. Les deux autres objets étaient à l'intérieur de la chapelle de Roche qui a été vendue en 1937 par la commune et transformée en maison particulière ; les deux œuvres datées du XIVe siècle et du XVe siècle ont malheureusement disparu à cette époque,. L'un de ces objets, une statue, attribuée au début du XVIe siècle, ouvragée en calcaire polychrome peint représentant une Vierge à l'Enfant et pourvue d'une hauteur de 1,30 m, vient compléter le mobilier du monument religieux,. Cette sculpture, qui a possiblement fait l'objet d'une donation par le prieur Etienne Tabourel, curé alors responsable de l'église isloise dès 1523, s'apparente, de par son style dit « flamboyant », à celle placée à l'hôpital de l'Hôtel-Dieu-le-Comte, à Troyes,. L'œuvre a bénéficié d'une mesure de protection au titre d'objet classé sur la liste des monuments historiques par arrêté ministériel daté du 15 septembre 1894.
La butte sur laquelle l'église actuelle a été édifiée, était occupée, du temps des Mérovingiens, par une abbaye associée à une vaste nécropole de fidèles désireux de se faire inhumer auprès des reliques d'un saint. Cette abbaye est ainsi l'un des premiers établissements monastiques de la Gaule. Sur la butte fut ensuite édifié un château. Des travaux de fouille systématique de la butte, ont été réalisés par l'archéologue Jean Scapula de 1943 à 1961,. Plus de 1 000 sépultures ont été mises au jour dont 600 sarcophages mérovingiens. Le site archéologique, et l'église qui lui est associé, rendent la commune de plus en plus « connue et reconnue à travers toute la France ».
La commune compte par ailleurs 31 objets répertoriés à l'inventaire général du patrimoine culturel.

Sélection et aperçus des objets et monuments du patrimoine culturel et bâti d'Isle-Aumont
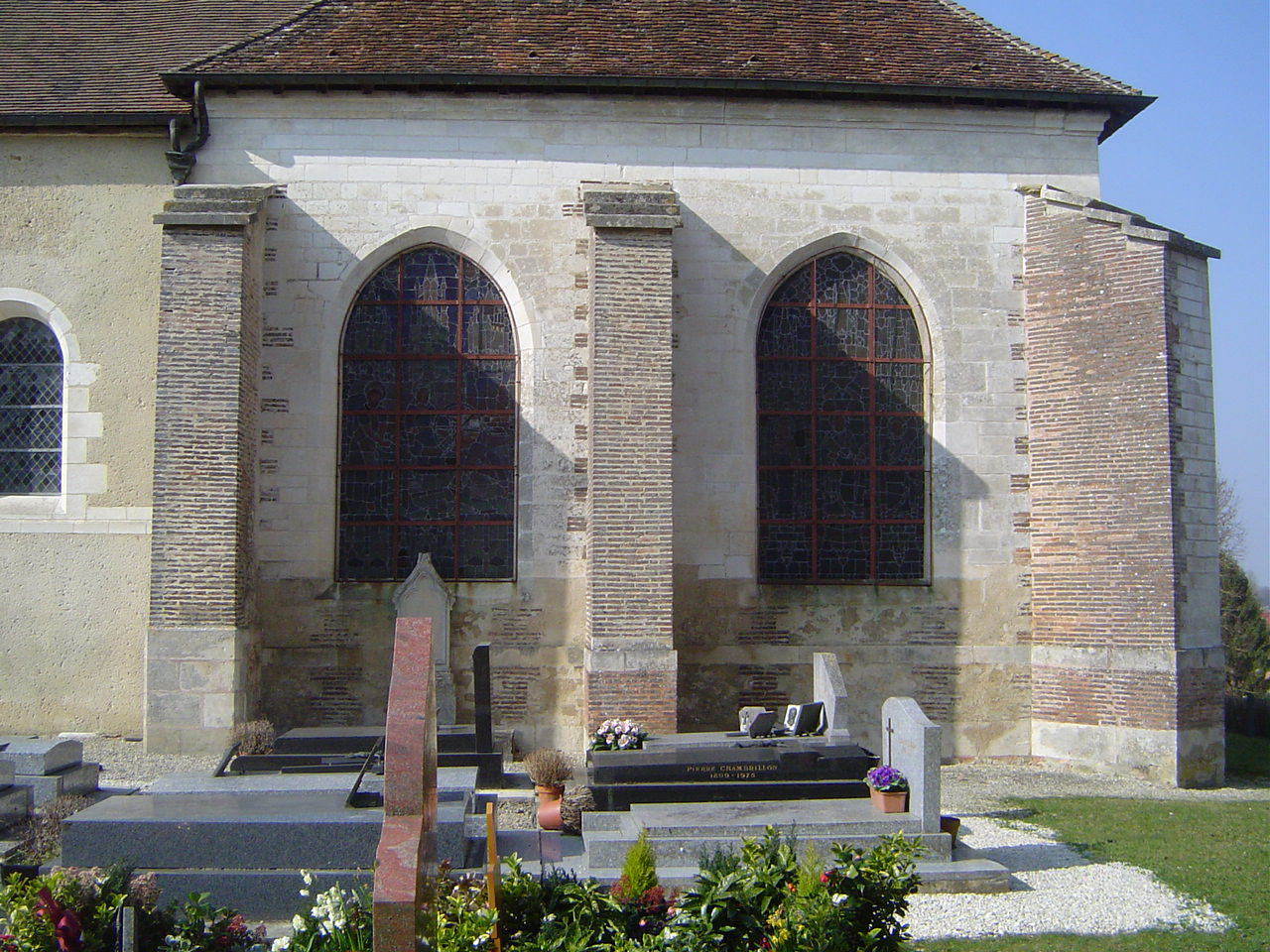
Église et cimetière d'Isle-Aumont.
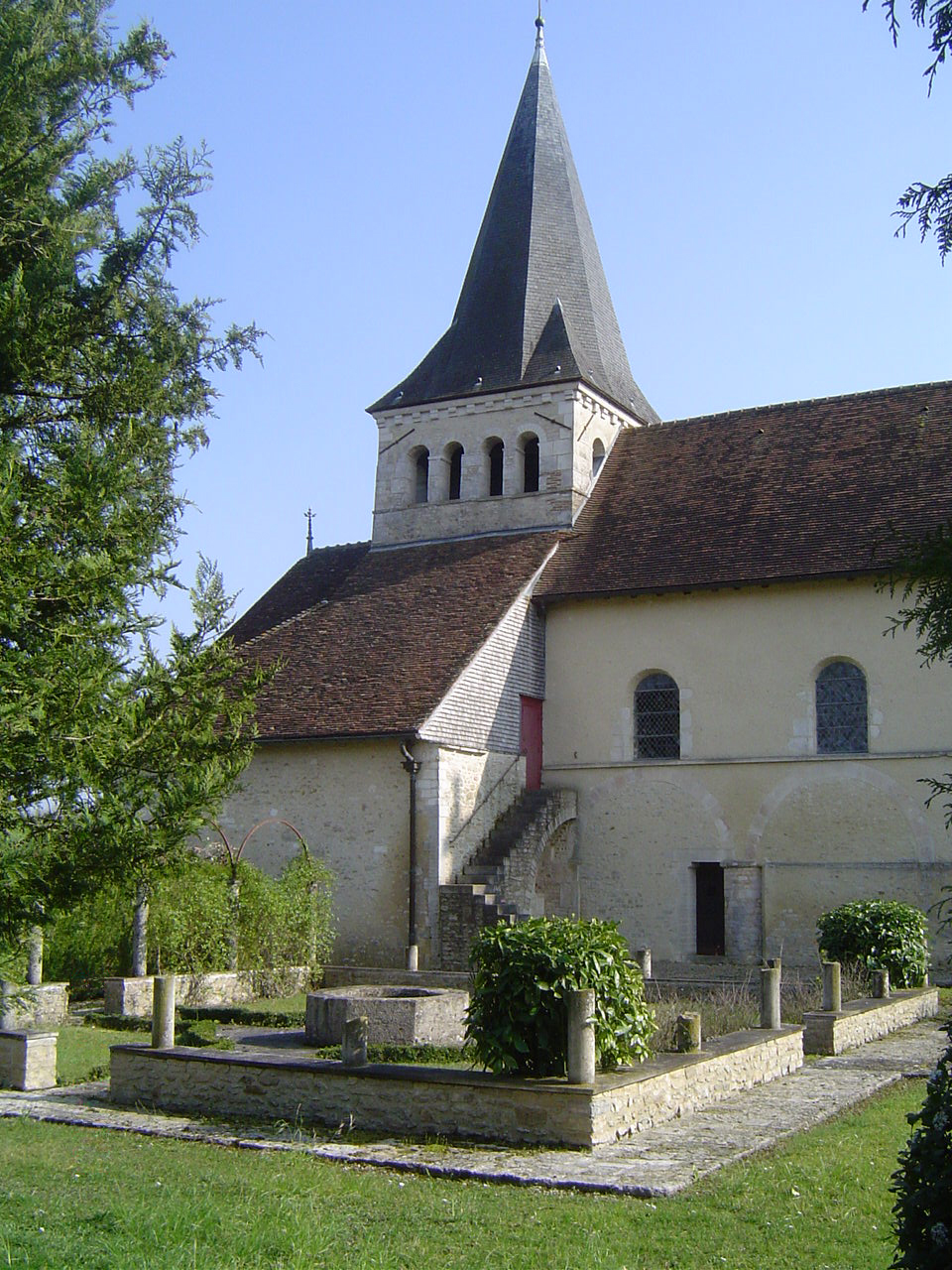
Vue de l'église et de son clocher.
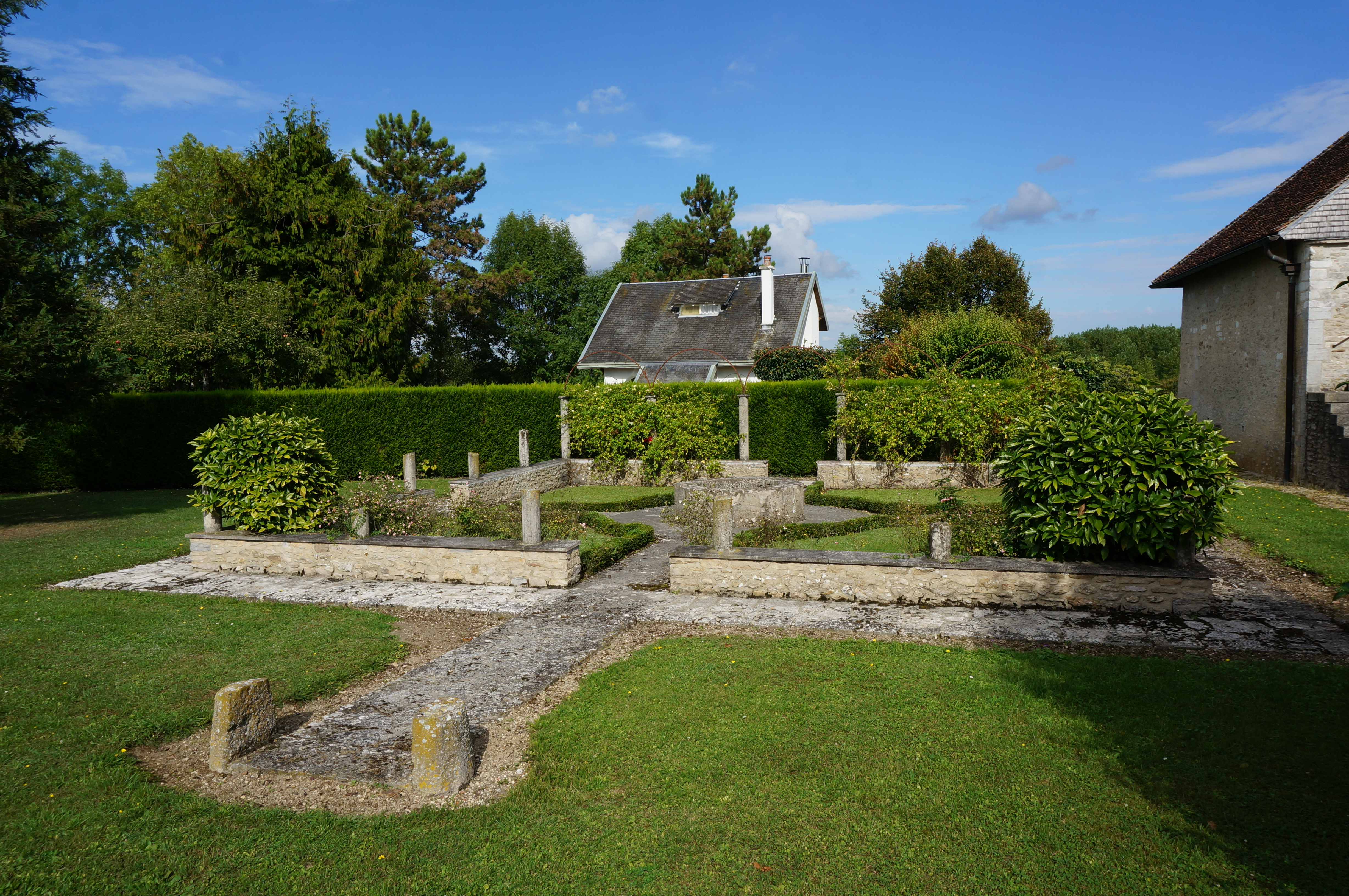
Le cloître, situé à gauche de l'église.
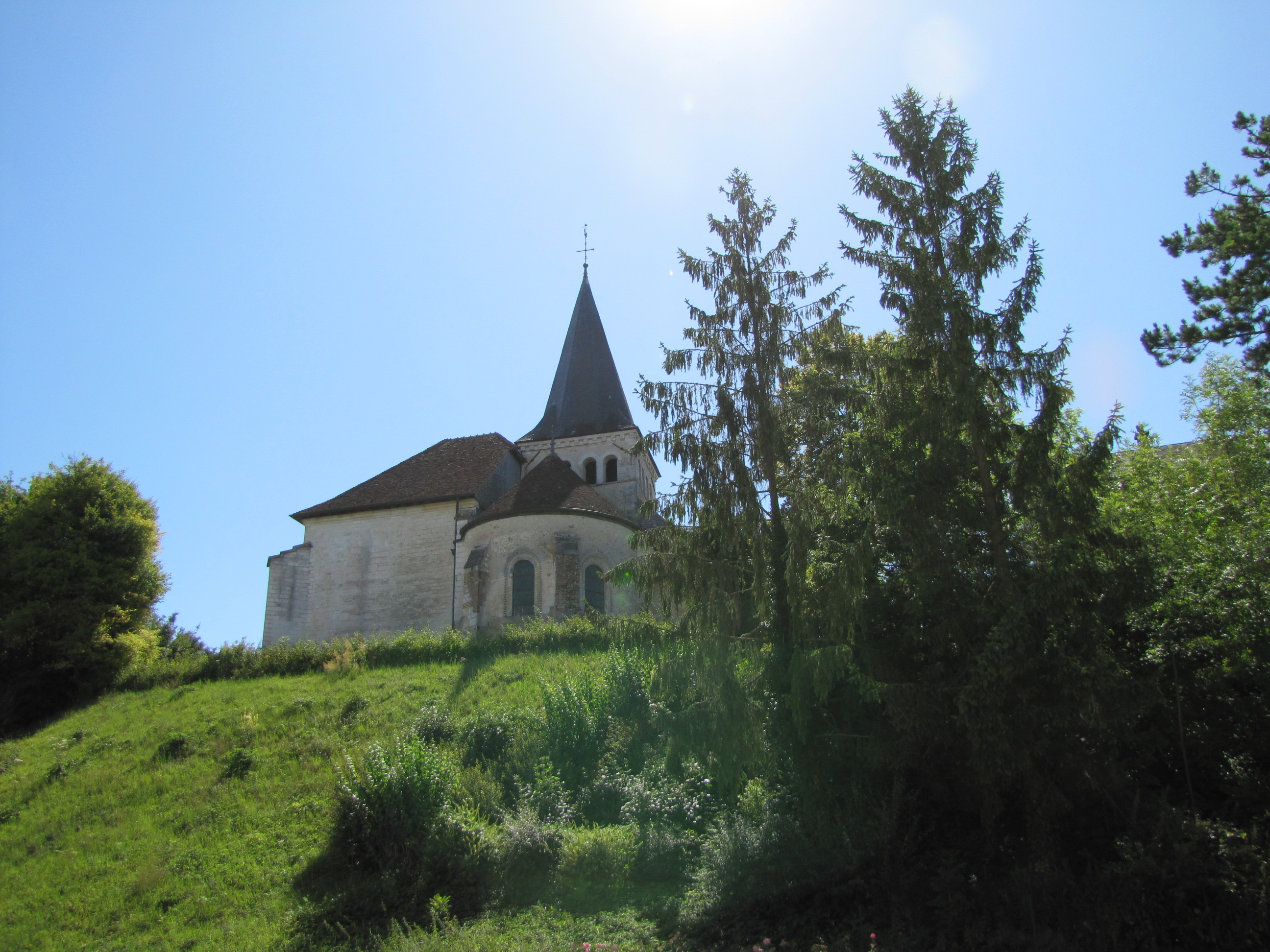
Vue de la « butte d'Isle ».
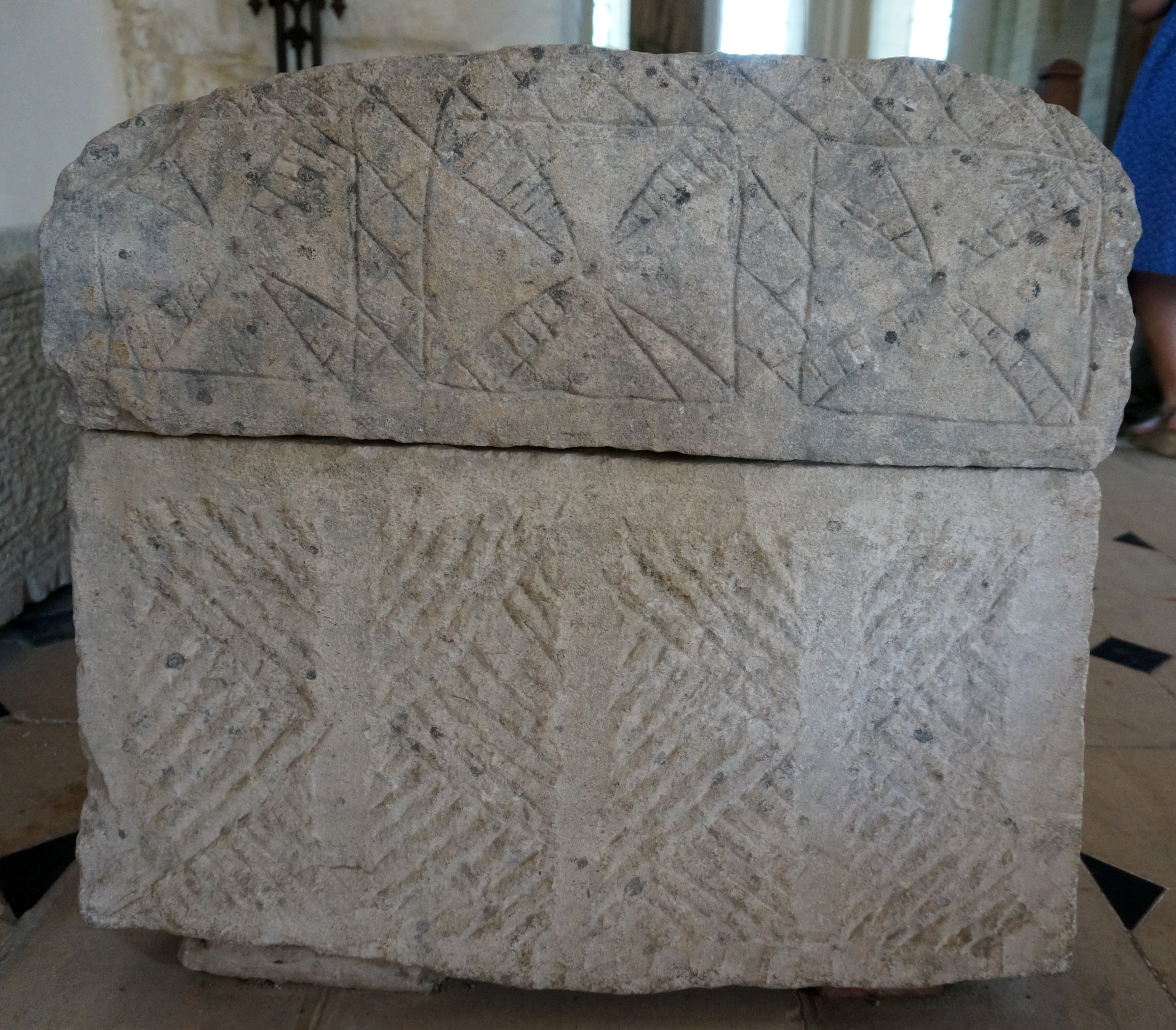
Incises sur un sarcophage mérovingien.
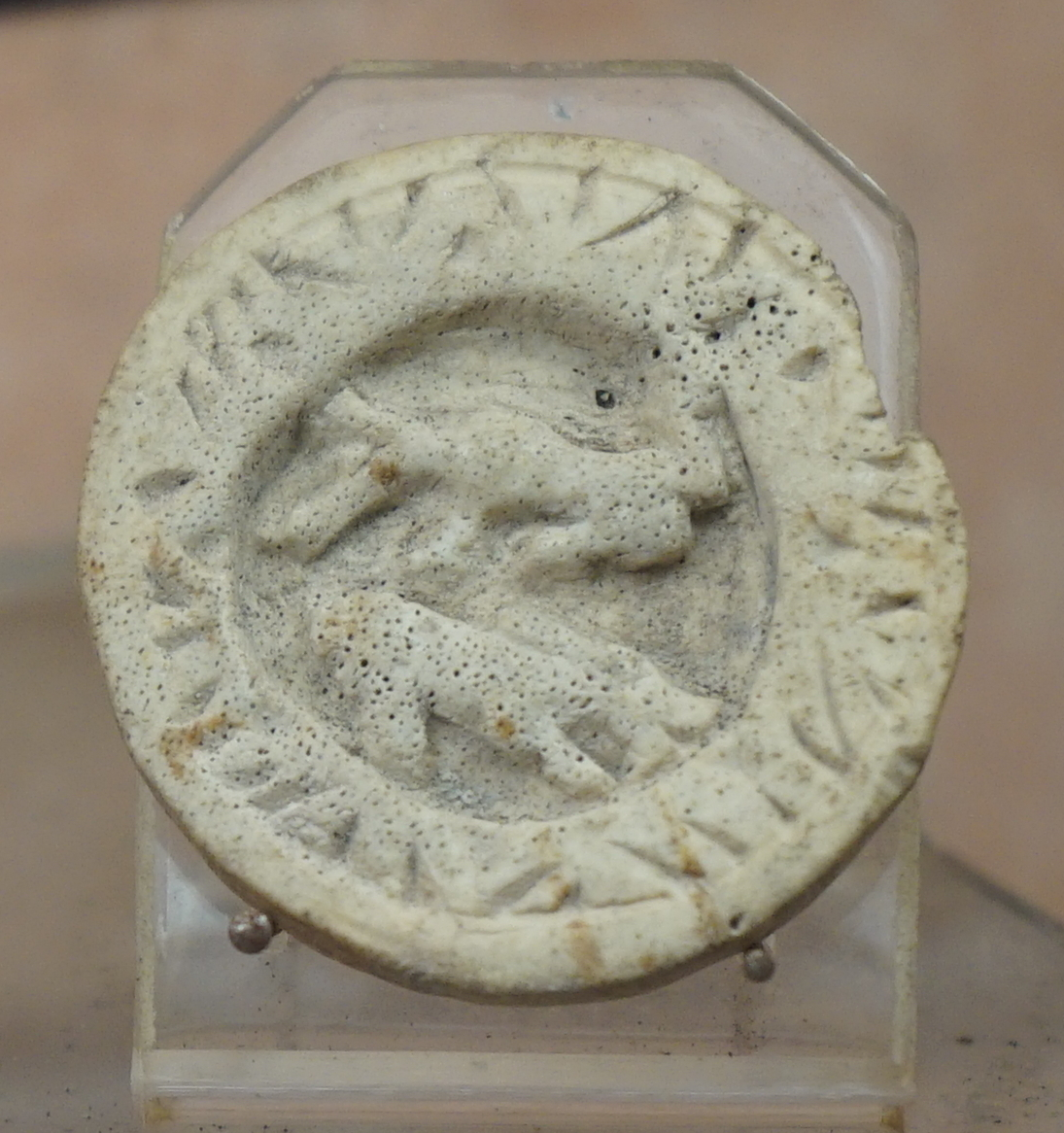
Disque à motif animalier, retrouvé lors des fouilles d'Isle.
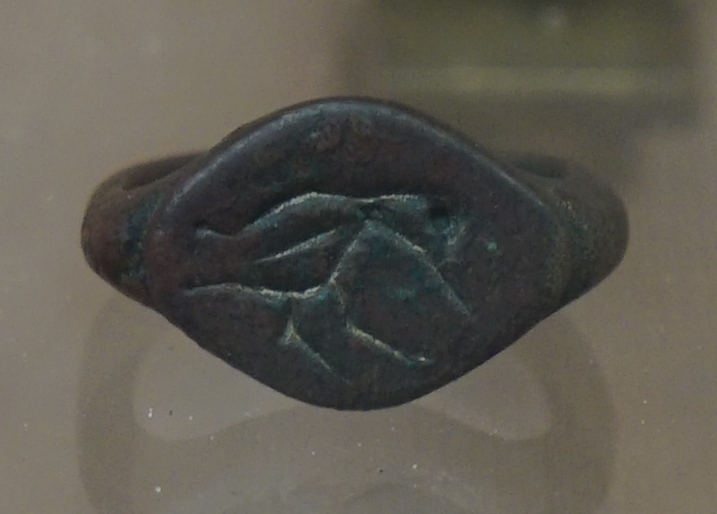
Bague sigillaire ovoïde.
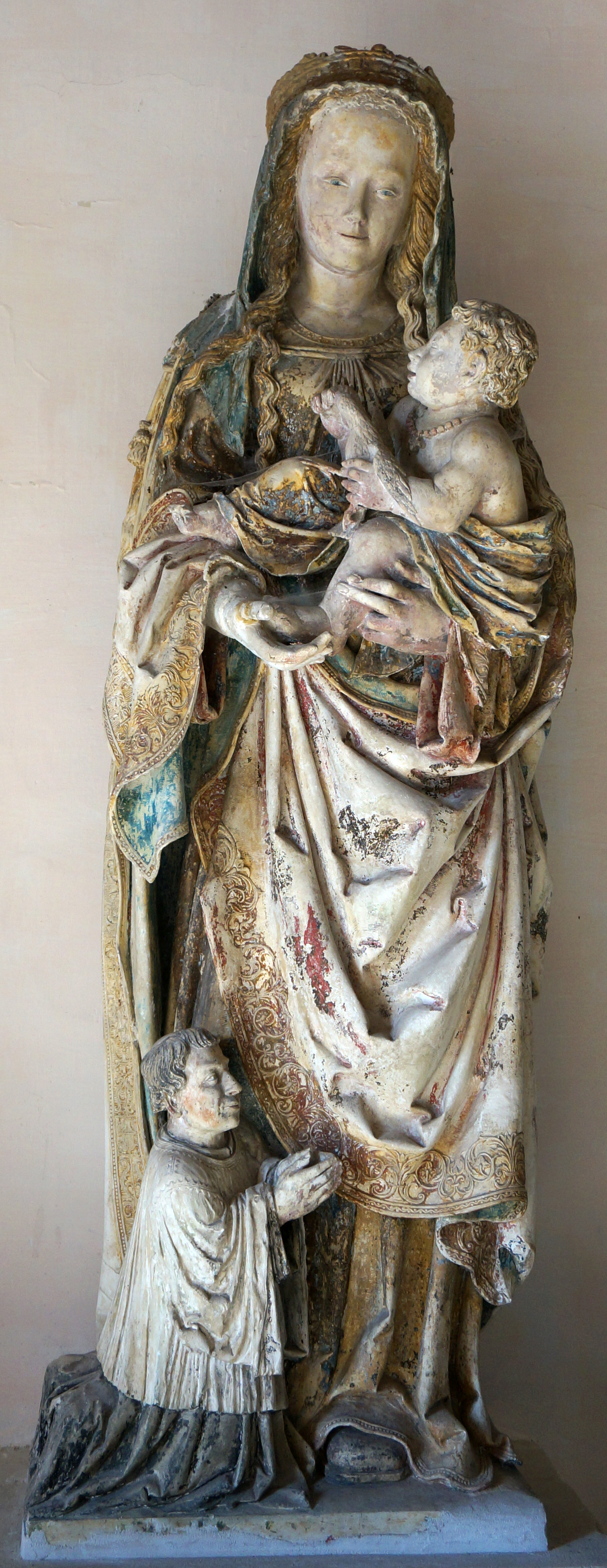
La statue de la Vierge à l'Enfant.
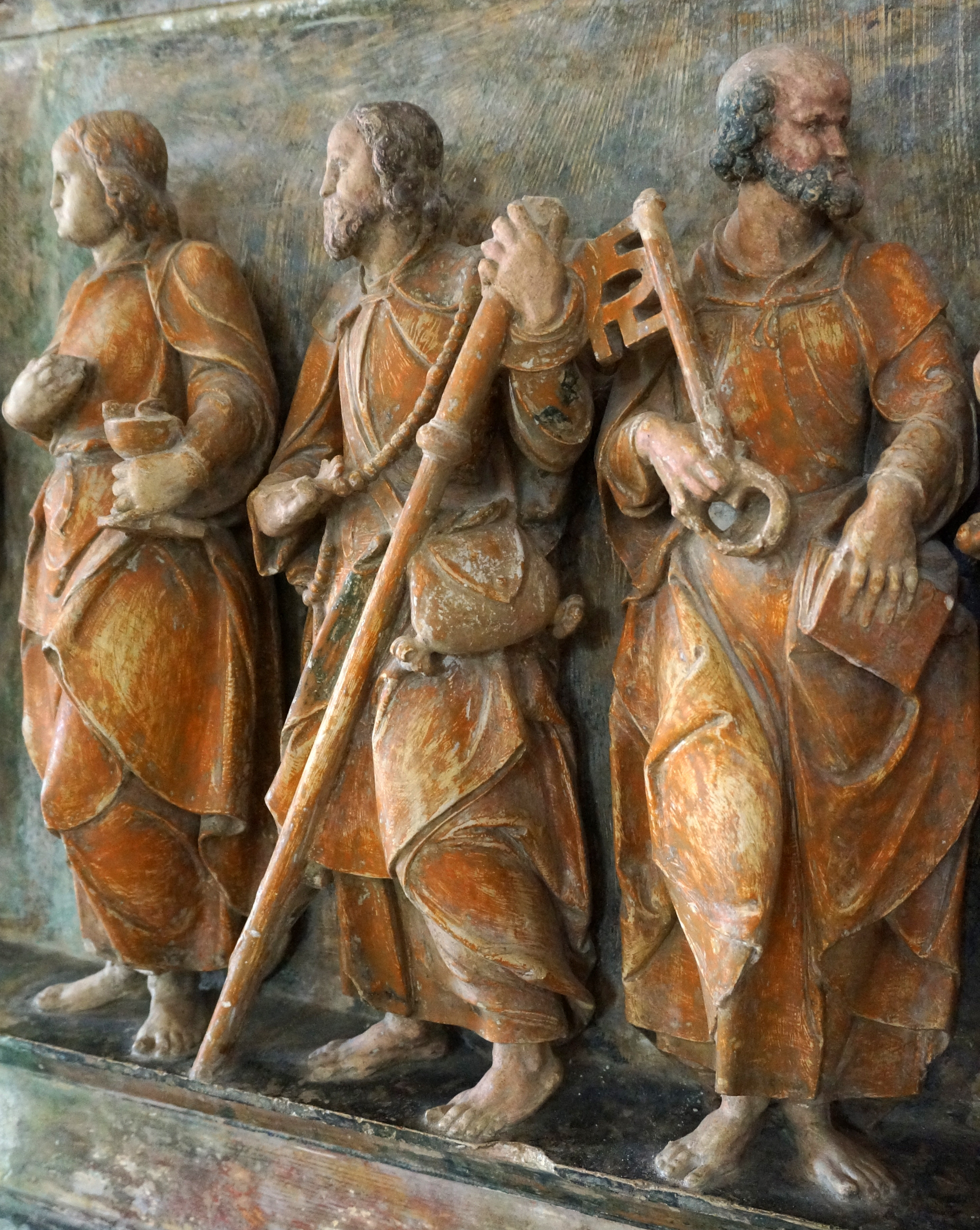
Retable (détails).
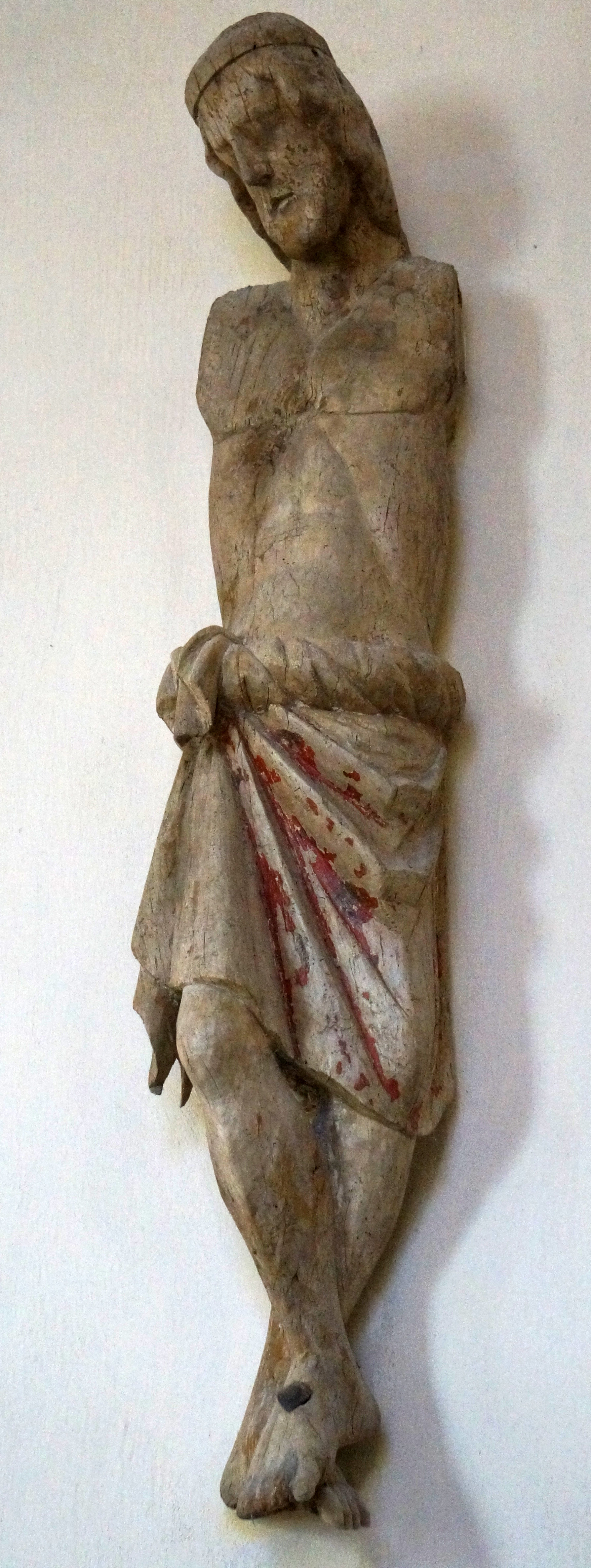
Christ (XIIIe siècle).

#### Autres lieux et bâtiments

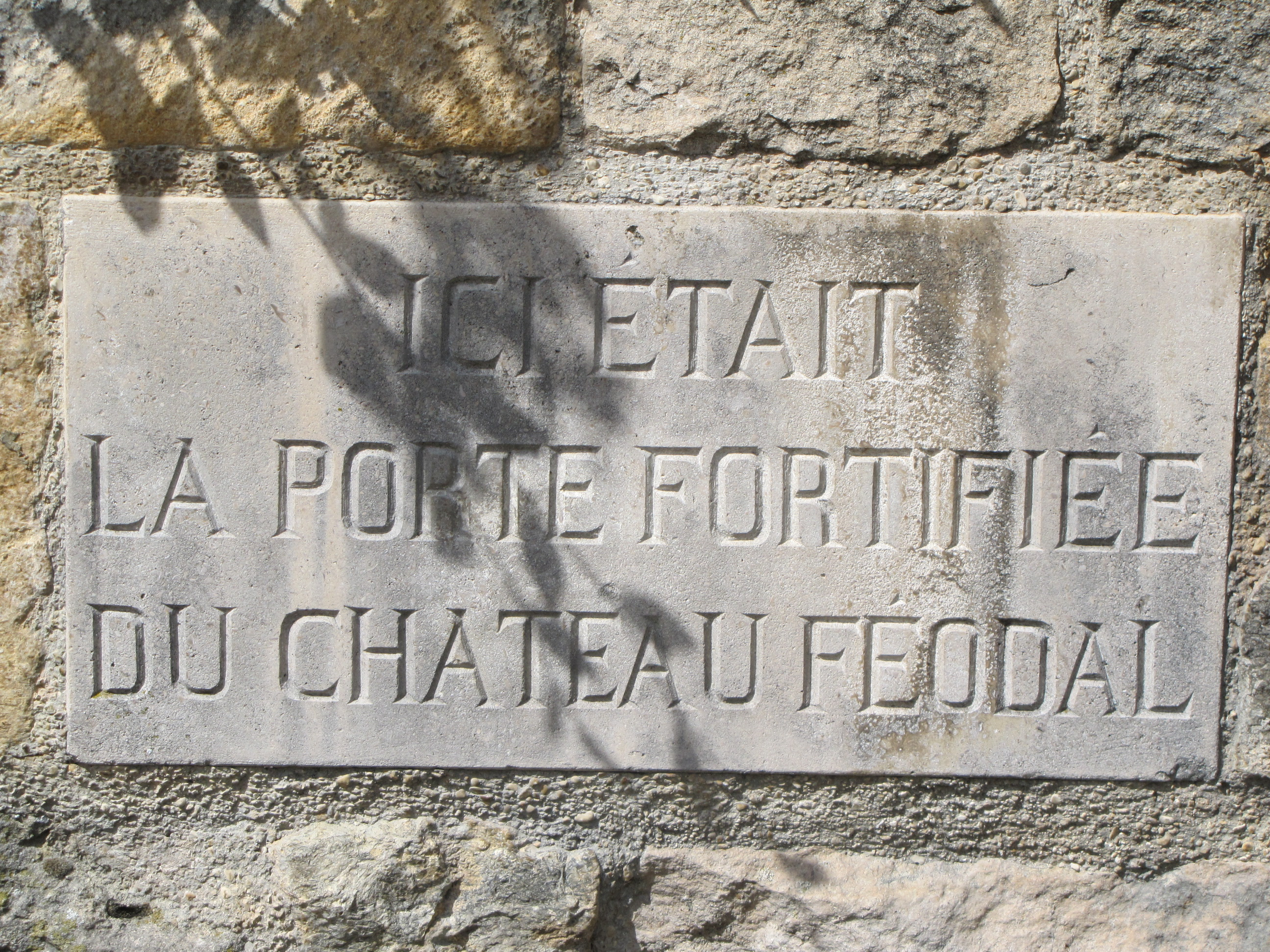
Plaque commémorative marquant l'emplacement du château de Saint-Phal.

Le château de Saint-Phal, dans son premier état, est construit vers la fin du XIe siècle. Après avoir fait l'objet de plusieurs succession et rachat, il est remanié vers le milieu du XVIe siècle (1555) sous l'impulsion d'Anne de Vaudrey. Un document à caractère juridique, et daté de cette époque, permet de restituer l'architecture générale de cette forteresse et de ses structures attenantes. Un pont-levis, se dressant au-dessus d'un large fossé, vient précéder une porte monumentale. Cet accès se trouve de part et d'autre encadré par un mur d'enceinte fortifiée pourvu de deux corps de garde. Au sein de la cour s'élève un puits surmonté d'un toit lequel prend appui sur 3 colonnes. L'édifice de Saint-Phal se compose d'un corps de logis flanqué de deux avant-corps, l'un de forme circulaire et l'autre de forme carrée, tous deux disposés en retour d'équerre à son extrémité gauche. La couverture de ses deux « pavillons » est constituée de tuiles plombées. Chacune de ces ailes est flanquée de 3 plus petites structures, dont une chapelle consacrée à saint Jacques. La forteresse de Saint-Phal fait l'objet d'une destruction au tout début des années 1830, plusieurs éléments, tels que des retables ou des cheminées sculptés ayant été alors mis en vente.

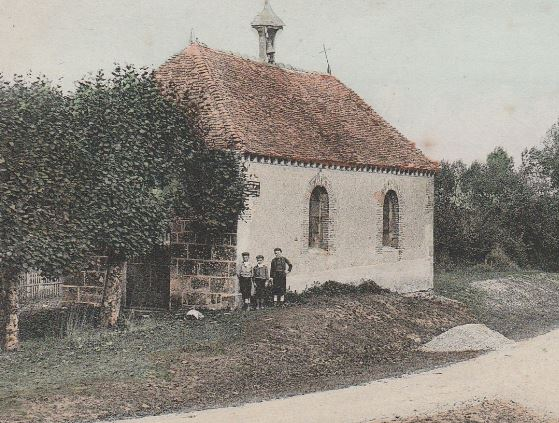
La chapelle de la Roche.

La chapelle de la Roche, située au lieu-dit éponyme, a été probablement construite au cours du XVIe siècle. Des documents d'archives mentionnent son existence antérieurement à 1570. L'édifice, en raison du culte auquel il est consacré, est placé sous le vocable de sainte Reine. Cette chapelle, la première à être dédiée à cette sainte patronne en région champenoise, fait l'objet de pèlerinages au cours des XVIIe et XVIIIe siècles,. Après avoir été remanié en 1776, le bâtiment est soumis une désaffectation en 1937, puis une destruction,,. La chapelle, qui présente une architecture dépouillée, est associée à une fontaine ou un lavoir,,. Plusieurs objets issus de ce monument actuellement disparu, tels qu'une dalle commémorative armoriée datée de 1589, ont bénéficié d'un inventaire au patrimoine culturel par les services généraux de la région Champagne-Ardenne en 2006,. D'autres pièces de mobilier, provenant également de la chapelle, tels qu'une statue ouvragée en chêne et représentant un évêque et une seconde figurant une Vierge à l'Enfant, ont disparu (probablement volés) lors de sa destruction,.

### Personnalités liées à la commune

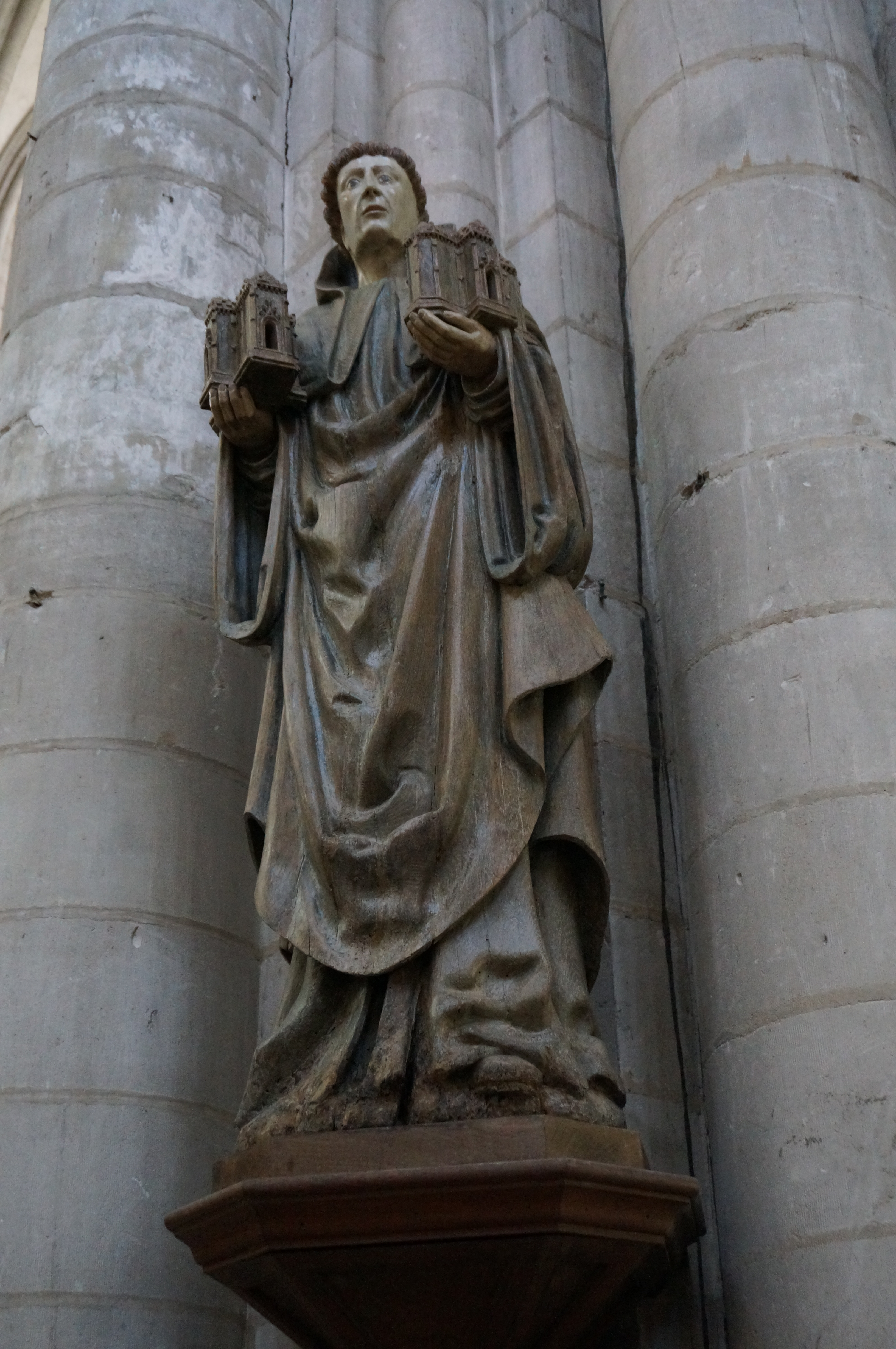
Robert de Molesme.

- Aventin de Troyes (? -537) ; ce saint, ermite, a fondé le monastère mérovingien d'Isle-Aumont au début du VIe siècle apr. J.-C.[71].
- Fidèle (ou Fidolus en latin) d'Isle-Aumont, né vers la fin du Ve siècle et mort en 540, a été l'un des premiers abbés du monastère d'Isle[178],[179]. Le toponyme de Saint-Phal dans l'Aube, mais également celui d'un village de la Creuse, Saint-Fiel (anciennement connu sous le nom de Sancti Fidelis), auraient pour origine le nom de cet abbé[179],[180],[181],[182].
- Robert de Molesmes (v.1029-1111), fonde en 1097 à Isle-Aumont un prieuré bénédictin dédié à Thibaut de Provins.
- Fernand Gentin (1876-1946), imprimeur, ancien sénateur et vice-président du conseil général de l'Aube, maire d’Isle-Aumont dans les années 1930[183],[184].
- Antoine d'Aumont de Rochebaron (1601-1669), pair de France, il fit élevé Isle-Aumont en duché-pairie[58].
- Jean Scapula, (1911-1991), archéologue et historien, il mit au jour la nécropole mérovingienne du village[105]. L'association qui porte son nom s'attache à la préservation de l'église et à la richesse de ses travaux archéologiques.

### Patrimoine gastronomique
Isle-Aumont est l'une des communes où peut être produit le chaource, un fromage à pâte molle et à croûte fleurie qui bénéficie d'une appellation d'origine contrôlée (AOC) depuis 1970 et d'une appellation d'origine protégée (AOP) (équivalent européen) depuis 1996,,.

### Héraldique
| Blason de Isle-Aumont | Blason  | D'argent au chevron de gueules accompagné de sept merlettes du même, quatre en chef, 2 et 2, et trois en pointe mal ordonnées. |
| Blason de Isle-Aumont | Détails | Armes de la maison d'Aumont. Le statut officiel du blason reste à déterminer.                                                  |